# Ouled-Abdoun-Becken
Koordinaten: 32° 54′ 0″ N, 6° 57′ 0″ W
Das Ouled-Abdoun-Becken ist eine Region sowie eine bedeutende Rohstoff- und Fossillagerstätte in Marokko. Es befindet sich im zentralen Teil des Landes im nördlichen Vorland des Hohen Atlas, etwa 100 km südöstlich von Casablanca. Eine herausragende überregionale Bedeutung erlangte das Becken neben seinem Fossilreichtum durch immense Phosphatvorräte, die zu den größten der Welt zählen. Die Phosphate lagern in einer kompakten Sedimenteinheit, bestehend aus Kalk- und Mergelsteinen von teilweise nur 15 bis 30 m Mächtigkeit, und sind in mehreren Lagen ausgebildet. Die Schichtenfolge wird als „Phosphatserie“ bezeichnet. Sie setzt sich nach Südwesten über einzelne weitere Becken bis in den Norden der Westsahara fort und findet sich zusätzlich noch am Südrand des Hohen Atlas. Dabei nimmt sie teilweise an Mächtigkeit zu, die Phosphate verlieren aber mitunter an Qualität. Die Entstehung der Phosphatlagen erstreckte sich über einen Zeitraum von der Oberkreide bis zum Mittleren Paläozän vor rund 72 bis 48 Millionen Jahren. Ihren Ursprung haben sie in einem damals flachgründigen Meer, das den Südrand des ehemaligen Tethys-Ozeans bildete. Heute werden die Phosphate sowohl im Tage- als auch im Untertagebau in einer Größenordnung von mehreren Millionen Tonnen jährlich wirtschaftlich gefördert und weltweit exportiert.
Fossilien finden sich in allen Abschnitten der Phosphatserie, sie treten aber teilweise konzentriert auf. Aufgrund des langen Bildungszeitraumes der Ablagerungen von über 25 Millionen Jahren schließen sie die Kreide-Paläogen-Grenze vor rund 66 Millionen Jahren und das Paläozän/Eozän-Temperaturmaximum vor rund 56 Millionen Jahren ein. Der bei weitem überwiegende Anteil der Fossilfunde umfasst Tiere, Pflanzen spielen nur eine untergeordnete Rolle. Es dominieren, dem Bildungsmilieu der Phosphatserie entsprechend, Meeresbewohner. Unter diesen haben die Hai- und Rochenartigen eine herausragende Stellung, da sie einerseits die häufigste Fundkategorie bilden, andererseits über die Biostratigraphie zur zeitlichen Einordnung der einzelnen Schichten herangezogen werden. Des Weiteren ist auch eine größere Anzahl an Knochenfischen belegt. Zusätzlich tritt eine sehr vielfältige Reptiliengemeinschaft auf. Diese setzt sich aus Schildkröten, Krokodilen, Mosasauriern und Plesiosauriern zusammen, schließt aber auch Schlangen und Warane mit ein. Als bemerkenswert kann das Vorkommen verschiedener Flugsaurier und Vögel angesehen werden, ebenso wie das von landbewohnenden Tieren, die sowohl Dinosaurier als auch Säugetiere beinhalten. Vor allem diese Reste verweisen darauf, dass die Bildung der Phosphatserie relativ küstennah erfolgte. Im Gegensatz zu den Funden der meeresbewohnenden Reptilien, die teilweise als vollständige Skelette vorliegen, ist das Material der landlebenden Formen stärker fragmentiert.
Die erste Erwähnung von Phosphatlagen im Ouled-Abdoun-Becken erfolgte im Jahr 1917, nur wenige Jahre später begann die kommerzielle Förderung der Rohstoffe. Die bereits zu diesem Zeitpunkt bekannten reichhaltigen Fossillagen führten ab Mitte der 1930er Jahre zu einer intensiven Untersuchung durch Camille Arambourg. Er erarbeitete in den nächsten zwanzig Jahren eine detaillierte stratigraphische Gliederung und zeitliche Einstufung der Phosphatserie, die bis heute Bestand hat. Nach seinem Ausscheiden in den 1950er Jahren kam die wissenschaftliche Untersuchung im Ouled-Abdoun-Becken weitgehend zum Erliegen. Erst die Entdeckung einzelner Reste landbewohnender Säugetiere in den 1990er Jahren schob den Fokus des wissenschaftlichen Interesses wieder auf die Region, der bis heute ununterbrochen ist.

## Geographische Lage

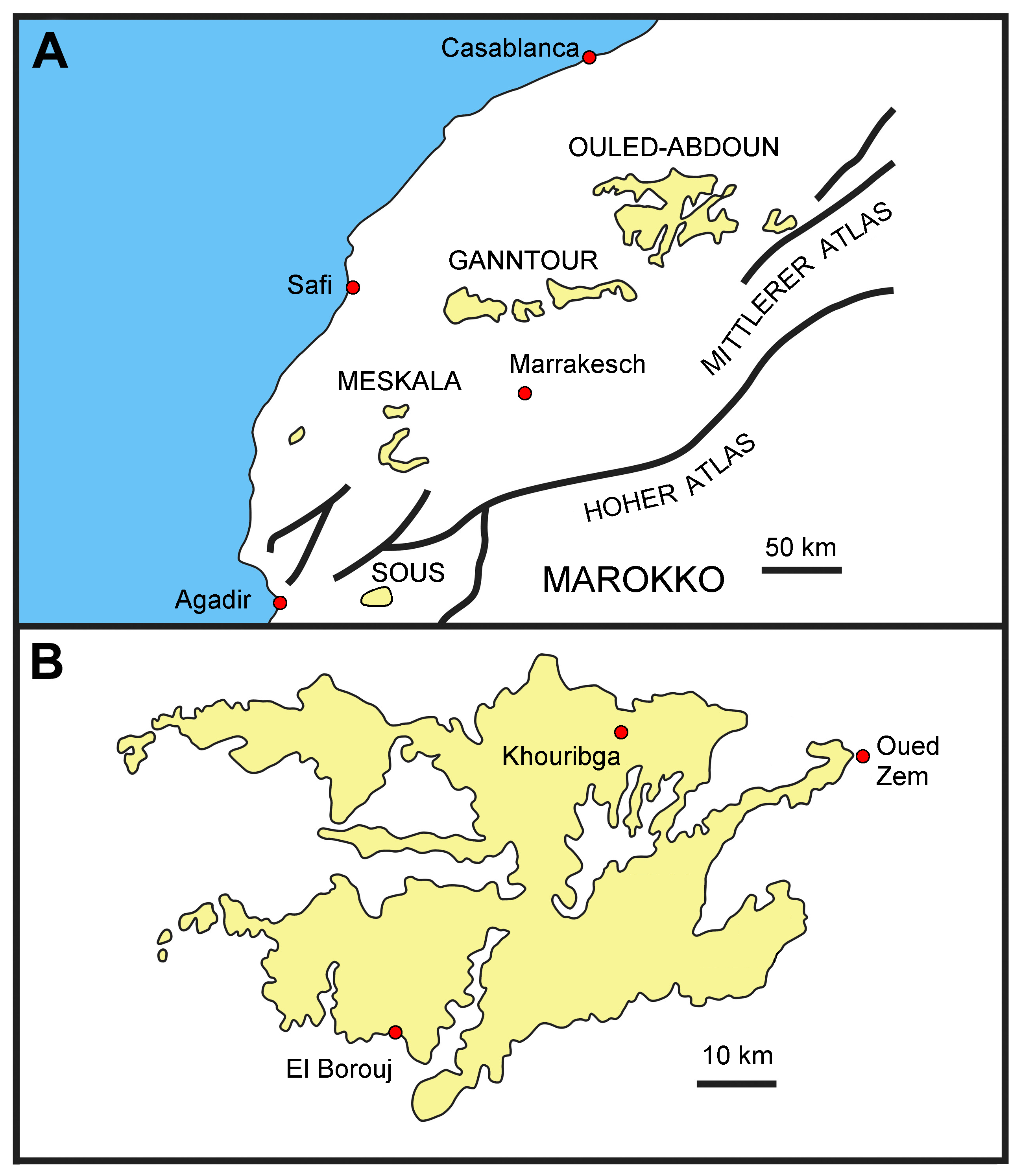
Das Ouled-Abdoun-Becken in Marokko

Das Ouled-Abdoun-Becken liegt im zentralen Marokko etwa 100 km südöstlich von Casablanca. Es befindet sich im westlichen Abschnitt der marokkanischen Meseta. Des Weiteren gehört es zu mehreren bedeutenden Phosphatbecken des Landes, die wiederum einen Teil der Mediterranean (Tethyan) phosphogenic Province formen, welche sich als breiter Ablagerungsgürtel vom Nahen Osten bis in den Osten von Brasilien erstreckt. In Marokko werden verschiedene Becken dieser Provinz zugesprochen. Im Nordosten bildet das Ouled-Abdoun-Becken den Anfang, nach Südwest folgen das Ganntour-, Meskala- und Sous-, während das Oued-Eddahab-Becken die Reihe in der Westsahara abschließt. Die einzelnen Becken sind durch Auffaltungsprozesse des Atlas voneinander getrennt.
Von den fünf Phosphatbecken Marokkos stellt das Ouled-Abdoun-Becken das größte dar. Es erstreckt sich über 80 km in Ost-West- sowie 60 km in Nord-Süd-Richtung und nimmt eine Fläche von rund 9000 km² ein. Im Osten begrenzt der Hohe Atlas das Becken, im Westen das Rhamna-Massiv und im Süden das Beni-Amir-Plateau. Außerdem wird es im Süden und Westen vom Oum er-Rbia umflossen. Als größere Städte befinden sich Khouribga im Norden, Oued Zem im Nordosten und El Borouj im Südwesten des Ouled-Abdoun-Beckens. Die Höhenlagen reichen von 500 m im Südwesten bis 875 m im Norden. Die überwiegend ebene Landschaft wird durch trockenes Wüstenklima bestimmt. Der stärkste Niederschlag fällt von November bis Mai, er überschreitet aber kaum 400 mm auf das Jahr verteilt. Die Vegetation ist eher spärlich. Die örtliche Bevölkerung lebt von Viehzucht und jahreszeitlich beschränkter Landwirtschaft. Sie verteilt sich auf mehrere Ortschaften. Grundwasser ist generell selten und wird aus zum Teil über 100 m tiefen Brunnen geschöpft.

## Geologie

### Geologische Abfolge im Ouled-Abdoun-Becken

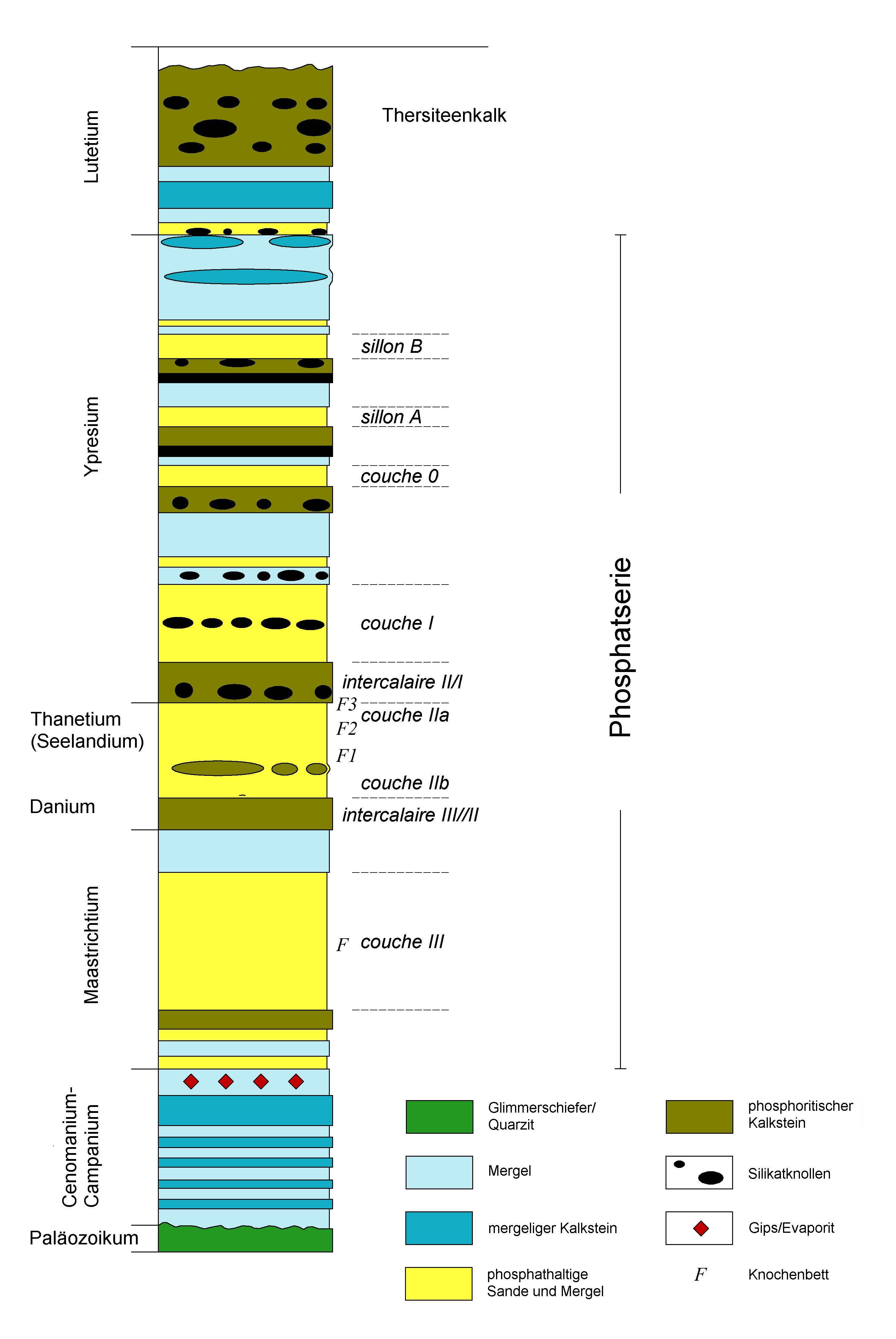
Geologischer Aufbau der Phosphatlager im Ouled-Abdoun-Becken

Die Basis der Sedimentabfolge bilden paläozoische Ablagerungen bestehend aus Glimmerschiefer und Quarziten. Darauf folgen die Schichten der Oberkreide und des Paläogens, so dass zwischen diesen und den basalen Lagen ein großer zeitlicher Hiatus existiert. Die unteren Einheiten der Oberkreide setzen sich weitgehend aus Mergeln, Kalk- sowie Ton- und Schluffsteinen mit einer Mächtigkeit von bis zu 200 m zusammen. Sie werden in den Zeitraum vom Cenomanium bis Campanium eingestuft. Den oberen Abschluss bildet eine Lage teils intensiv verwitterter Gipse.
Erst im Hangenden dieser Schichtenreihe findet sich die eigentliche „Phosphatserie“ (série phosphatée). Sie ist im gesamten Gebiet relativ einheitlich aufgebaut und horizontal gelagert. Innerhalb der Sedimentabfolge lassen sich vier Gesteinstypen unterscheiden, die sich so in der Regel auch in anderen Phosphatlagerstätten wiederfinden. Der wichtigste wird durch die Phosphatgesteine repräsentiert. Diese treten entweder als lockere, sandig-mergelige pseudo-oolithische Phosphorite (Phospharenit) oder als feste phosphathaltige Kalksteine (Phospharudit) auf. Letztere sind wiederum einerseits mit primärem Dolomit- oder mit sekundärem Calcitzement verbacken. Neben diesem hauptsächlichen Bestandteil kommen als weitere Gesteinstypen Ton- und Mergelsteine sowie Kalksteine und vorwiegend als Knollen oder plattig auftretende Silikatgesteine vor. Die Abfolge wird in vier Ablagerungseinheiten oder Megasequenzen unterschieden, die dem Maastrichtium (ausgehende Oberkreide), dem Danium/Thanetium (Paläozän), dem Ypresium (Unteres Eozän) und dem Lutetium (Mittleres Eozän) angehören. Die drei unteren enthalten dabei die hauptsächlichen Phosphatablagerungen. Diese bedeutendsten Schichteinheiten werden jeweils durch eine Hauptdiskontinuität voneinander getrennt. Generell setzt sich die Phosphatserie im Ouled-Abdoun-Becken folgendermaßen zusammen:
- Maastrichtium (Megasequenz A): vorwiegend aus sandigen Phosphoriten aufgebaut, die oft auf Tonen und Mergeln gebettet sind und mitunter von Kalksteinen unterbrochen werden; typisch sind linsenförmige Silikatgesteine; teils gelblich gefärbt;
- Danium/Thanetium (Megasequenz B): besteht aus sandigen und mergeligen Phosphoriten und zwischengebetteten silikatischen Mergeln; das Danium zeichnet sich durch das Fehlen von tonigen und mergeligen Zwischenschichten aus, sein oberer Abschluss wird durch die Anhäufung der von Cardita coquandi-Muschelschalen angezeigt;
- Ypresium (Megasequenz C): bildet eine Wechsellagerung aus gelblichen bis gräulichen sandigen Phosphoriten, gräulichen phosphatischen Kalksteinen sowie weißlichen bis grünlichen mergeligen Kalksteinen und kompakten grünlichen bis bräunlichen Tonmergel mit Silikatknollen;
- Lutetium (Megasequenz D): ist als Wechsellagerung aus silikatischen und calcitischen Mergeln sowie mergeligen Kalksteinen ausgebildet, in denen Silikatknollen eingelagert sind und gelegentlich auch dünne Phosphathorizonte auftreten.

Die Phosphatserie weist eine schwankende Mächtigkeit auf. Im Norden und Nordosten des Ouled-Abdoun-Beckens wird sie nur etwa 15 bis 30 m dick. Die einzelnen Ablagerungseinheiten erreichen mit dem Maastrichtium eine vertikale Ausdehnung von 3 bis 5 m, mit dem Danium/Thanetium von etwa 3 m und mit dem Ypresium von gut 12 m, während das Lutetium noch sehr geringmächtig ist. Nach Süden hin mit abfallender Geländeoberfläche nimmt die Phosphatserie deutlich an Dicke zu. Am Südrand des Ouled-Abdoun-Beckens liegen die Schichtmächtigkeiten für das Maastrichtium bei 8 bis 10 m, für das Danium/Thanetium bei 8 m und für das Ypresium bei 12 m. Das Lutetium erreicht dagegen gut 25 bis 30 m. Mit eingerechnet ist hier der sogenannte Thersiteenkalk, auch Dalle à Thersitées („Thersitea-Platte“) genannt. Der feste bankige Kalkstein bildet den oberen Abschluss der Folge und wird durch das häufige Auftreten von Resten der Schnecke Hemithersitea gekennzeichnet.
Die einzelnen Phosphatlagen werden als couche („Bett“) oder sillon („Furche“ oder „Horizont“) bezeichnet und sind der stratigraphischen Abfolge nach durchnummeriert. Die beste Aufschlüsselung findet sich im Nordostteil des Ouled-Abdoun-Beckens, in dem Bereich mit dem zur Zeit intensivsten Abbau. Die Phosphatlage des Maastrichtiums trägt hier die Bezeichnung couche III, ist aber manchmal zweigeteilt in einen unteren und einen oberen Abschnitt. Das Danium/Thanetium entspricht den Phosphatlagen couche IIb und couche IIa. Das Ypresium besteht aus wenigstens vier Phosphatlagen, die vom Liegenden zum Hangenden mit couche I, couche 0, sillon A und sillon B benannt sind. Unter Umständen setzt sich zwischen dem couche I und dem couche 0 zusätzlich eine dünne, mit couche 0' ausgewiesene Phosphatschicht ab, ebenso wie einzelne Phosphatbereiche oberhalb von sillon B fortlaufende Buchstaben erhalten (sillon C und sillon D). Die Schichten zwischen den verschiedenen Phosphatlagen werden als intercalaire („Trennschicht“) angesprochen. Demnach weist intercalaire II/I auf die Trennschicht zwischen couche II und couche I hin, intercalaire III/II auf die zwischen couche III und couche II. Die Trennschichten variieren in ihrer Dicke sehr und enthalten mitunter Taschen oder Linsen an Phosphaten.

### Überregionaler Kontext

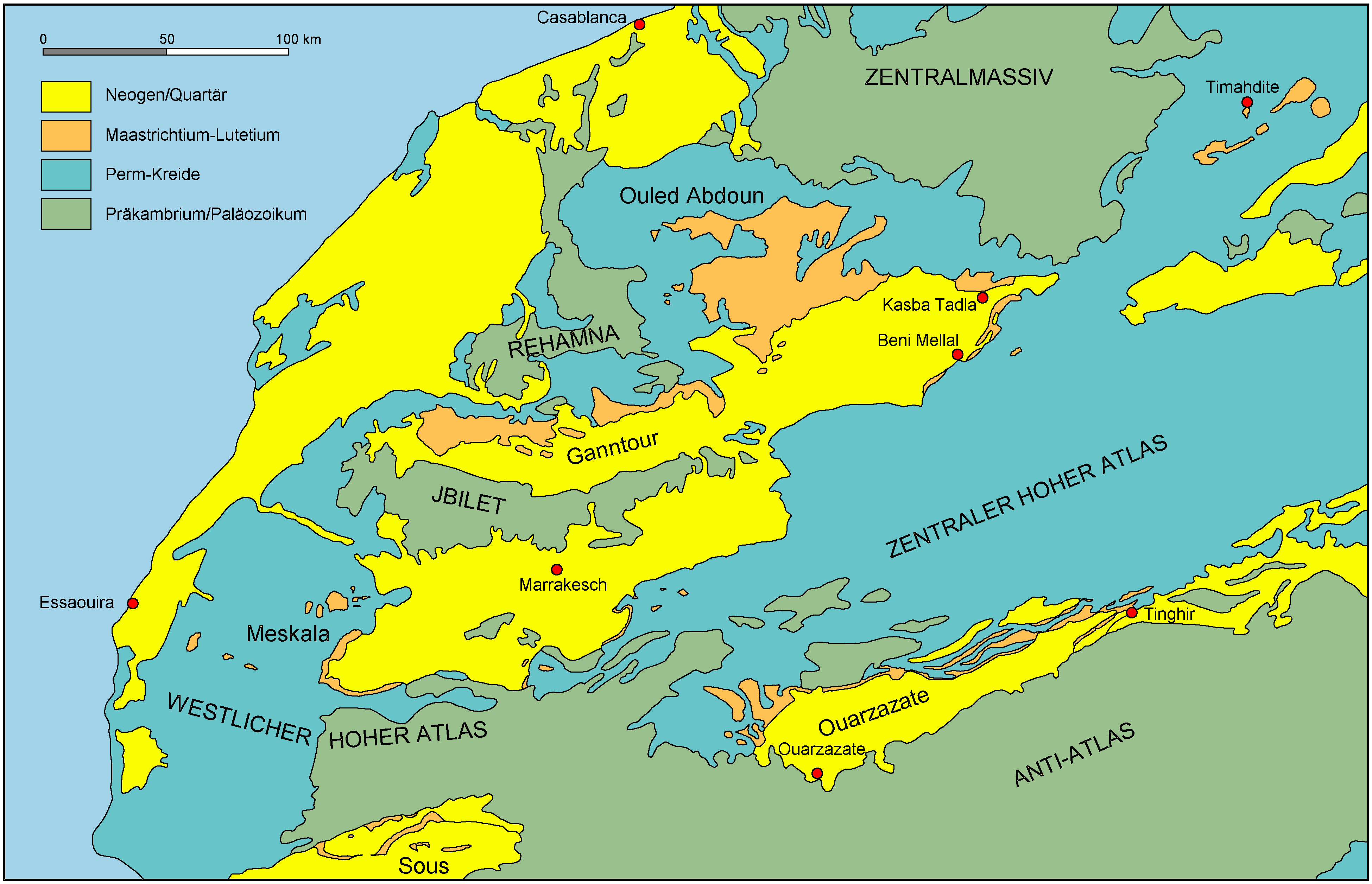
Geologische Karte des zentralen und südlichen Marokkos

Die gesamte Phosphatserie ist marinen Ursprungs und findet sich in einem ähnlichen Aufbau auch in den anderen Phosphatbecken Marokkos wieder. Die starken Variationen in der Mächtigkeit zwischen dem Nord- und dem Südrand des Ouled-Abdoun-Beckens erklären sich durch die Entstehungsbedingungen der Phosphatlagen in einem einst buchtartigen Meereseinschnitt. Die nördlichen Gebiete lagen dabei in ehemaliger Küstennähe und zeichnen sich durch einen hohen Phosphatreichtum aus. Die Meeresrandlage führte aber zu einem stark kondensierten Aufbau mit mehreren Schichtlücken und zudem scharfen Schichtübergängen. Nach Süden hin zum ehemals offenen Meer löst sich diese Kondensierung weitgehend auf und wechselt zu einer vollständigen Schichtenabfolge. Diese ist dann aus dem südlich benachbarten Ganntour-Becken belegt. Die Unterschiede zwischen den küstennahen und küstenfernen Ablagerungen verdeutlichen sich etwa in den obersten Abschnitten der Oberkreide, dem Maastrichtium. Dieses weist im Norden des Ouled-Abdoun-Beckens nur eine Mächtigkeit von 3 bis 5 m auf, im Ganntour-Becken hingegen von gut 45 m. Dadurch sind hier allein im Maastrichtium sieben Phosphatlagen unterscheidbar, die sich teilweise aber auch schon am Südwestrand des Ouled-Abdoun-Beckens abzeichnen. Auch im auflagernden Danium/Thanetium und im Ypresium können durch zunehmende Schichtmächtigkeit und -differenzierung jeweils vier bis sechs einzelne Phosphatlager im Ganntour-Becken auseinandergehalten werden. Sowohl die Zunahme der Schichtmächtigkeit als auch der Rückgang der Kondensierung sind mit einer Abnahme des Phosphatgehalts und einer Anreicherung an organischem Material verbunden. Die Phosphatlagen wechseln dadurch von einer überwiegend gelblich-gräulichen Färbung im Norden des Ouled-Abdoun-Beckens zu einer dunklen Tönung und nehmen zudem einen stechenden Geruch an.
Die sich wiederholenden Sedimentabfolgen der Phosphatserie sind Resultat eines zyklischen Vordringens und nachfolgenden Rückzugs des Meeres. Die Transgressionsphasen werden durch die kalkigen Abschnitte angezeigt, die Regressionsphasen durch die sandig-schluffigen. Die marinen Ablagerungen der Oberkreide und des Paläogens setzen sich über die Phosphatbecken hinaus nach Süden fort und können ebenfalls im Ouarzazate-Becken am Südrand des Hohen Atlas beobachtet werden. Dort sind die Phosphatlager allerdings vergleichsweise marginal ausgebildet. Sie kommen aber noch reichhaltig unter einer mächtigen Deckschichtenlage in der Tadla-Ebene vor und finden sich gleichfalls in Relikten in Aufschlüssen in der Ben-Cherro-Mulde bei Beni Mellal, beide jeweils am Nordrand des Hohen Atlas gelegen. Die Meeresablagerungen erstrecken sich somit über die gesamte Breite des Atlas hin, wurden später aber durch die Auffaltung des Gebirges überschleiert. Den variierenden Sedimentmächtigkeiten der marinen Ablagerungen im Ouarzazate-Becken zufolge entstand die Gesteinsabfolge auf einer einst nach Süden ansteigenden Geländefläche. Dadurch war das südliche Ende des Meeres vermutlich im Bereich des heutigen Anti-Atlas zu finden.

### Ursprung der Phosphatablagerungen
Phosphorite bilden in der Regel rundliche Gesteine, deren einzelne Phosphatkörner durch sekundären Zement mehr oder weniger fest miteinander verbacken sind. Die Phosphatkörner bestehen zumeist aus organischem Abfall, Kleinkonkretionen mit konzentrischer Struktur, Mikroonkolithen, ummantelten Körnern („pellets“), Kotkügelchen und verschiedenen phosphatiserten Mikroorganismen wie Algen, Bakterien oder Pilzen. Teilweise kommen auch größere organische Bestandteile wie Knochen und Zähne vor. Dagegen ist nicht-phosphathaltiger organischer Schill eher selten. Unabhängig von ihrem Ursprung bestehen alle Phosphatkörner aus Carbonat-Fluorapatit, das jeweils als strukturiertes Kristall auftritt.
Die Entstehung von phosphathaltigen Sedimentlagen, die sogenannte Phosphatogenese, ist komplex und vielfach diskutiert. Sie schließt tektonische, geomorphologische, klimatische, biochemische und biologische Faktoren ein. Die Phosphatablagerungen der Mediterranean (Tethyan) phosphogenic Province entstanden in einem langandauernden Prozess, der geologisch gesehen vom Turonium in der Oberkreide bis zum Lutetium im Eozän reicht. Er setzte somit vor rund 94 Millionen Jahren ein und kam vor mehr als 41 Millionen Jahren zum Erliegen, verlief also über rund 50 Millionen Jahre. Die Bildungsregion entspricht den Randlagen der damaligen Tethys. Dort erfolgte die Phosphatogenese aber nicht überall gleichzeitig. Vielmehr begann sie im nordöstlichen Abschnitt, in der heutigen Türkei und verlagerte sich sukzessive in andere Regionen. Die marokkanischen Phosphatablagerungen nahmen dabei einen der längsten Bildungszeiträume ein, der sich über gut 25 Millionen Jahre vom Maastrichtium bis zum Ypresium hinzog.
Die Phosphatogenese stellt eine organische Sedimentation (Bioproduktit) dar, die an Meeresbedingungen gekoppelt ist. Hier kann sie an verschiedensten Orten erfolgen, die neben Kontinentalhängen auch Inseln, Tiefseeberge oder Guyots einschließen. Neben einigen anderen Prozessen wird sie hauptsächlich durch aufsteigende Kaltwasserströmungen begünstigt. Derartige vertikale Wasserbewegungen sind im nördlichen Atlantik erstmals seit der frühen Oberkreide belegt und intensivierten sich zum Ende der Oberkreide hin. Die aufsteigenden Strömungen bringen unter anderem mit Phosphaten angereichertes Detritusmaterial aus den Meerestiefen in die Schelfgebiete mit. Hierbei kommt es dann durch Übersättigung zu einer primären Ausfällung von Apatit. In einer späteren, durch hydrologische und biologische Prozesse gesteuerten Aufarbeitung entstehen daraus die typischen, aus rundlichen Körnern aufgebauten Phosphorite. Einen bedeutenden Einfluss haben hierbei offensichtlich Mikroorganismen, die in Form von gramnegativen Bakterien auch fossil aus dem Ouled-Abdoun-Becken überliefert sind. Vor allem für die zweite Phase der Phospatogenese sind günstige Lagerungsbedingungen in einem Becken von Bedeutung, da diese stabile Umweltbedingungen voraussetzt, etwa stratifizierte Wassersäulen mit nur einem geringen Austausch zwischen den einzelnen Wasserschichten. Diese sekundäre Stufe der Phosphatogenese ist für die Schelfgebiete typisch. Dazu gehören auch die marokkanischen Phosphatbecken, welche sich am Rand eines epikontinentalen Meereseinschnittes bildeten.

### Eigenschaften und Bedeutung der Phosphatablagerungen

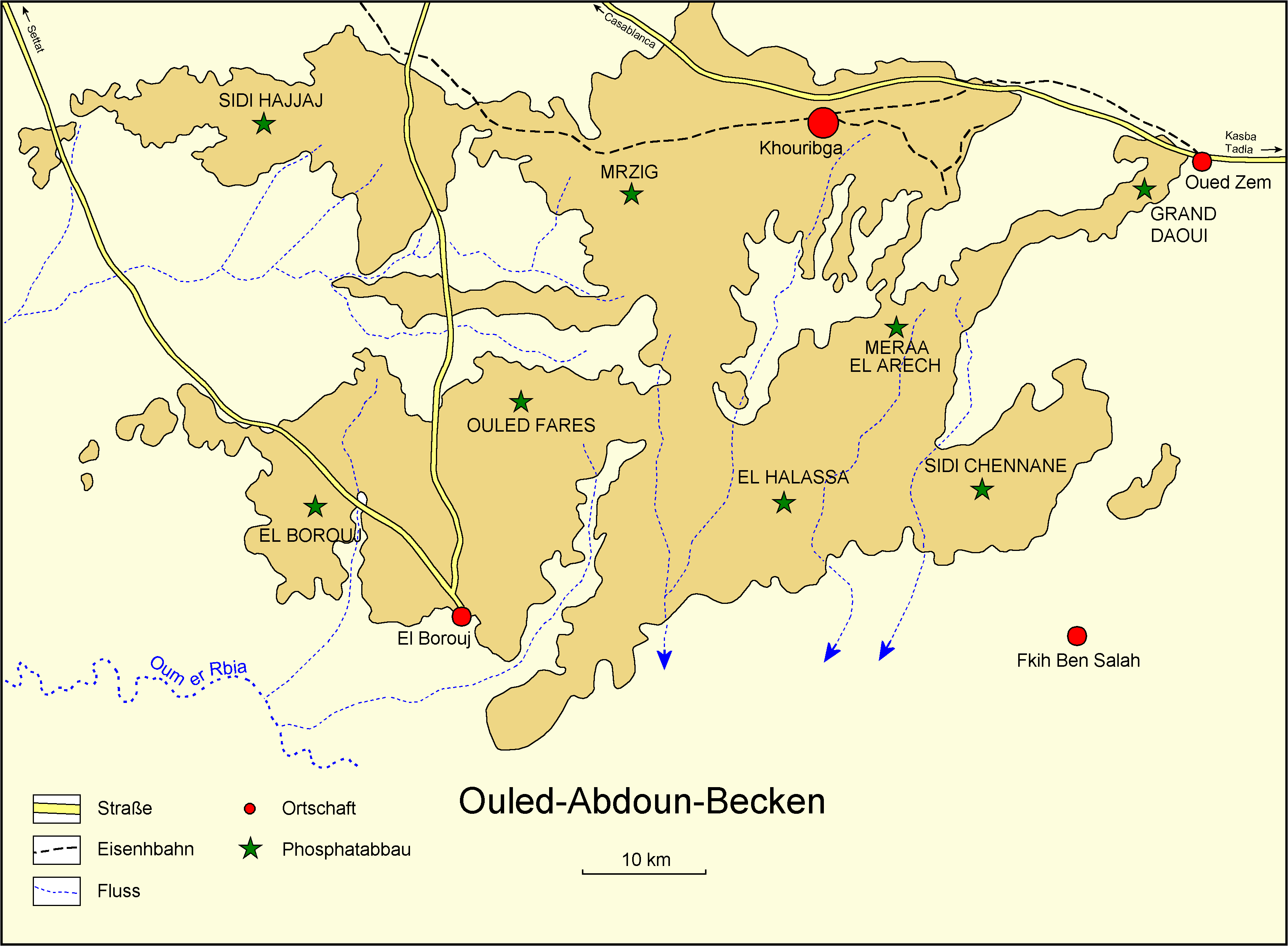
Das Ouled-Abdoun-Becken mit Darstellung wichtiger Phosphatlagerstätten

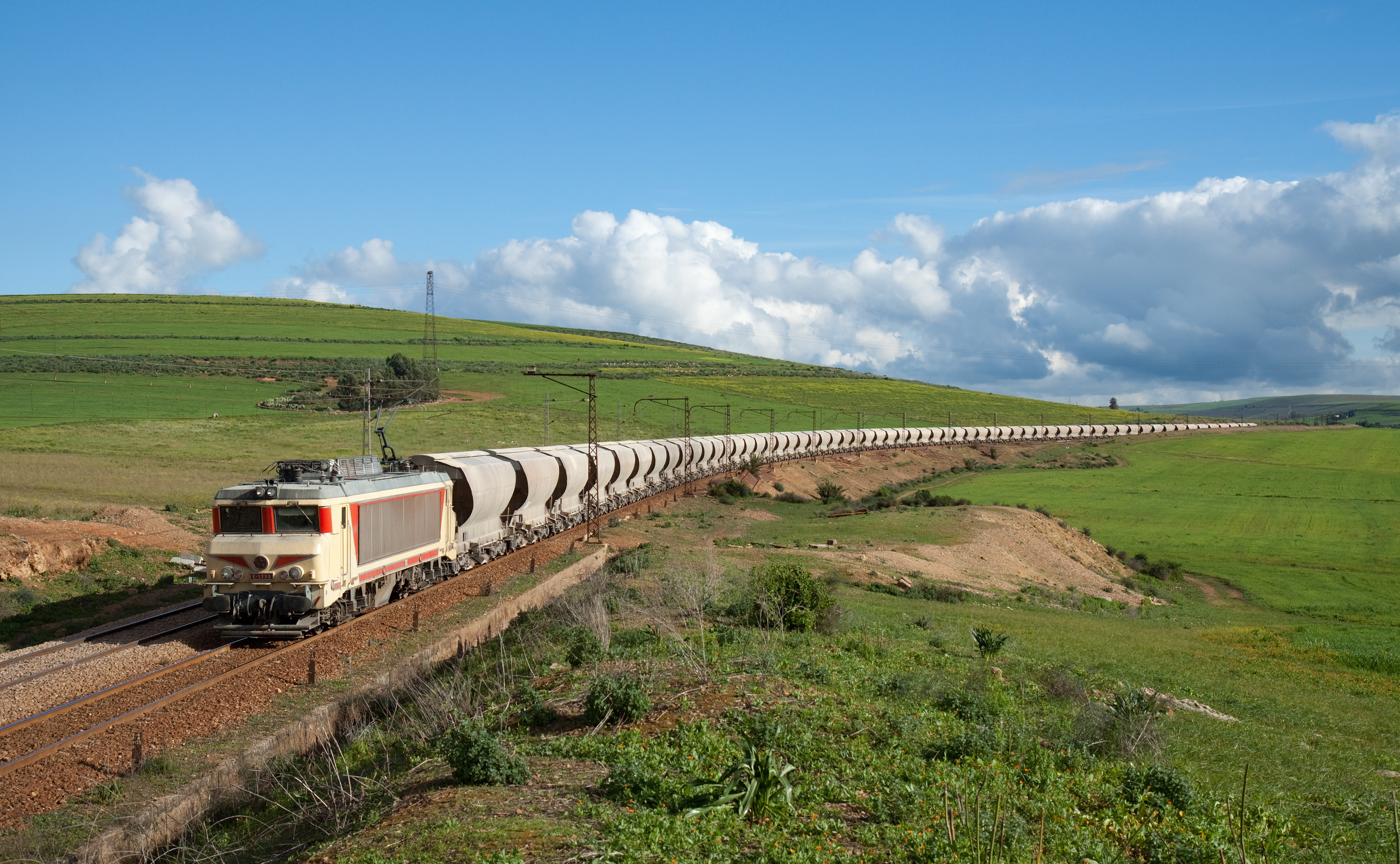
Ein Güterzug transportiert Phosphat von Khouribga zur Küste

Im Ouled-Abdoun-Becken kommen überwiegend zwei Typen an Phosphatkörnern vor: Zum einen als schlecht sortierte Ansammlung von Körnern mit einem Durchmesser von mehr als 500 μm, in die zahlreiches organisches Material eingearbeitet ist, zum anderen als gut ausgebildete Körner von kugeliger Gestalt mit einem Durchmesser von 100 bis 500 μm. Die letzte Variante dominiert in den Ablagerungen, die erste hat einen Anteil von weniger als 10 %. Generell ist das Phosphat der Phosphatbecken Marokkos arm an Silicium-, Aluminium- oder Eisengehalt und vergleichsweise hochgradig mit einem Phosphatanteil von 78 bis hin zu 82 %, was 35,7 % bis 38 % an Phosphorpentoxid entspricht. Ausnahmen bilden die Phosphatablagerungen des Maastrichtiums, bei denen der Gehalt von Phosphorpentoxid bei 25 bis 28 % liegt. Die Phosphatablagerungen mit den besten Eigenschaften finden sich in den Schichten des Ypresiums im Grand Daoui. Sie enthalten weitgehend noch 14 bis 16 % an Wasser, sind allerdings leicht verwittert.
Die Phosphatvorkommen Marokkos gelten mit schätzungsweise 51 Milliarden Tonnen an Phosphoriten als die weltweit reichsten Rohstoffquellen dieser Art, sie repräsentieren nach einigen Angaben etwa drei Viertel der Weltressourcen. Die Zahlen werden teils kritisch gesehen, allerdings sind sowohl das Ouled-Abdoun-Becken als auch die weiteren Phosphatlagerstätten Marokkos bisher nicht vollständig erkundet. Jährlich werden in dem Land rund 19 Millionen Tonnen an Phosphaten gefördert, von denen zwischen 13 und 15 Millionen Tonnen in den weltweiten Handel gelangen. Ein großer Anteil davon stammt aus dem Ouled-Abdoun-Becken, dessen Reserven noch Mitte der 1990er Jahre auf rund 28 Milliarden Tonnen an Phosphoriten beziffert wurden. Im Ouled-Abdoun-Becken sind mehr als ein Dutzend Lagerstätten erkundet, die wichtigsten davon finden sich mit Mrzig, Khouribga und Grand Daoui im nördlichen, mit Meraâ El Arech und Ouled Farès im zentralen sowie mit El Borouj, El Halassa und Sidi Chennane im südlichen Abschnitt. Der Großteil des Abbaus der Phosphorite erfolgt auf Grund der harten Deckschichten unter Tage. Lediglich im Norden des Ouled-Abdoun-Beckens, wo die auflagernden Kalksteine teils stärker verwittert sind, ist seit der Mitte des 20. Jahrhunderts auch ein Tagebaubetrieb verbreitet. Er wurde zusätzlich begünstigt durch die Entwicklung großer Abraummaschinen wie unter anderem der Schürfkübelbagger „Marion 7900“, der bei seinem Dienstantritt 1960 im Grand Daoui-Abbaugebiet mit einem Gewicht von 1870 t, einem Kranausleger von 84 m Länge, einem Aktionsradius von 59 m und einem Schaufelvolumen von 39 m³ der größte seiner Art war. Teilweise erschwert werden die Arbeiten durch sterile Abschnitte aus silikatischem Kalkstein, die aus dem Hangenden in die Phosphatlager eindringen und zwischen 10 und 150 m im Durchmesser aufweisen. Möglicherweise gehen sie auf die Evaporitlage am oberen Abschluss der Campanium-Folge zurück, die durch Karstverwitterung Hohlräume ausbildete. Diese brachen folgend zusammen, was zum Nachrutschen der auflagernden Sedimente führte.

## Fossilfundstellen

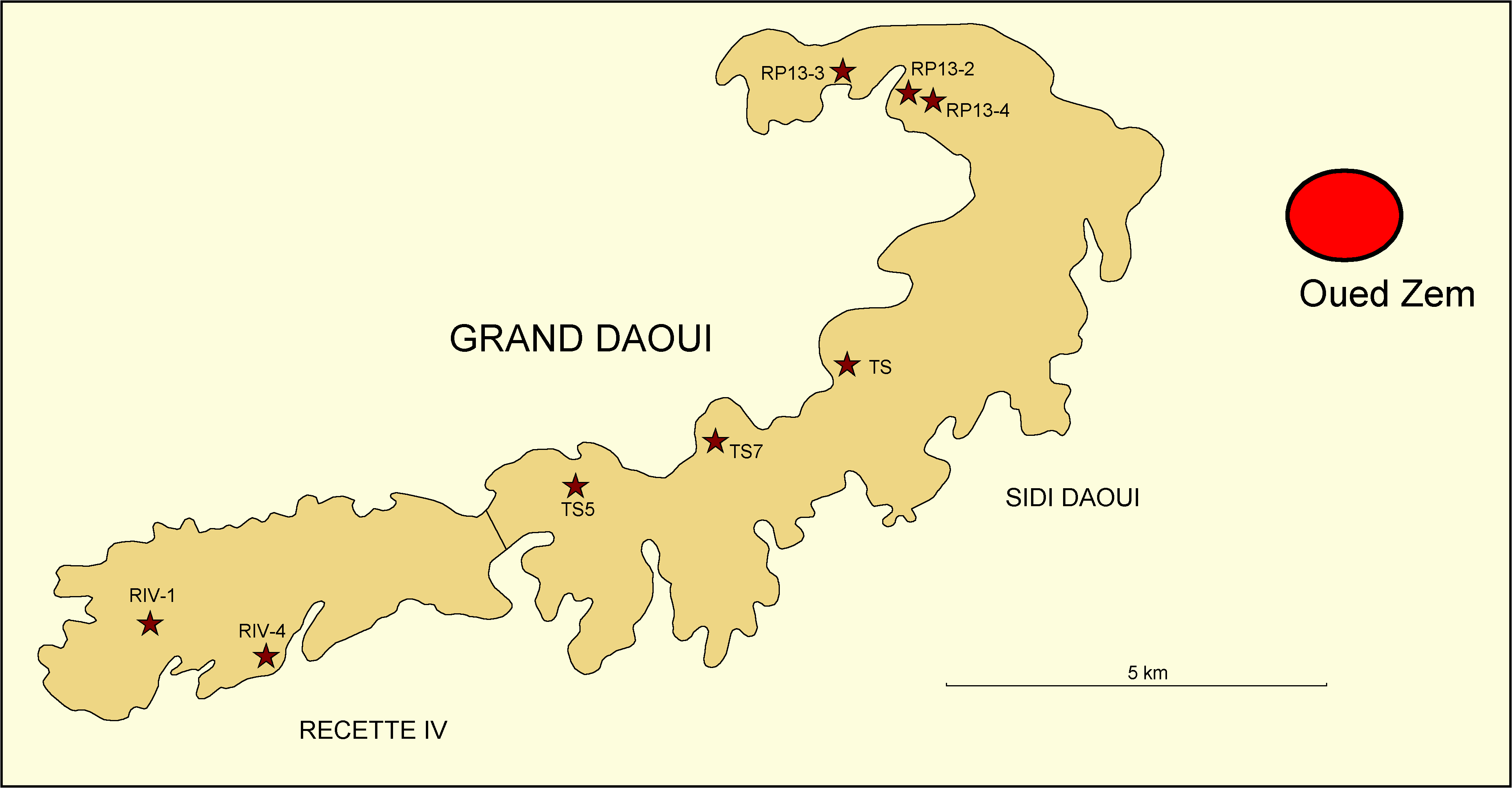
Das Grand Daoui und bedeutende Fossilfundstellen von Säugetieren

Fossilreste von Wirbeltieren treten in der gesamten Sequenz der Phosphatserie auf, sowohl in den Phosphatlagen als auch in den Zwischenschichten. Sie unterscheiden sich aber in ihrem Reichtum, ihrer Zusammensetzung und ihrer Erhaltung. In den Ablagerungen des Maastrichtiums dominieren Meeresbewohner von Fischen über Krokodile, Schuppenkriechtiere bis hin zu Schildkröten. Darüber hinaus sind Flugsaurier und gelegentlich Reste von Dinosauriern dokumentiert. Neben Einzelfunden von Knochen und Zähnen kommen hier auch teils gut erhaltene Skelette vor. Ein Großteil der Fossilien konzentriert sich in einem Knochenbett (bone bed), markiert durch seinen Reichtum an Fischwirbeln und Haizähnen, das etwa in der Mitte des couche III ausgebildet ist. In den Schichten des Paläogens überwiegen wiederum neben Fischen vor allem Krokodile und Schildkröten. Vögel und Säugetiere hingegen sind eher rar und zudem durchgehend deutlich stärker fragmentiert. Das Auftreten von landbewohnenden Säugetieren in den marinen Sedimenten des Paläogens, vergleichbar mit den Dinosaurierresten aus der Oberkreide, setzt einen längeren Transport von den Küstengebieten und dem kontinentalen Hinterland voraus. Da aber zum Teil gut erhaltene Schädel mit gelegentlich vollständigen Zahnreihen vorliegen, fand diese Umlagerung wohl unter eher niedrigenergetischen Bedingungen statt. Funde von Säugetieren stammen überwiegend aus mehreren angereicherten Knochenschichten, die sich einerseits an der Basis und innerhalb des couche IIa (F1 oder das sogenannte Eritherium bone bed sowie F2 oder das big coprolite bone bed), andererseits an der Basis des intercalaire II/I (F3 oder das sogenannte Otodus obliquus bone bed beziehungsweise Phosphatherium bone bed) befinden. Die Knochenkonzentrationen zeichnen sich durch eine große Fülle an disartikulierten Wirbeltierresten aus, die in einer Lage aus Silikatgeröllen und grünlichen Tonen, möglicherweise Smektiten, eingebettet sind. Bedingt durch den Phosphatabbau befinden sich die meisten Fundstellen an Wirbeltierresten im nordöstlichen Ouled-Abdoun-Becken, hauptsächlich im Bereich von Grand Daoui, allein für die Säugetiere können hier acht verschiedene Lokalitäten benannt werden. Des Weiteren sind auch im Abschnitt Sidi Chennane im Südosten mehrere Fundplätze mit Wirbeltierresten dokumentiert.

## Funde

### Zusammensetzung
Der Fossilreichtum des Ouled-Abdoun-Beckens ist enorm. Es liegen Reste von mehr als 330 Arten an Wirbeltieren vor, die sich auf über 190 Gattungen in über 85 Familien aufteilen. Ein letzter Gesamtüberblick zum Fossilgehalt der Region ist im Jahr 2017 von Nathalie Bardet und Kollegen erstellt worden, seitdem sind jedoch mehrere Taxa neu eingeführt worden. Den größten Anteil an der Zusammensetzung des paläontologischen Fundmaterials haben die Fische, hierunter wiederum vor allem die Hai- und Rochenartigen, die allein mehr als 250 Arten und 120 Gattungen stellen. Sie treten in allen Fundlagen auf. Ihre große Vielfalt und ihr häufiges Vorkommen haben unschätzbare Bedeutung für die Biostratigraphie und damit für die zeitliche Einordnung der fossilführenden Schichten. Sonstige Fische, vor allem die Knochenfische, sind dagegen mit rund 20 Arten aus fast ebenso vielen Gattungen und Familien deutlich seltener. Einige Gruppen wie die Eidechsenfischartigen bleiben bisher vollständig auf die Oberkreide beschränkt, andere wie die Barschartigen hingegen auf das Paläogen. Eine sehr heterogene Gruppe bilden die Sauropsiden, die übertragen die Reptilien einschließlich der Dinosaurier und die Vögel umfassen. Sie können auf über 55 Arten in mehr als 40 Gattungen und beinahe 20 Familien verweisen. Das Fundmaterial verteilt sich relativ einheitlich über die verschiedenen Zeitebenen der Ablagerungen, die Vögel sind allerdings bisher weitgehend nur aus dem Paläogen und die Dinosaurier aus der Oberkreide überliefert. Spärlich treten bisher Säugetiere in Erscheinung. Sie kommen nur im Paläozän und Eozän vor und repräsentieren rund ein Dutzend Arten in über neun Gattungen aus einer Handvoll Familien. Gegenüber den Wirbeltieren haben Wirbellose und Pflanzen nur einen geringen Anteil im Fossilbericht.

### Flora
Makrofossilien von Pflanzen sind im Ouled-Abdoun-Becken äußerst selten erhalten. Bisher wurde lediglich der silifizierte Holzrest von Pterocarpus aus der Gruppe der Hülsenfrüchtler berichtet, der womöglich in das Untere Eozän datiert. Die immergrünen Bäume sind heute im tropischen Afrika und Asien verbreitet. Sehr reichhaltig vertreten und intensiv studiert wurde dagegen das Phytoplankton in Form von Dinoflagellaten, Mikroalgen mit Größen von 50 bis 500 μm. Bei Analysen einer Bohrung aus dem südlichen Teil des Beckens ließen sich allein 90 Arten aus 50 Gattungen feststellen. Diese können in vier Abfolgen gegliedert werden, die von Beginn bis zum Ende des Maastrichtiums reichen. In der untersten dominiert Trichodinium und stellt fast 50 % der Funde, daneben kommen Palaeohystrichophora und Chatangiella relativ häufig vor. Das hohe Alter dieser Folge wird vor allem durch Odontochitina bestätigt. Die zweite Folge charakterisiert sich wiederum über sehr hohe Anteile an Isabelidinium, gefolgt von Svalbardella und Trithyrodinium. Die dritte Folge wird durch Deflandrea, Fibradinium und Muratodinium angezeigt, wobei Trithyrodinium noch weitgehend erhalten bleibt. Sehr artenarm zeigt sich die vierte Folge. Hier treten vor allem Isabelidinium, Spiniferite und lmpagidinium auf. Dass die gesamte Dinoflagellaten-Folge hier dem Maastrichtium angehört, lässt sich unter anderem an dem beständigen Auftreten von Dinogymnium ableiten. In den höheren Lagen des Paläogens konnten in weiteren Untersuchungen unter anderem Isabelidinium, Liesbergia, Spinidinium und Manumiella beobachtet werden. Alle vier Formen sind im Paläozän anwesend, aus dem Eozän ist dagegen Bitubericysta registriert.

### Fauna

#### Wirbellose
Die Wirbellosen werden hauptsächlich durch die Weichtiere vertreten. Unter diesen sind die Muscheln besonders häufig und verteilen sich in ihrem größten Anteil auf die Autolamellibranchiata. Dazu gehören etwa die Cucullaeidae, die mit Cucullaea bereits in der frühen Oberkreide im Ouled-Abdoun-Becken vorkommen. In der eigentlichen Phosphatserie tritt Cucullaea nicht auf, ist aber später im Lutetium wieder nachweisbar. Flügelmuscheln werden im Maastrichtium unter anderem durch Heligmopsis angezeigt. Austern bilden wiederum mit Liostrea teils dichte Lagen im Paläozän. Gleiches gilt auch für Venericardia aus der Gruppe der Trapezmuscheln. Schnecken dem gegenüber sind im Maastrichtium und im frühen Paläogen eher selten belegt, kamen aber noch im Beginn der Oberkreide sehr vielfältig und häufig vor. Möglicherweise hängt die Verarmung der Schneckenfauna mit den Besonderheiten der Phosphatogenese und dem hohen Anteil an Kalkphosphaten zusammen, da einige Formen dieser Zeit ein extrem dickes Gehäuse ausgebildet haben. Nachgewiesen wurden unter anderem die Ampullinidae mit Ampullinopsis und die Turmschnecken mit Turritella. Im späteren Lutetium haben vor allem die Thersiteidae mit Thersitea und Hemithersitea eine wichtige stratigraphische Bedeutung. Unter den Kopffüßern können die Perlboote hervorgehoben werden, die beispielsweise mit Cimomia als Vertreter der Hercoglossidae im Unteren Eozän präsent sind.
Weitere Wirbellose sind mit den Strahlentierchen, den Foraminiferen und den Muschelkrebsen anwesend. Diese bilden sehr häufig den Kernbestand der Phosphatkörner. Dadurch ist ihre Überlieferung aber weitgehend schlecht und sie entziehen sich so weitgehend einer genauen Bestimmung.

#### Knorpelfische

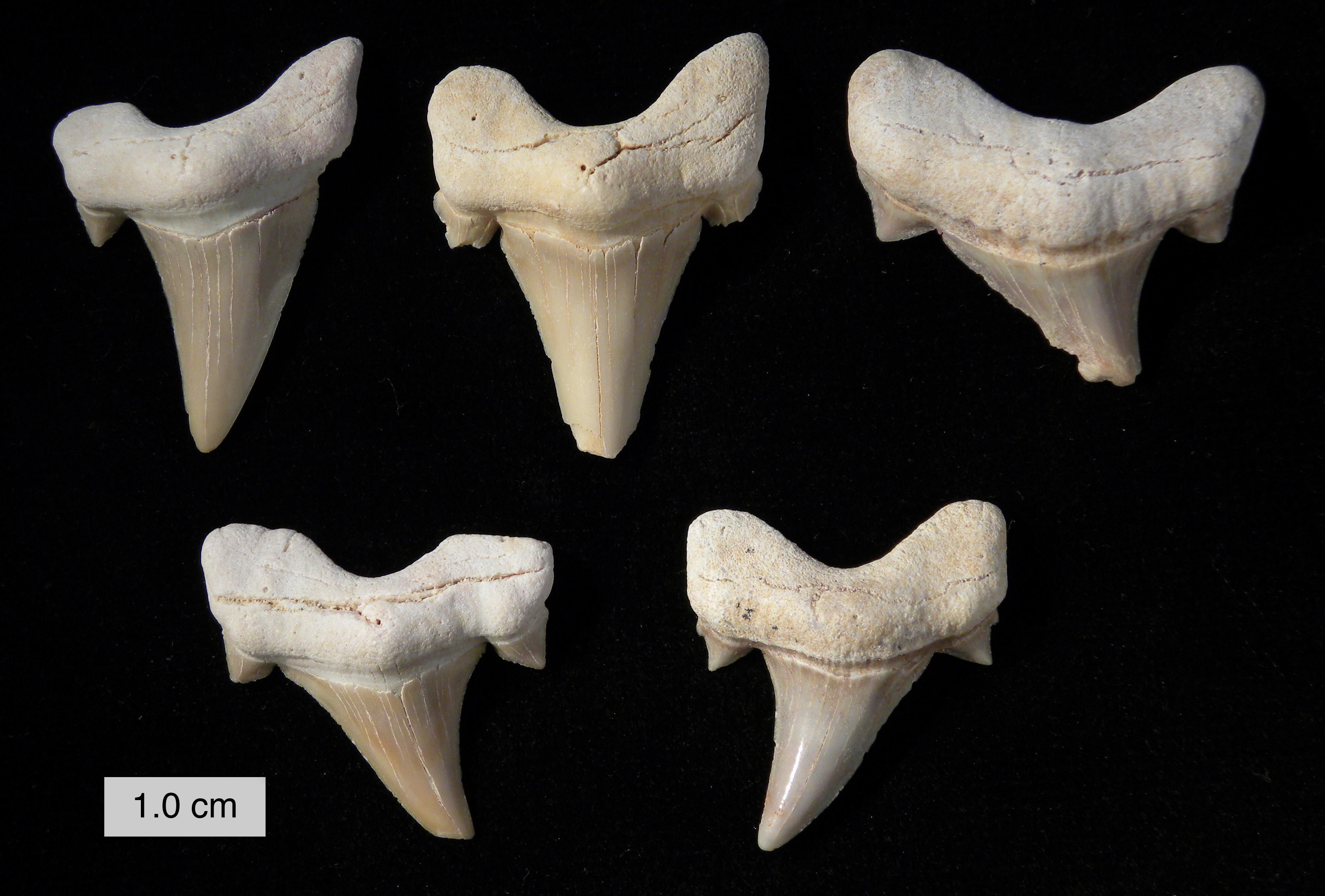
Zähne von Otodus aus dem Ouled-Abdoun-Becken

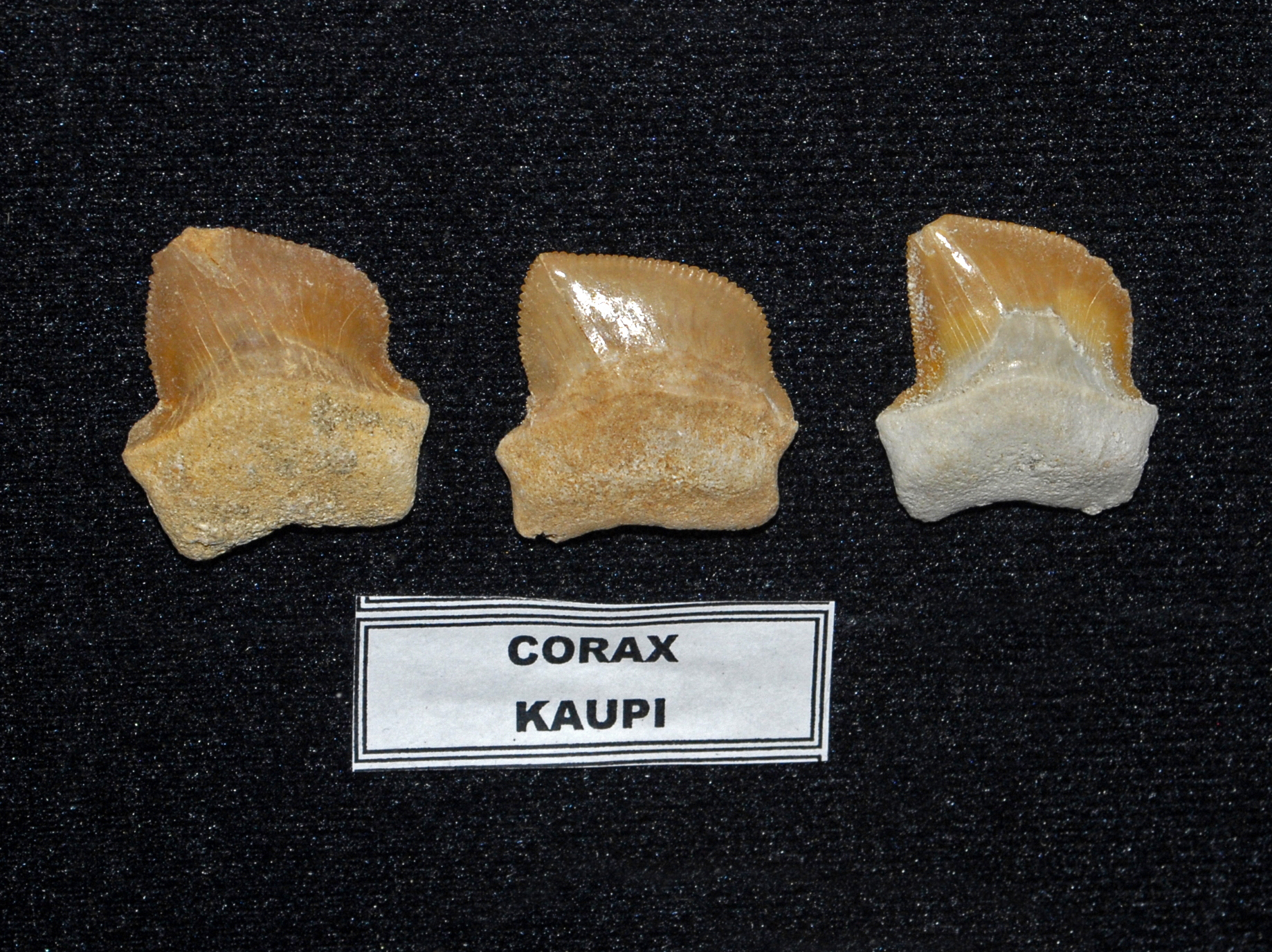
Zähne von Squalicorax aus dem Ouled-Abdoun-Becken

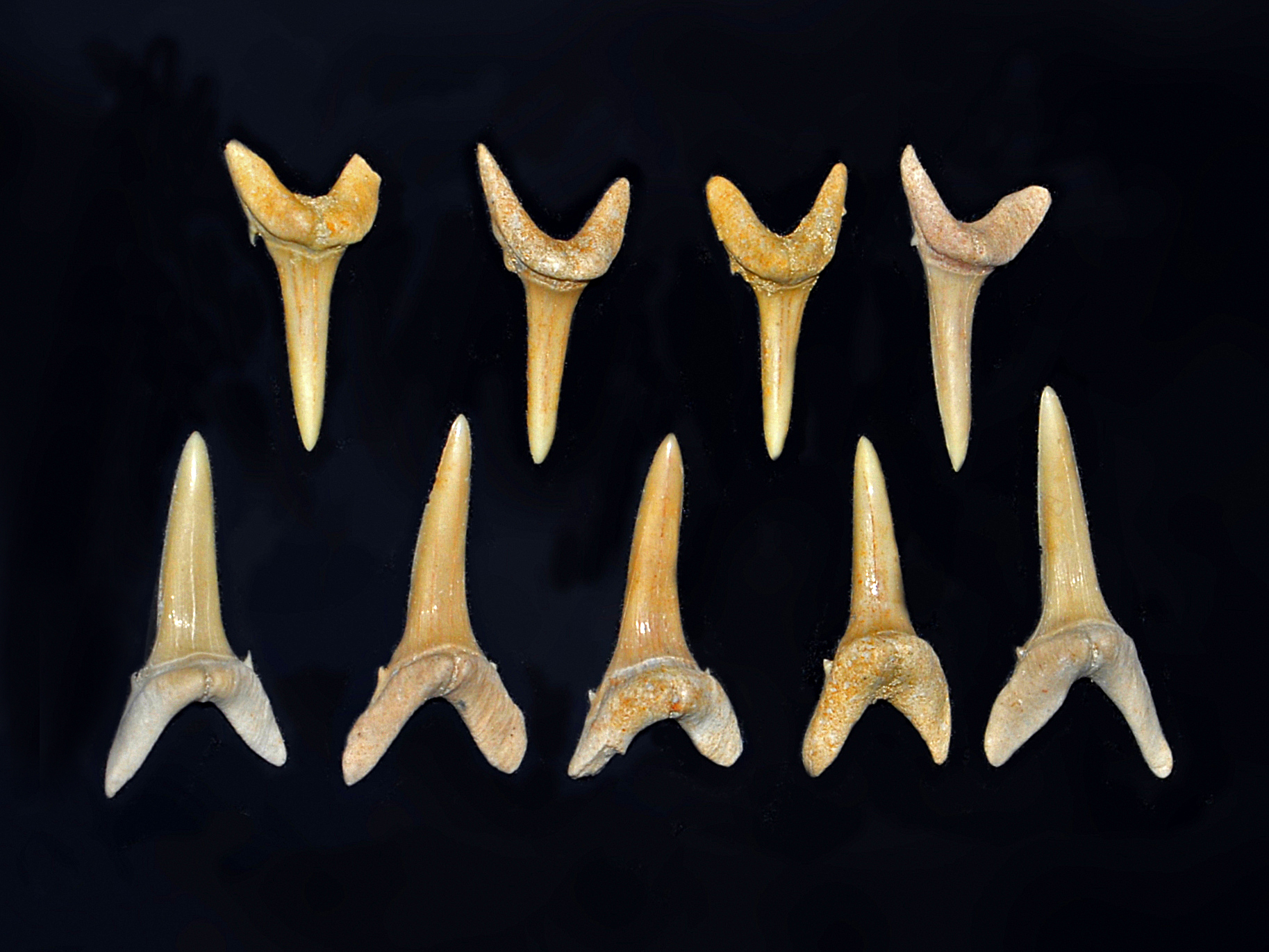
Zähne von Odontaspis aus dem Ouled-Abdoun-Becken

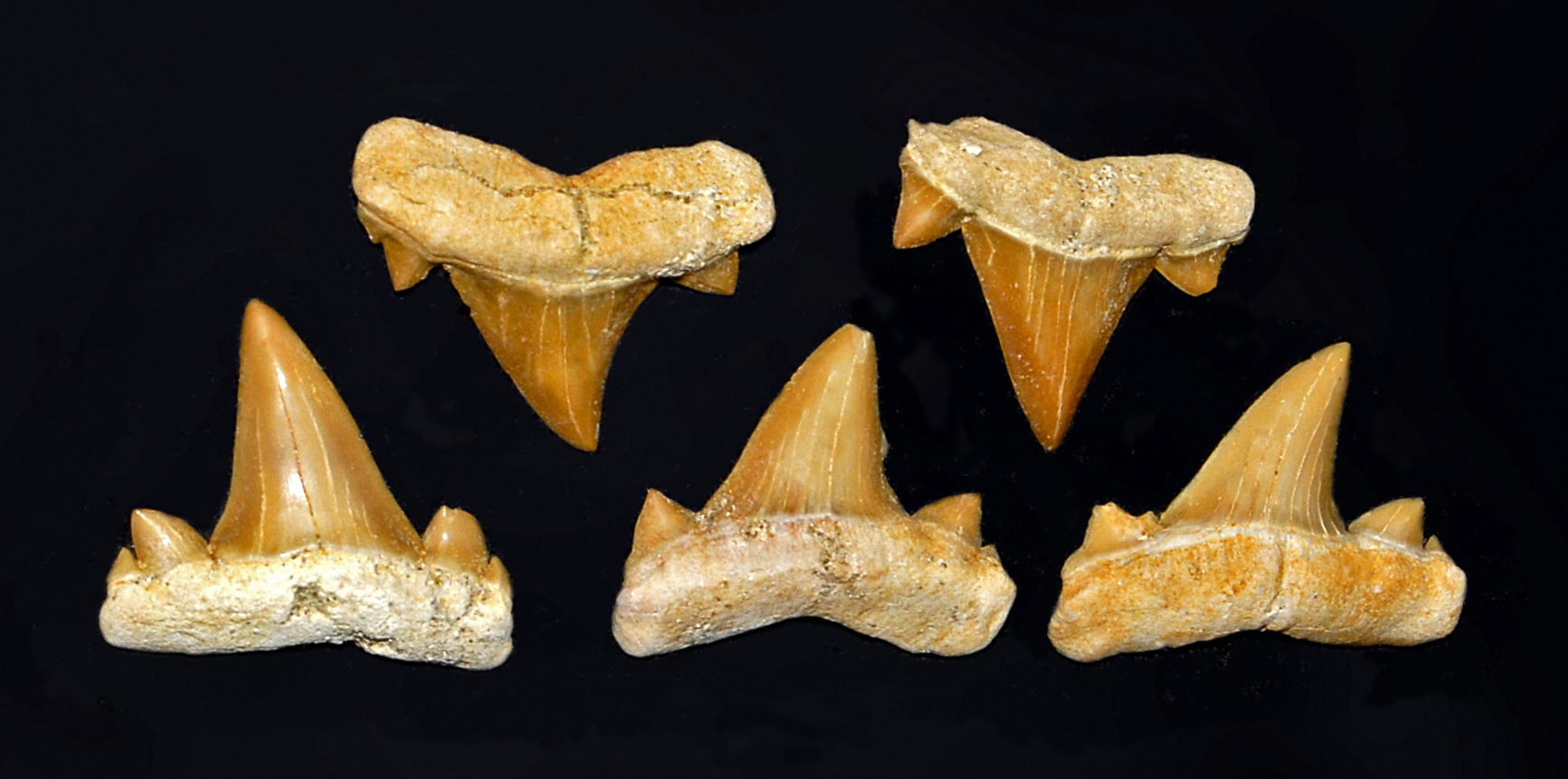
Zähne von Cretolamna aus dem Ouled-Abdoun-Becken

Den weitaus größten Anteil aller Fossilfunde haben die Knorpelfische mit den Hai- und Rochenartigen. Deren Fundmaterial beschränkt sich aber naturgegebenermaßen auf Zähne und vereinzelt Wirbel. Unter den Haien sind wenigstens acht größere Linien nachweisbar. Hierzu gehören ursprüngliche Gruppen wie die Grauhaiartigen, die Nagelhaie, die Sägehaiartigen, die Dornhaiartigen und die Engelhaiartigen, die allesamt zu den Squalomorphii zusammengefasst werden. Bis auf die Nagelhaie, die im Ouled-Abdoun-Becken bisher nur aus dem Paläogen nachgewiesen sind, kommen alle anderen Formen auch im Maastrichtium vor. Zu den Nagelhaien zählt unter anderem Heptranchias. Die Gattung schließt heute noch den Spitzkopf-Siebenkiemerhai ein, welcher den Meeresgrund bewohnt. Fossil ist sie über etwa 1,2 cm lange Zähne belegt, die typischerweise eine Hauptspitze und mehrere in Reihe angeordneter kleinerer Nebenspitzen aufweisen. Die Stierkopfhaiartigen, die Ammenhaiartigen, die Makrelenhaiartigen und die Grundhaiartigen fassen die moderneren Haie der Galeomorphii zusammen. Von diesen sind aber nur die letzten drei sehr häufig fossil im Ouled-Abdoun-Becken anzutreffen. Allein 14 Gattungen stellen die Ammenhaiartigen. Palaeorhincodon kam dabei aus den Paläogen-Schichten zu Tage. Er wird als eine Vorgängerform des Walhais angesehen, dem größten Fisch der Gegenwart und heute einziges Mitglied der Rhincodontidae. Funde sind aber eher selten, bisher wurden etwas mehr als 40 Zähne entdeckt. Diese sind an der Hauptspitze bis zu 4 mm hoch. Die Hauptspitze wiederum ist stark nach hinten oder zur Seite gekrümmt, seitlich flankiert sie je eine kleinere Spitze. Wesentlich häufiger treten die Ammenhaie selbst auf, unter anderem mit Ginglymostoma. Andere Formen verweisen auf die Bambushaie, die Blindhaie beziehungsweise auf die Teppichhaie. Bei letzteren wurde Squatiscyllium rund 1,5 m lang und war damit etwa halb so groß wie heutige Formen. Seine Reste datieren in das Paläozän. Fast doppelt so große Ausmaße erreichten die Sandhaie, die im Paläozän eine hohe Diversität entfalteten, unter anderem mit der Gattung Odontaspis. Carcharias wurde ursprünglich ebenfalls in die Gruppe gestellt, zählt aber heute zu den Sandtigerhaien. Die Gattung ist nur im Maastrichtium dokumentiert. Sowohl die Sandhaie als auch die Sandtigerhaie stehen innerhalb der Makrelenhaiartigen, die mit insgesamt fast zwei Dutzend Gattungen die umfangreichste Gruppe der Haie im Ouled-Abdoun-Becken darstellen. Sie schließen mit den Koboldhaien und den ausgestorbenen Otodontidae die größten räuberischen Fische ein. So erreichte wohl der im Maastrichtium auftretende Koboldhai Scapanorhynchus aufgrund seiner rund 7 cm hohen vorderen Zähne eine Länge von rund 5 m. Vergleichbare Körperausmaße werden für den Otodontidae-Vertreter Otodus aus dem Paläogen angenommen. Ebenfalls überlieferte Wirbel besitzen mitunter über 10 cm Durchmesser. Sie bestehen aus ringförmigen Schichten, die laut Isotopenuntersuchungen jährliche Wachstumsraten angeben, wodurch ein Individuum zur Zeit seines Todes auf rund 19 Jahre bestimmt werden konnte. Die Gattung enthält auch den deutlich jüngeren und riesigen Megalodon. Darüber hinaus sind die Fuchshaie präsent, dessen weniger als 1 cm langen Zähne seitlich neben der Hauptspitze mit zusätzlichen kleinen, niedrigen Spitzen ausgestattet waren. Als sehr häufig erwiesen sich die ausgestorbenen Anacoracidae. Hier ist Squalicorax hervorzuheben, ein 3 bis 4 m langes Tier, dessen seitlich gepressten und am Rand fein gezackten Zähne etwas denen des nicht näher verwandten Tigerhais ähneln und auf einen effektiven Räuber deuten lassen. Vermutlich ernährte er sich von Schildkröten. Die mehrere Arten einschließende Gattung ist auf das Maastrichtium beschränkt. Gleiches gilt für die ebenfalls nicht mehr bestehenden Cretoxyrhinidae mit Cretolamna. In der Größe Squalicorax ähnelnd, finden sich dessen Zähne häufig in Resten von Meeresreptilien, so dass diese Form wohl aasfressend war. Eine weitere erloschene Gruppe sind die Serratolamnidae, deren Typusform Serratolamna wiederum aus dem Maastrichtium vorliegt. Zum Schluss seien noch die Grundhaiartigen erwähnt, die hauptsächlich im Paläogen sehr häufig auftreten. Von ihnen sind fast genauso viele Gattungen wie bei den Makrelenhaiartigen dokumentiert. Zwei Charakterformen bilden hier Abdounia und Physogaleus aus der Gruppe der Requiemhaie. Äußerst divers erscheinen die Katzenhaie, die allerdings meist weniger als 2 m lang wurden. Belegt sind unter anderem Pteroscyllium, Scyliorhinus und Premontreia. Andere Formen wie Palaeogaleus und Triakis verweisen auf das Vorkommen der Glatthaie.

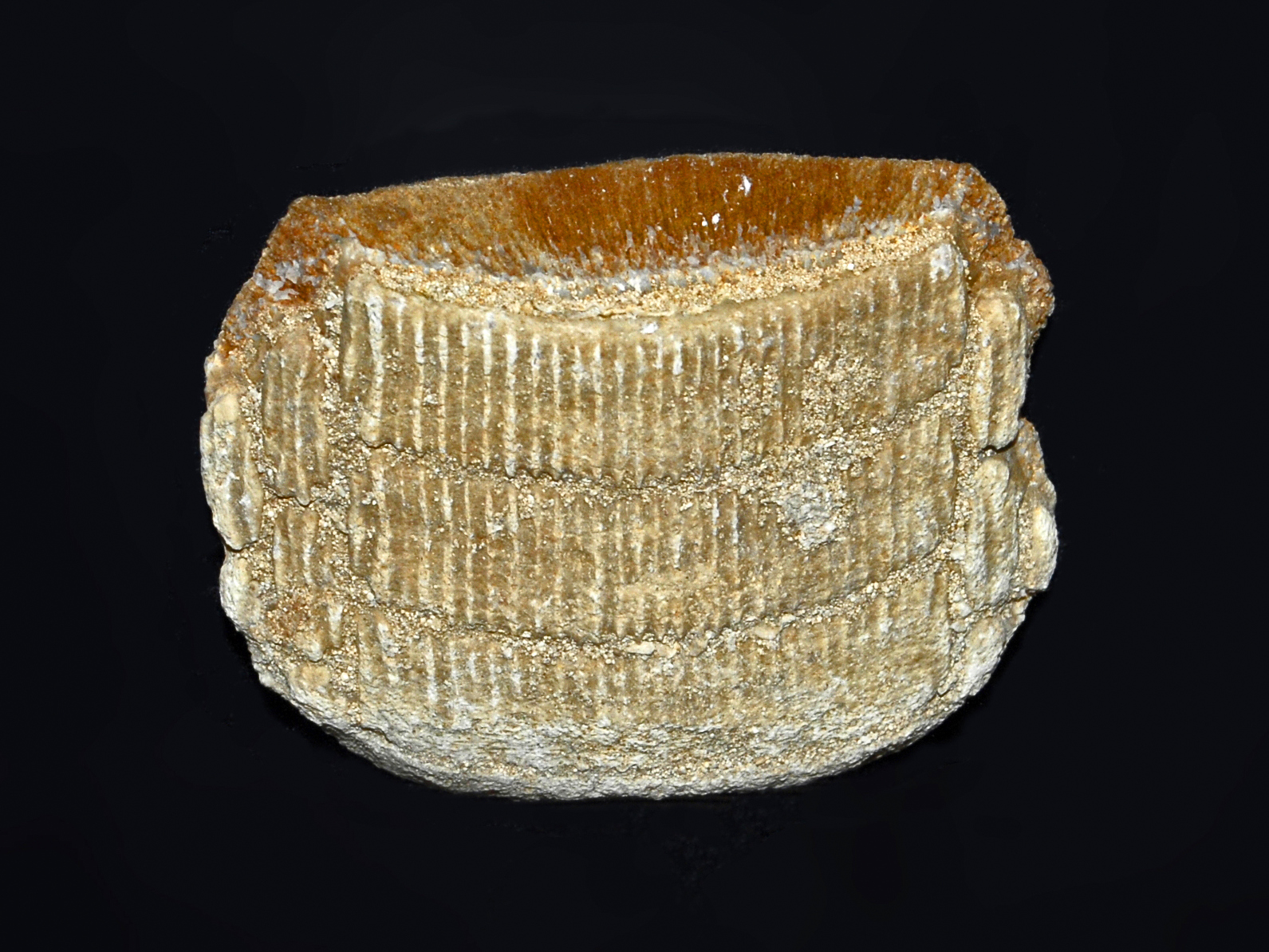
Zähne von Myliobatis aus dem Ouled-Abdoun-Becken

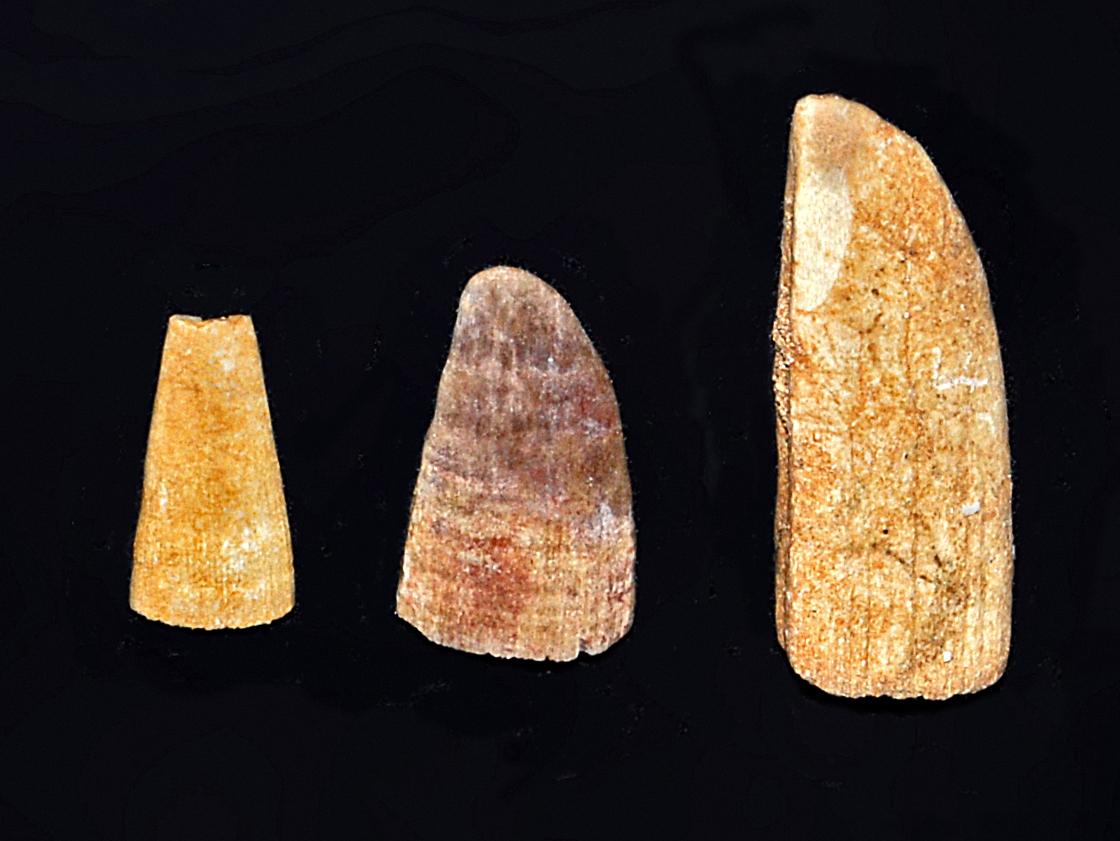
Zähne von Pristis aus dem Ouled-Abdoun-Becken

Die Rochen als zweitgrößte Fossilgruppe des Ouled-Abdoun-Beckens sind mit den Rajiformes, den Rhinopristiformes, den Zitterrochenartigen und den Stechrochenartigen nachweisbar. Unter diesen vier Großgruppen nehmen letztere mit über 30 beschriebenen Gattungen und mehr als doppelt so vielen Arten eine dominante Stellung ein und machen gut die Hälfte des Fundmaterials aus. Die Stechrochen treten bereits im Maastrichtium auf, sind aber vor allem im Unteren Paläogen gut vertreten. Viele Formen aus dem Ouled-Abdoun-Becken existieren heute nicht mehr und gehören wahrscheinlich in ein weiteres Beziehungsumfeld. Darunter fällt etwa Coupatezia, dessen kleine Zähne mit niedrigen und flachen Zahnkronen ausgestattet waren. Etwa im gleichen Zeitraum entwickelten die Schmetterlingsrochen eine hohe Vielfalt. Aufgefundene Formen werden durch die heute noch bestehende Gattung Gymnura und der ausgestorbenen Form Ouledia repräsentiert. Die spitzen Zähne waren teilweise nur rund 1 bis 2 mm hoch, was einen auffallenden Kontrast zu ihrer Körperspannweite von 1,5 m und mehr bildet. Gymnura ist zumeist aus dem frühesten Paläozän belegt, Ouledia trat etwas später auf. Zu den Myliobatidae gehören Formen wie Lophobatis, Leidybatis oder Pseudaetobatus. Sie waren mit hohen, flachen Zähnen bestückt und ernährten sich wohl überwiegend von hartschaliger Beute wie Weichtieren oder Krebsen. Rhombodus und Dasyrhombodus bilden die Gruppe der Rhombodontidae, welche bereits zum Ende der Kreidezeit verschwand. Sie sind dadurch nur im Maastrichtium verbreitet und kommen dort mit hoher Anzahl vor. In ihrer Zahnstruktur ähneln sie ein wenig den Myliobatidae, weisen aber in der Regel rautenförmiger Zahnflächen auf. Auch die Ernährungsweise dürfte vergleichbar gewesen sein. Sehr selten wurden bisher Teufelsrochen aufgefunden, aus dem Paläogen stammt lediglich Rhinoptera. Häufiger treten die Kuhnasenrochen in Erscheinung, hauptsächlich mit Burnhamia, das im Verlauf des Paläogens eine deutliche Größenreduktion durchläuft. Aus der Gruppe der Rhinopristiformes sind die Sägerochen zu nennen, die im Ouled-Abdoun-Becken erst im entwickelten Paläogen auftauchen, aber nur von ihren vordersten Zähnen dokumentiert sind. Eine äußerliche Übereinstimmung mit den Sägerochen, aber keine verwandtschaftliche Nähe, besitzen die ausgestorbenen Sclerorhynchidae, im Ouled-Abdoun-Becken etwa durch Gebissteile von Schizorhiza dokumentiert. Andere erloschene Gruppen wie die Hypsobatidae und die Parapalaeobatidae sind nur über einzelne Zähne belegt. Bei den Rhinobatidae und den Rhynchobatidae, erstere mit Funden aus dem Maastrichtium, letztere im Paläogen anwesend, bestehen vor allem noch systematische Schwierigkeiten, die momentan keine genaue Zuweisung erlauben. Ebenfalls selten treten Zitterrochenartige in Erscheinung. Beschrieben wurden bisher Narcine aus der Gruppe der Narcinidae und Eotorpedo aus der Gruppe der Zitterrochen. Die geringe Anzahl der Zähne beider Vertreter datiert in das Paläogen.
Keiner speziellen Gruppe der Hai- und Rochenartigen zuordenbar ist Odontorhytis, eine kleine Form, die ursprünglich aus Südwestafrika beschrieben wurde, seit dem Beginn der 1980er Jahre jedoch auch aus dem Ouled-Abdoun-Becken vorliegt. Die gleichförmigen Zähne waren stark abgeplattet.
Eine dritte Gruppe innerhalb der Knorpelfische ist mit den Seekatzen zu verzeichnen. Ihr Nachweis ist aber äußerst selten. Neben einzelnen Zähnen von Edaphodon tritt ein Rest der stachelartigen Rückenflosse auf, die am Rand mit feinen Zacken besetzt ist. Beide Funde gehören den Paläogen an.

#### Knochenfische

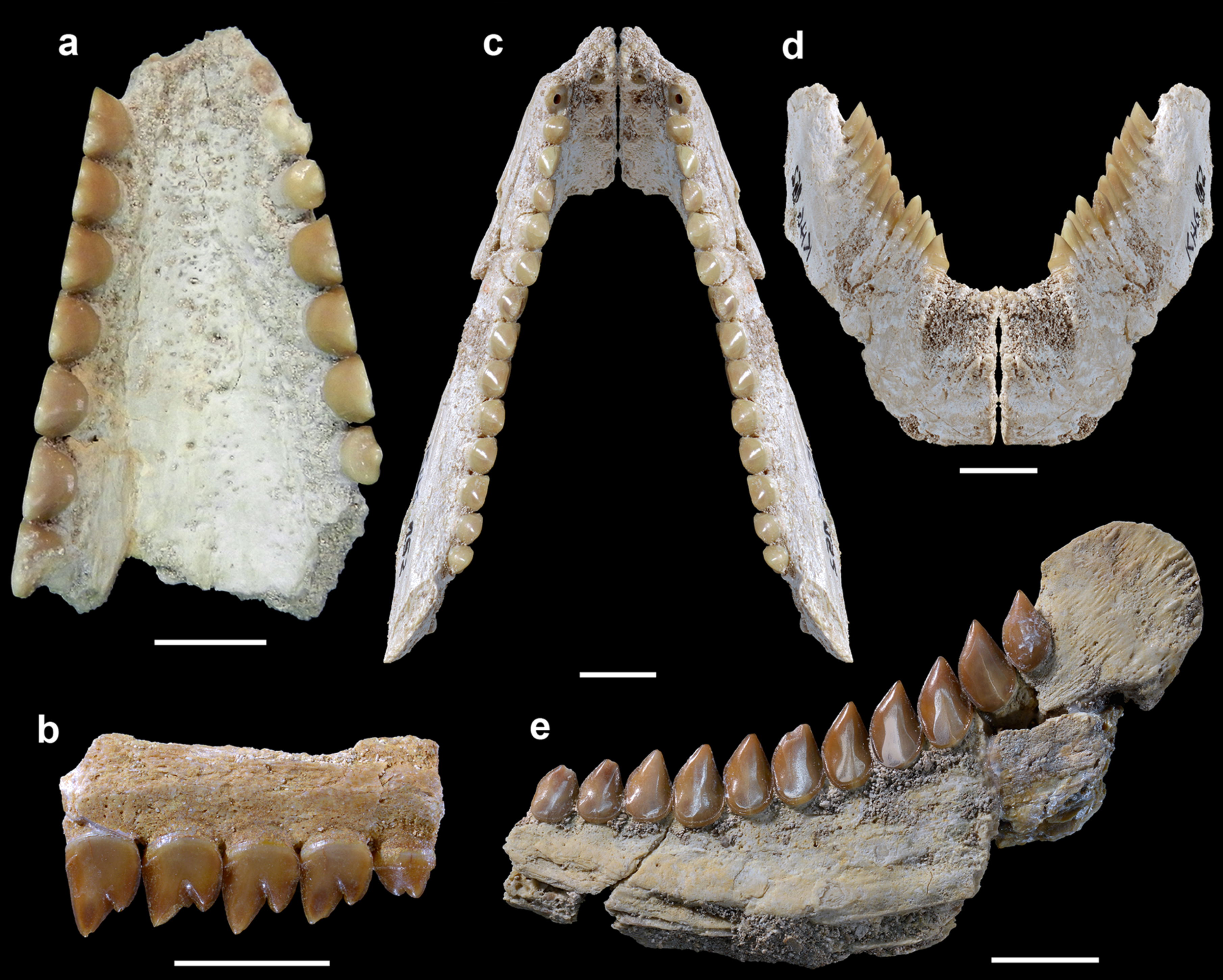
Kieferfragmente von Serrasalmimus aus dem Ouled-Abdoun-Becken

Die Knochenfische sind weitaus weniger umfangreich als die Knorpelfische. Es kommen acht Großgruppen vor, von denen die Knochenzünglerartigen, die Kugelfischartigen und die Ichthyodectiformes weitgehend nur ein oder zwei Gattungen vorweisen können. Erstere werden durch einige Gebissfragmente von Brychaetus und einen artikulierten, langschnauzigen Schädel von Macroprosopon angezeigt. Als vielfältiger erwiesen sich die Pflasterzahnfische. Zu nennen sind hier die Serrasalmimidae, unter denen mit Eoserrasalmimus und Serrasalmimus zwei piranhaartige Formen beschrieben wurden, beide jeweils über Gebissreste. Sie sind mit den eigentlichen Piranhas nicht näher verwandt. Ihre Zähne wiesen scharfe Schneidkanten auf und dienten eventuell zur Erbeutung von weicher Beute, etwa kleinen Fischen und Kopffüßern. Sowohl Eoserrasalmimus als auch Serrasalmimus gehören dem frühen Paläozän an. Eine dritte Form der Pflasterzahnfische wird mit Phacodus bereits aus dem Maastrichtium angegeben. Die Eidechsenfischartigen sind hingegen mit Enchodus und Stratodus belegt, die jeweils nur im Maastrichtium auftreten. Von Enchodus wurden Zahn- und Schädelreste gefunden. Zu den Grätenfischen zählen Albula und Phosphonatator. Erstere Form besteht noch heute, letztere ist nur fossil nachgewiesen. Aus dem Ouled-Abdoun-Becken wurde aus den Maastrichtium-Lagen ein zerquetschter Schädel von gut 36 cm Länge geborgen. Die variantenreichste Gruppe findet sich in den Barschartigen und ihrer unmittelbaren Verwandtschaft. Unter ihnen treten Sägebarsche, Meerbrassen, Barrakudas, Makrelen und Thunfische, Haarschwänze und Schwertfische auf. Das Belegmaterial der meisten Formen setzt sich aus einzelnen Zähnen zusammen. In seltenen Fällen wie bei Phosphichthys aus der Gruppe der Sägebarsche sind Schädelreste erhalten oder wie bei Xiphiorhynchus und Cylindracanthus als Vertreter der Schwertfische kommen Teile des verlängerten Oberkiefers vor. Die letzte Gruppe bilden die Tarpunartigen. Die Tarpune selbst werden durch Protarpon repräsentiert, dessen Fundmaterial aus zwei unvollständigen Schädeln besteht, die jeweils mit dem Hirnabschnitt erhalten sind. Der größere der beiden ist rund 19 cm lang. Weitere Gruppenmitglieder gehören zu den Phyllodontidae. Sowohl die Barschartigen als auch die Tarpunartigen sind mit wenigen Ausnahmen aus dem Paläogen überliefert.

#### Schuppenkriechtiere und Plesiosaurier

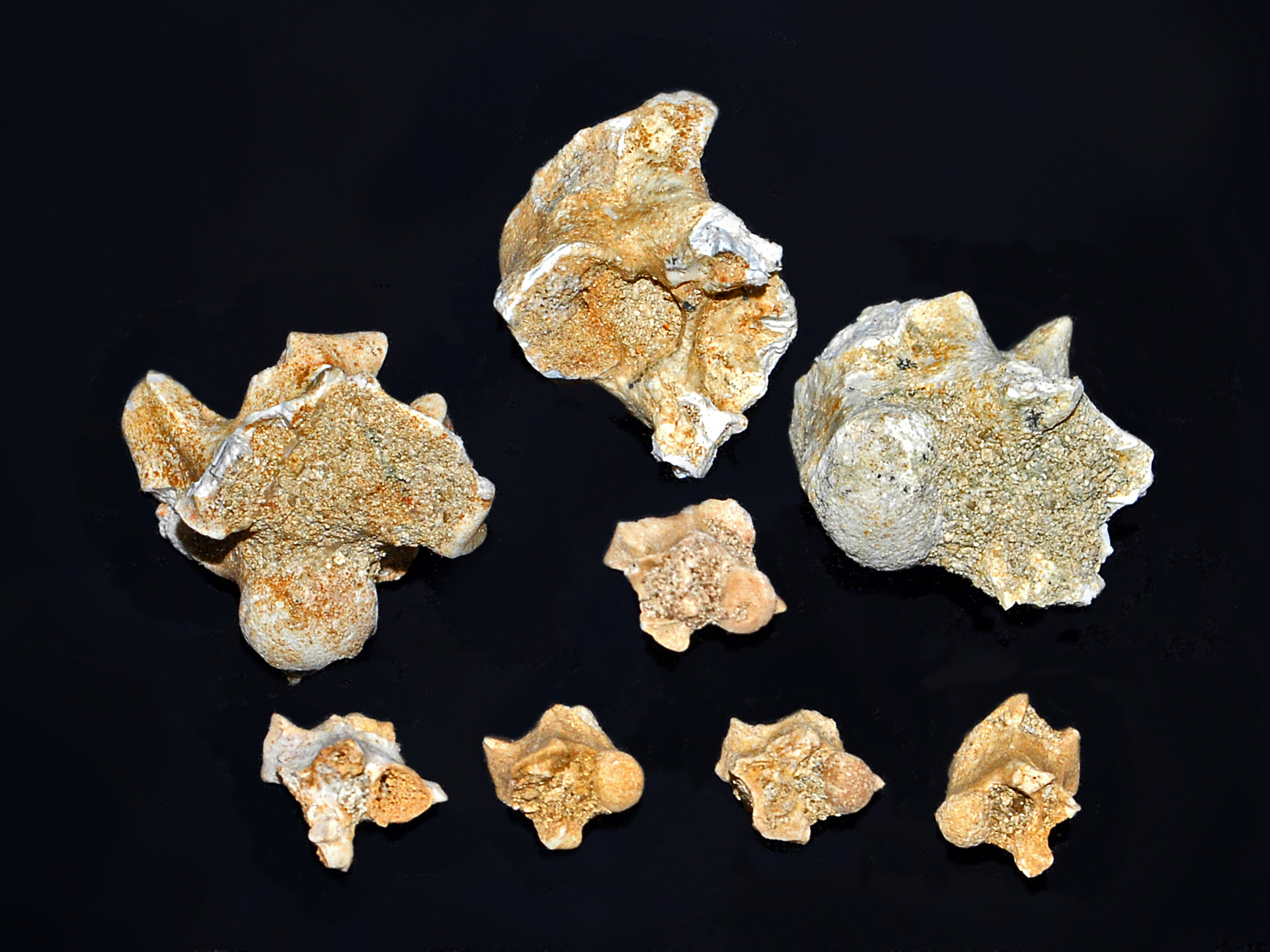
Wirbelreste von Palaeophis aus dem Ouled-Abdoun-Becken

Die Schuppenkriechtiere treten relativ zahlreich auf, von den heute noch bestehenden Linien sind aber nur die Schlangen und Warane belegt. Zu ersteren zählt Palaeophis, von der mehrere Teilskelette aufgefunden wurden, einige davon mit mehr als 40 zusammenhängenden Wirbeln. Vollständige Exemplare sind nicht bekannt, aber es wird vermutet, dass sich das Skelett aus mehreren hundert Wirbeln zusammensetzt. Die Ausmaße der einzelnen Wirbel, die jene heutiger Netzpythons um fast das Doppelte übertreffen, verweisen auf ein extrem großes Tier von 6 m Länge und mehr. Die kaum gepressten Wirbel und fehlende Pachyostose lassen an ein an Flachwasserbedingungen und küstennahe Lebensräume angepasstes Tier denken. Funde kamen sowohl in den Lagen des Maastrichtiums als auch des Paläogens zum Vorschein. Dem gegenüber bleibt Pachyvaranus aus der näheren Verwandtschaft der Warane auf die ältesten Ablagerungen beschränkt. Auch von diesem sind einzelne Teilskelette mit Wirbeln und Rippen geborgen worden. Rekonstruiert besaß das Tier möglicherweise eine Körperlänge von rund 1,5 m. Auffallende Knochenverdichtungen bei Pachyvaranus sind als deutliche Anzeichen an ein Leben im offenen Meer zu interpretieren.

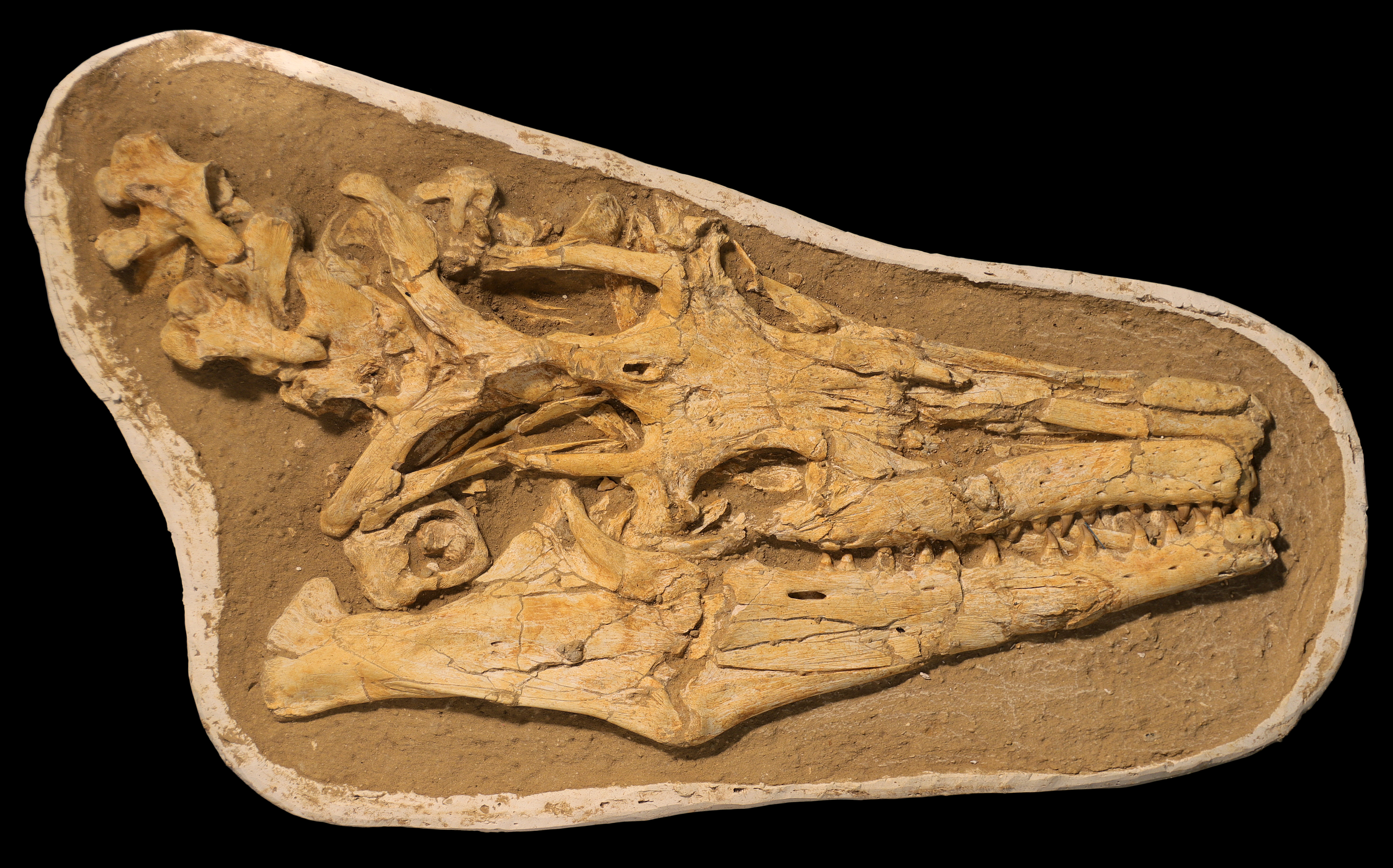
Schädel von Pluridens aus dem Ouled-Abdoun-Becken

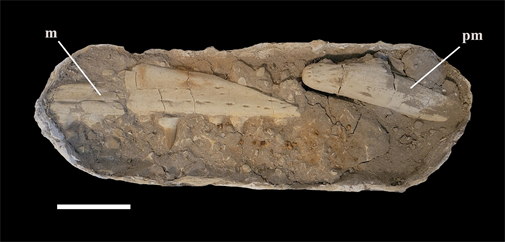
Oberkiefer und Mittelkieferknochen von Hainosaurus aus dem Ouled-Abdoun-Becken

Die umfangreichste und vielfältigste Gruppe der Schuppenkriechtiere bilden jedoch die Mosasaurier, teils riesige Tiere mit aalartig verlängertem Warankörper und großem Schädel. Alle im Ouled-Abdoun-Becken aufgefundenen Mosasaurier gehören der jüngsten Entwicklungslinie an und waren vollständig an das Wasserleben angepasst. Ihre Kennzeichen sind ausgebildete Flossen mit überzähligen Gliedern und ein Becken, das nicht mit der Wirbelsäule verbunden war. Mit 3 bis 4 m Gesamtlänge einen der kleinsten und zudem den urtümlichsten Vertreter repräsentiert Halisaurus. Wie bei den stammesgeschichtlich jüngeren Mosasauriern nahm die Wirbelsäule im Schwanzbereich einen nach unten gekrümmten Verlauf an. Eine dort ausgebildete halbmondartige Schwanzflosse diente dabei als Antrieb im Wasser, wodurch die Tiere bereits reine Meeresbewohner darstellen. Von Halisaurus sind mehrere Teilskelette und Schädel dokumentiert. Das Gebiss setzt sich aus schlanken, nadelspitzen und nach hinten gekrümmten Zähnen zusammen. In enger Beziehung zu Halisaurus steht Pluridens, von dem mehrere Schädel mit assoziierten Unterkiefern bekannt sind. An der langen Schnauze waren mehrere Öffnungen für Nervenbahnen ausgebildet. In Verbindung mit den deutlich kleinen Augenfenstern orientierten sich die 5 bis 6 m langen Tiere wohl eher tastend und riechend im Wasser, vergleichbar heutigen wasserlebenden Schlangen. Die zahlreichen kleinen und spitzen Zähne implizieren eher kleine Beute als Fang. Einer anderen Verwandtschaftsgruppe innerhalb der Mosasaurier gehört der rund 6 m lange Gavialimimus an, dem Schädel und Skelettteile sowie zahlreiche Einzelzähne zugeordnet werden. Der 90 cm messende Schädel wies eine extrem ausgedehnte Schnauze auf, die gut zwei Drittel der Gesamtlänge ausmachte. Dies erinnert stark an die Gaviale, worauf auch der Gattungsname hinweist. Enger verwandt ist Khinjaria, ein gut 8 m langes Tier, das mit seinen extrem langen, dolchartigen Zähnen wohl an große Beutefische angepasst war. Aufgefunden wurde bisher ein fragmentierter Teilschädel. Eine vergleichbare Körpergröße besaß Hainosaurus, von dem das vordere Gebiss vorliegt. Dieses war heterodont aufgebaut und bestand aus seitlich verschmälerten und dadurch klingenartig spitz wirkenden Zähnen.

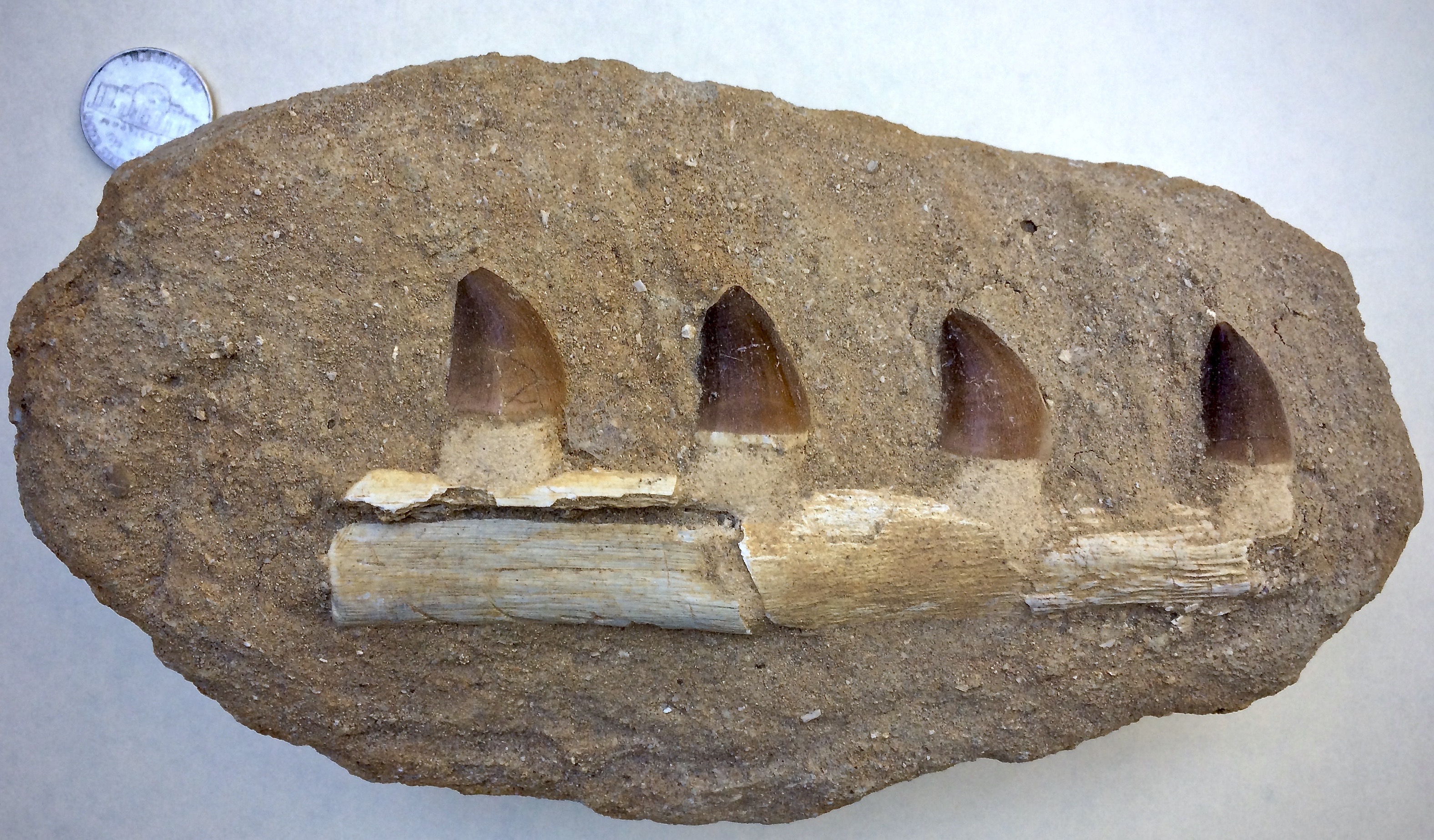
Unterkieferfragment von Mosasaurus aus dem Ouled-Abdoun-Becken

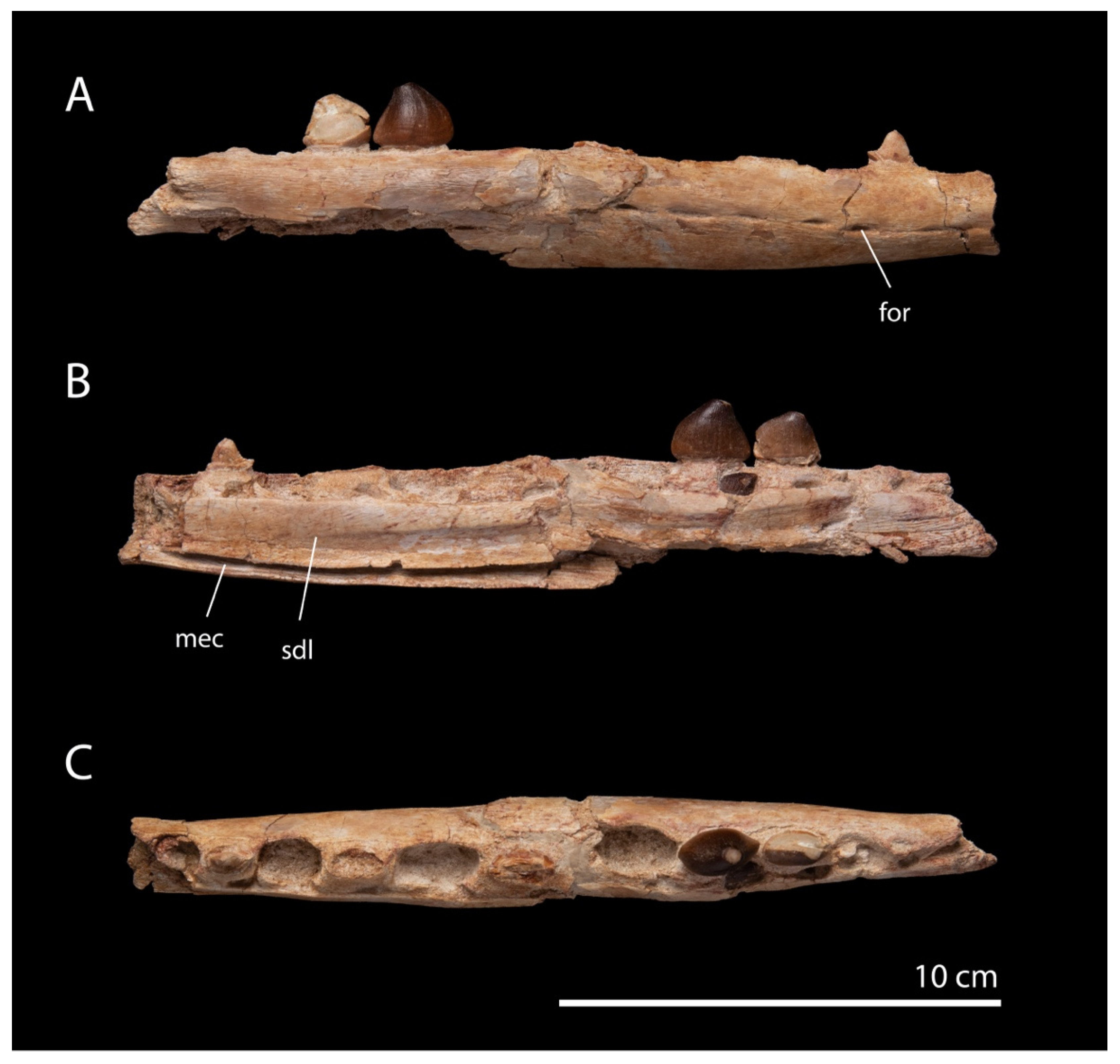
Unterkiefer von Carinodens aus dem Ouled-Abdoun-Becken

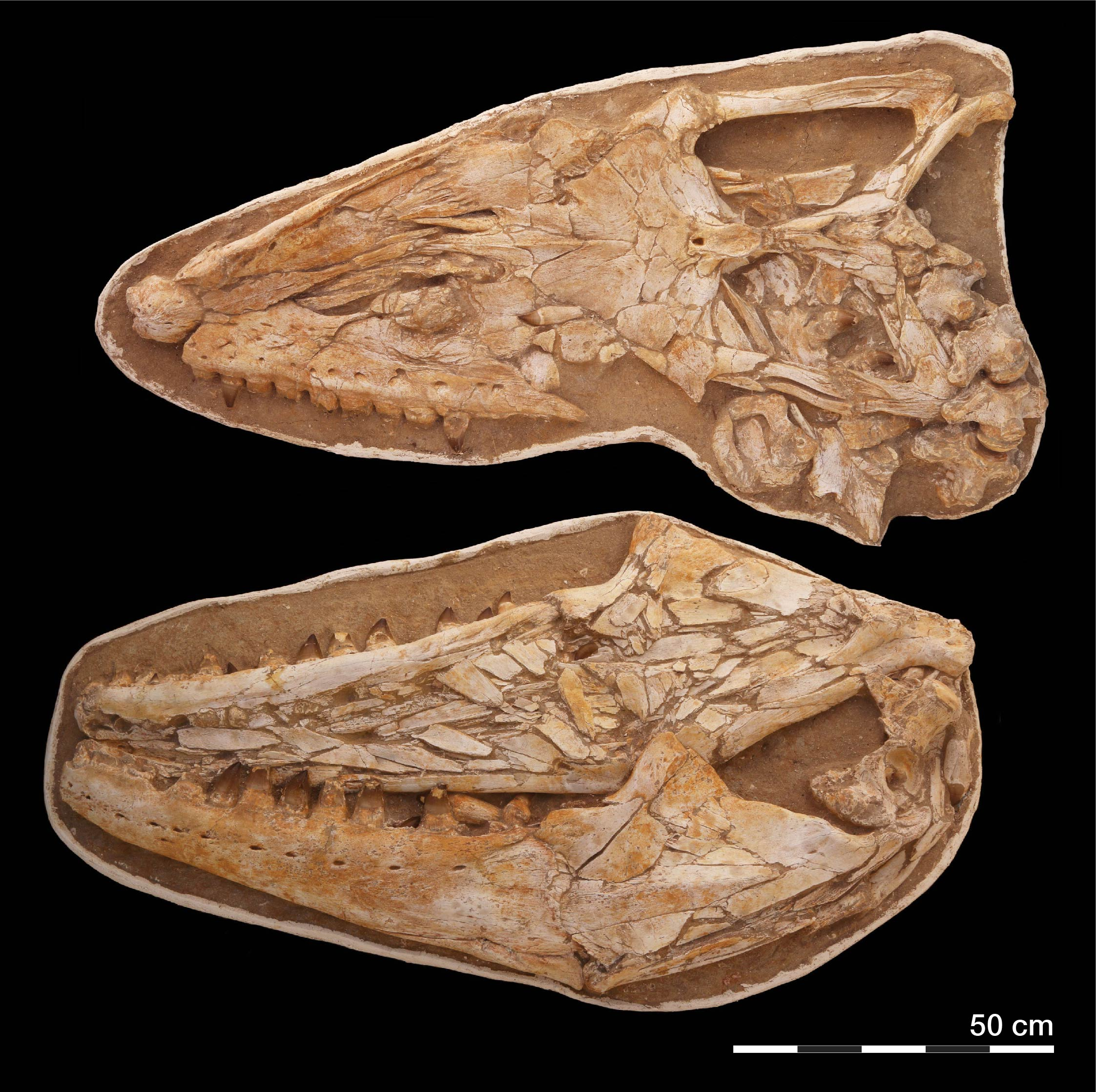
Schädel von Thalassotitan aus dem Ouled-Abdoun-Becken

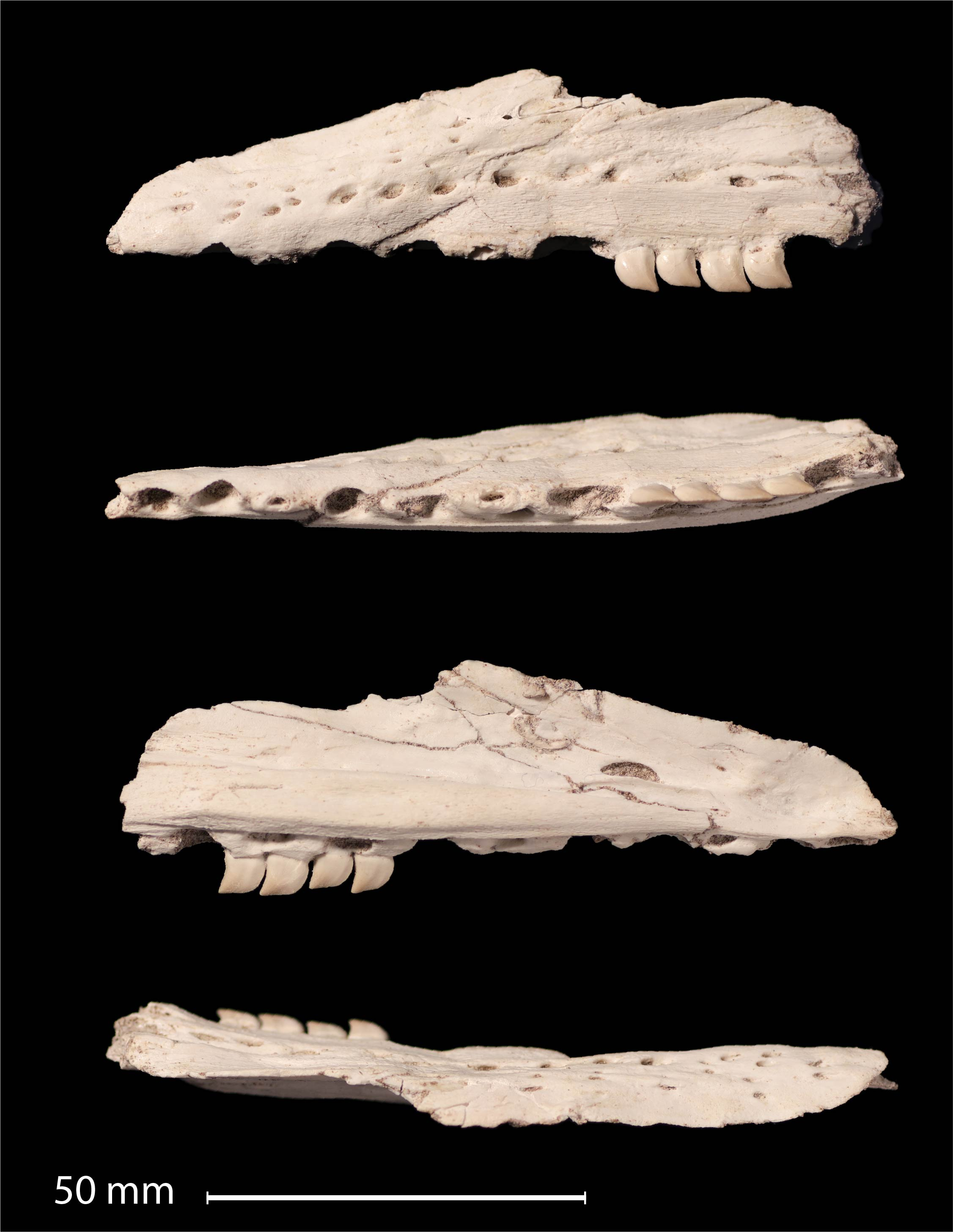
Oberkieferfragment von Xenodens aus dem Ouled-Abdoun-Becken

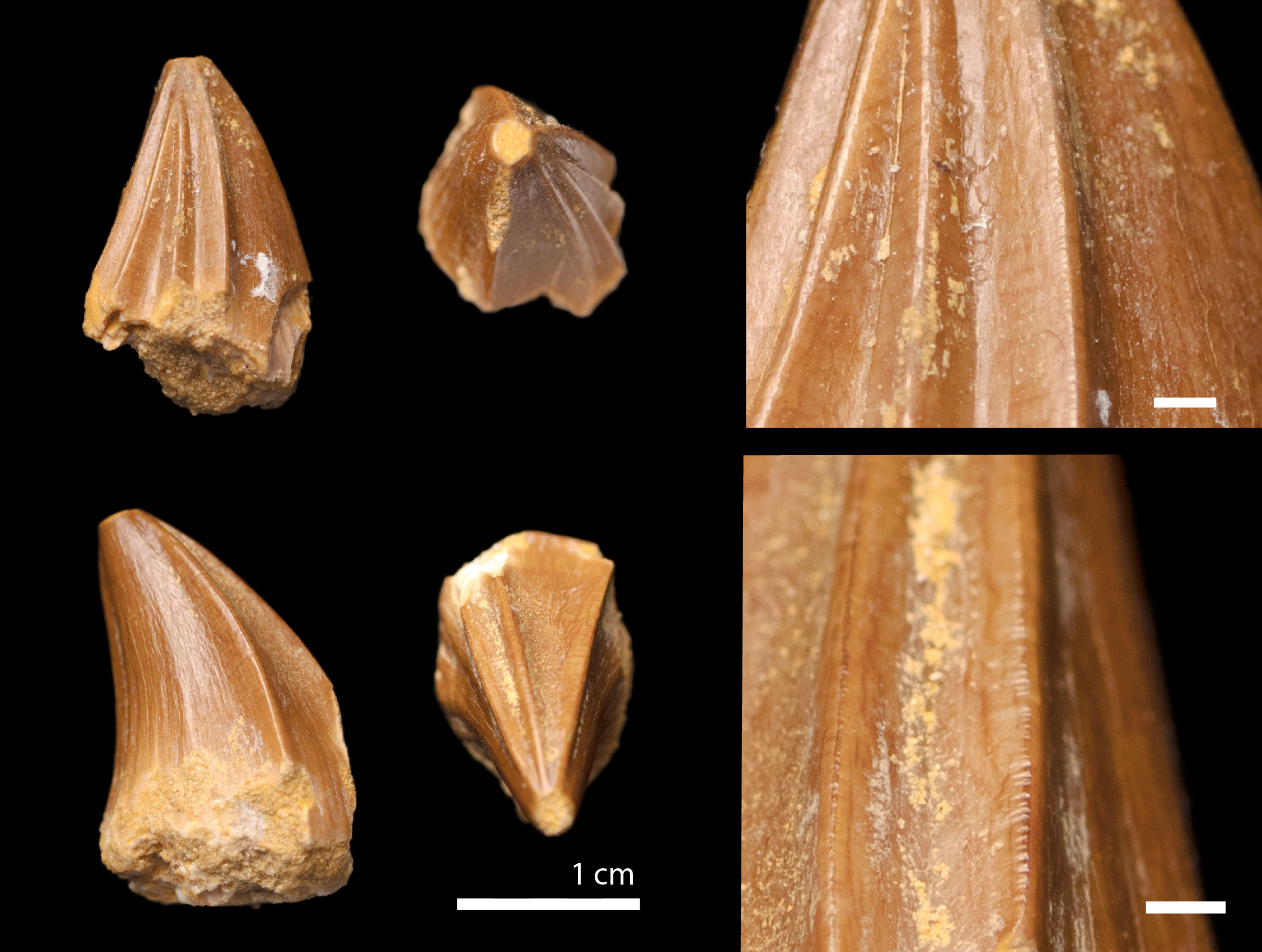
Zähne von Stelladens aus dem Ouled-Abdoun-Becken

Alle anderen Formen aus dem Ouled-Abdoun-Becken sind den Mosasaurinae zuzurechnen, deren Schnauze zumeist kürzer war und etwa die Hälfte der Schädellänge einnahm. Ihr bekanntester Angehöriger ist Mosasaurus, der hier zwar mit wenigstens zwei Arten, insgesamt aber eher selten in Erscheinung tritt. Er ist über Einzelzähne und zwei fragmentierte Schädel überliefert. Deren Ausmaße von 100 cm verweisen auf eine Gesamtlänge der Tiere von knapp 10 m. Nur halb so groß wurde Eremiasaurus, eine vergleichsweise häufige Form. Ihre Beschreibung beruht auf einem nahezu vollständigen, allerdings in acht Teilblöcke zerfallenen Skelett. Wie Mosasaurus besitzt Eremiasaurus hohe spitze und scharfe Zähne, die aber bei letzterem eine variierende Gestalt haben. Den größten Vertreter der Mosasaurier stellte Prognathodon, der mit mehreren Arten im Ouled-Abdoun-Becken ausgewiesen ist. Sie können anhand der Form der Zähne unterschieden werden, die von leicht spitz bis deutlich abgerundet reichen. Allein der Schädel misst bis zu 150 cm in der Länge. Ähnliche Ausmaße wies wohl auch Thalassotitan auf, dessen Schädel und Teile des Rumpfskeletts bekannt sind. Anhand des 130 cm langen Schädels ist eine Gesamtlänge von insgesamt gut 10 m wahrscheinlich. Die konischen Zähne ähneln denen heutiger Schwertwale und befürworten eine Position als Spitzenprädator. Einige Reste von Eidechsenfischartigen aus der Umgebung der Fundstelle von Thalassotitan zeigen Ätzspuren, wie sie bei der Verdauung entstehen und könnten als Beutereste fungiert haben. Daneben kommen noch zwei weitere, näher miteinander verwandte Gattungen vor, einerseits Globidens, andererseits Carinodens. Bei beiden handelt es sich um sehr kleine Mitglieder der Mosasaurier, die weitgehend von isolierten Zähnen und einzelnen Schädelfragmenten überliefert sind. Sie heben sich von den anderen Mosasaurieren des Ouled-Abdoun-Beckens durch ihre charakteristisch stumpf endenden Zähne ab, die bei ersterer Form kugelig, bei letzterer hingegen seitlich abgeplattet sind. Die Gestaltung der Zähne unterstützt somit eine spezialisierte, auf dickschalige Weichtiere basierende Ernährung. Während Carinodens weitgehend rar ist, kommt Globidens wesentlich häufiger vor. Dem gegenüber steht Stelladens mit im Querschnitt sternenförmigen Zähnen, was auch der Gattungsname ausdrückt. Hervorgerufen wird dieser auffallende Umriss durch scharfe, über die Zahnlänge verlaufende Schneidekanten. Fossile oder moderne Analogien hierzu bestehen nicht. Angenommen wird, dass es sich um eine spezialisierte Anpassung an dünnerschalige Krustentiere als Nahrungsgrundlage handelt. Der bisher dokumentierte Unterkiefer gehörte zu einem wohl 5 m langen Individuum. Innerhalb der Mosasaurier zeigt Xenodens als eine wohl Carinodens näher stehende Form eine weitere ungewöhnliche Anpassung. Belegt ist die Form mit einem Oberkieferfragment, dem noch vier Zähne anhaften, gut doppelt so viele Zahnfächer zeigen weitere Zahnpositionen an. Die Zähne der möglicherweise nur rund 1,6 m langen Tiere sind seitlich stark gepresst, asymmetrisch spitz und stehen eng im Kiefer, wodurch im Gebiss eine durchgehende Schneidkante entsteht. Diese eher an einige Haie erinnernde und von Schuppenkriechtieren sonst nicht bekannte Gebissstruktur ermöglichte es Xenodens, Fleischbrocken aus größeren Beutetieren herauszubeißen, die entweder aktiv gejagt oder aasfressend gesucht wurden. Einige Autoren äußerten jedoch den Verdacht, dass es sich beim Holotyp-Exemplar der Gattung um eine Chimäre handeln könnte.

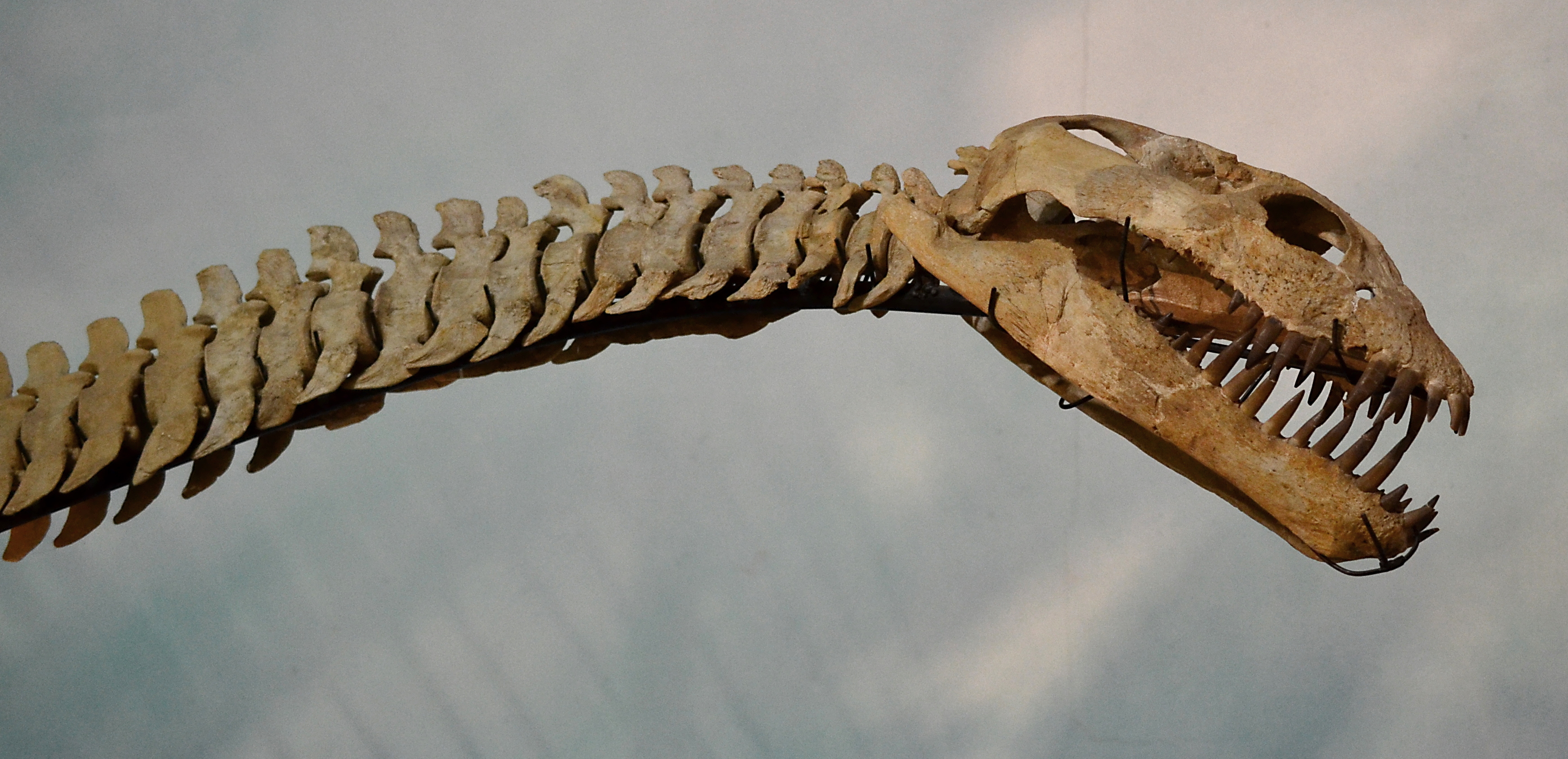
Hals und Schädel von Zarafasaura aus dem Ouled-Abdoun-Becken

Im Vergleich zu den Mosasauriern sind die Plesiosaurier sehr selten im Ouled-Abdoun-Becken. Beide Gruppen sind nicht näher verwandt, worauf der abweichende Körperbauplan mit den großen paddelartigen Gliedmaßen und der kurze Rumpf hindeuten. Sie teilen jedoch die marine Lebensweise, allerdings bewegten sich die Plesiosaurier eher wie heutige Meeresschildkröten im Wasser gleitend fort mit den Flossen als Hauptantrieb und weniger undulierend über die Wirbelsäule wie andere aquatische Reptilien. Ein vollständiges Skelett und einzelne Schädelteile gehen auf Zarafasaura aus der Gruppe der Elasmosauridae zurück. Wie alle späten Plesiosaurier besaß auch dieser einen extrem langen Hals, der über die Hälfte der gesamten Körperlänge einnahm. Darauf spielt auch der Gattungsname an. Dieser ist arabischen Ursprungs und leitet sich von der Bezeichnung für die Giraffen ab. Die Wirbelsäule umfasst mehr als 120 Wirbel, davon beansprucht der Hals allein 56. Der Schädel hingegen war ausgesprochen kurz. Weitere postcraniale Skelettelemente gehören zu einer noch unbeschriebenen Form, deren Hals aus 64 Wirbeln besteht. Das Material schließt Jung- und ausgewachsene Tiere ein und stammt jeweils von der gleichen Fundstelle. Der Umstand führt zu der Annahme, dass die unterschiedlichen Altersstadien der Plesiosaurier offensichtlich die gleichen Nahrungsressourcen nutzten.

#### Schildkröten und Krokodile
Das umfangreiche Material der Schildkröten des Ouled-Abdoun-Beckens reicht stratigraphisch vom Maastrichtium bis zum Paläogen. Es verteilt sich auf rund ein Dutzend Gattungen aus vier Familien. Dabei kommen sowohl Halswender- als auch Halsberger-Schildkröten vor. Erstere werden lediglich durch die ausgestorbene Gruppe der Bothremydidae repräsentiert. Hierbei handelt es sich um eine kosmopolitische und sehr variantenreiche Gruppe, die von der Unterkreide bis zum Miozän vorkam und zahlreiche ökologische Nischen besetzte. Sie schließen kleine bis große Arten von 30 bis 150 cm Körperlänge ein. Im Ouled-Abdoun-Becken verfällt gut die Hälfte der beschriebenen Gattungen auf die Bothremydidae, die fast ausschließlich auf Schädelfunden basieren. Alle diese Formen sind paläogenen Alters, allerdings liegen auch oberkreidezeitliche Reste vor, wurden bisher aber noch nicht näher untersucht. Innerhalb der Bothremydidae bilden Ummulisani, Phosphatochelys und Taphrosphys eine engere Verwandtschaftsgruppe. Erstere Gattung kann auf drei, letztere beiden auf je zwei dokumentierte Schädel verweisen. Als Besonderheit trägt Ummulisani eine paarige Hornbildung auf dem Präfrontale, die ursprünglich wohl mit Hornschuppen überzogen war. Das Merkmal ist einzigartig unter den Schildkröten und kommt auch bei den unmittelbar verwandten Formen nicht vor. Weitere Gattungen aus dem Beziehungsumfeld finden sich mit Rhothonemys und mit Labrostochelys, letztere war im Vergleich zu den anderen sehr schmalschnauzig. Die Schädellängen aller Gattungen variieren zwischen 6,8 und 20 cm mit der kleinsten bei Phosphatochelys und der größten bei Ummulisani. In eine andere verwandtschaftliche Gemeinschaft gehören Bothremys und Araiochelys. Deren Schädelgrößen liegen im Bereich der Maße von Phosphatochelys. Lediglich von Araiochelys sind als einzige Form der Bothremydidae des Ouled-Abdoun-Beckens auch mehrere Teile des Rückenpanzers geborgen worden, von Ummulisani ist darüber hinaus auch ein Bauchpanzer dokumentiert.

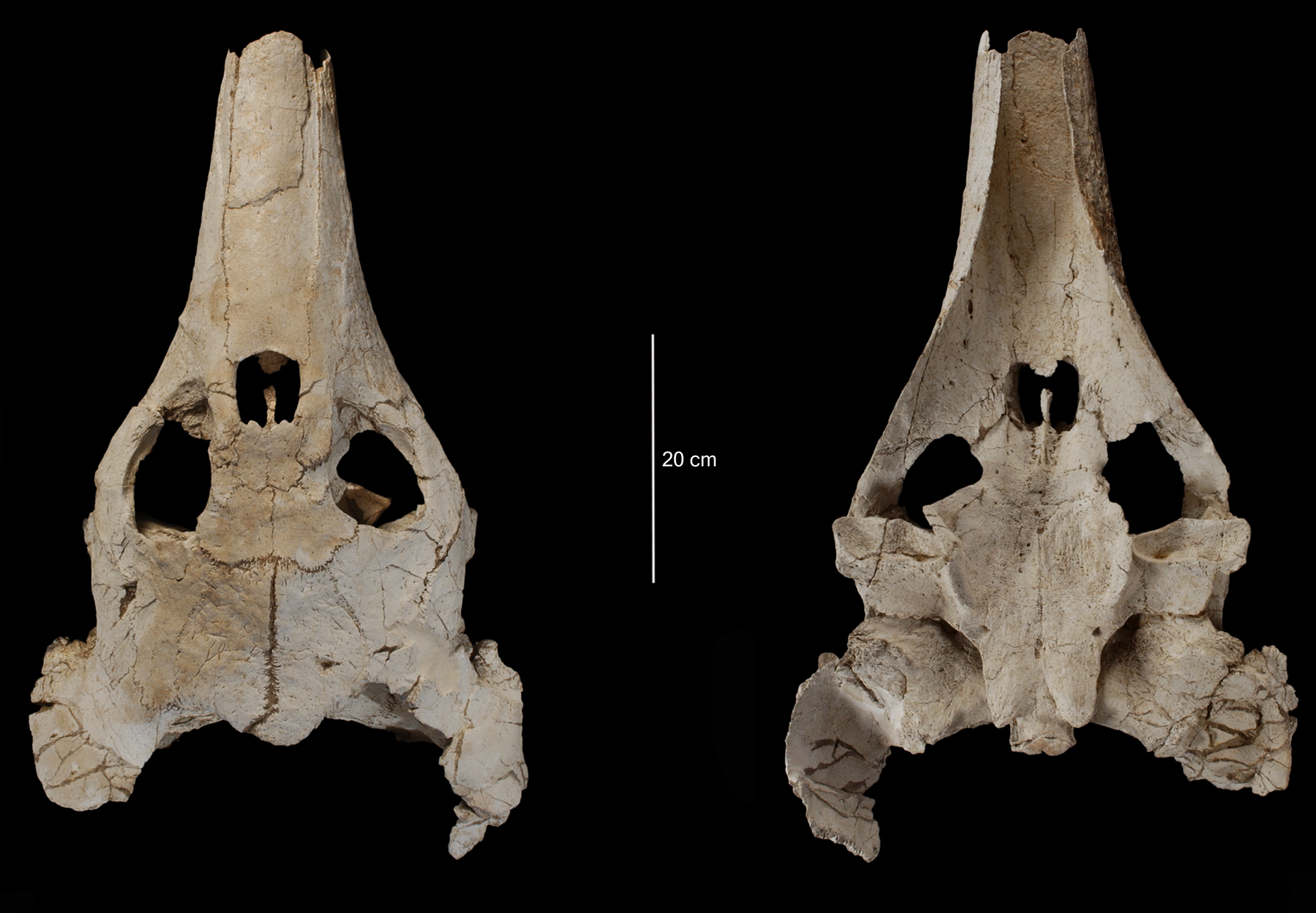
Schädel von Ocepechelys aus dem Ouled-Abdoun-Becken

Fast genauso vielfältig sind die Halsberger-Schildkröten, die wohl erst im Verlauf der Oberkreide aus den nördlichen Festlandsbereichen des heutigen Eurasiens über die Tethys in Afrika einwanderten. Im Ouled-Abdoun-Becken sind sie sowohl aus dem Maastrichtium als auch aus dem Paläogen überliefert und ähnlich wie bei den Halswender-Schildkröten lediglich anhand der Schädel bekannt. Die Dermochelyoidae werden heute noch durch die Lederschildkröte repräsentiert. Im Verlauf ihrer Stammesgeschichte brachten sie einige ungewöhnliche Formen hervor. Dazu gehört Ocepechelon aus dem Maastrichtium, die möglicherweise eine der größten Schildkröten der Erdgeschichte war. Ihr etwa 70 cm langer Schädel weist eine röhrenartig verlängerte Schnauze auf, mit der die Tiere wohl, vergleichbar zu heutigen Buckelwalen, ihre Nahrung aus dem Meerwasser saugten. Anders hingegen das etwa gleich alte Alienochelys. An dessen breiten und gut 55 cm langen Schädel ist ein massiver, halbkreisförmig gebogener und platter Unterkiefer ausgebildet. Dieser erfüllte wohl eine besondere Brechfunktion während der Nahrungsaufnahme. Eine weitere Form der Lederschildkröten ist nur über einzelne Fragmente des Bauchpanzers belegt und wurde bisher noch nicht benannt. Verschiedene andere Fossilreste lassen sich den Meeresschildkröten zuordnen. Es handelt sich überwiegend um basale Vertreter, die als besonderes Kennzeichen über einen zweiten Gaumen verfügten. Zudem waren sie alle relativ klein mit Schädellängen zwischen 9 und 23 cm. Gemäß ihrem häufig dreieckigen Unterkiefer mit verbreiterter Schabefläche ernährten sie sich weitgehend von Weichtieren. Einige Formen besaßen vergleichsweise kurze Gliedmaßen, wodurch sie nur bedingt an das Meeresleben angepasst waren und wahrscheinlich eher küstennah lebten. Hierzu zählt Euclastes, eine mittelgroße Meeresschildkröte, die sowohl in den Lagen des Maastrichtiums wie des Paläogens anwesend ist und mehrere Arten einschließt (darunter eine mit einer ursprünglichen Stellung in der Gattung Osteopygis, die sich aber später als Chimäre herausstellte). Sie zeichnet sich durch einen breit-dreieckigen und flachen Schädel aus. Des Weiteren wurde Argillochelys beschrieben, die bisher größte bekannte Meeresschildkröte aus dem Ouled-Abdoun-Becken. Ihre stumpfe Schnauze setzt sich leicht vom Schädel ab. Dagegen zeigt sich bei Tasbacka und Puppigerus, zwei sehr kleinen Angehörigen der Gruppe, der Schädel deutlich langgestreckt und die Schnauze dadurch zugespitzter. Erstere könnte bereits stärker an ein Leben im offenen Meer angepasst gewesen sein. Als weitere Gruppe ist mit Brachyopsemys eine Gattung der Sandownidae dokumentiert. Die Sandownidae sind ausgestorben, stehen aber in relativer verwandtschaftlicher Nähe zu den Meeresschildkröten. Der nur 11 cm lange und sehr breite Schädel ist ebenfalls flach, aber vorn deutlich gerundet und mit einem sekundären Gaumen ausgestattet.

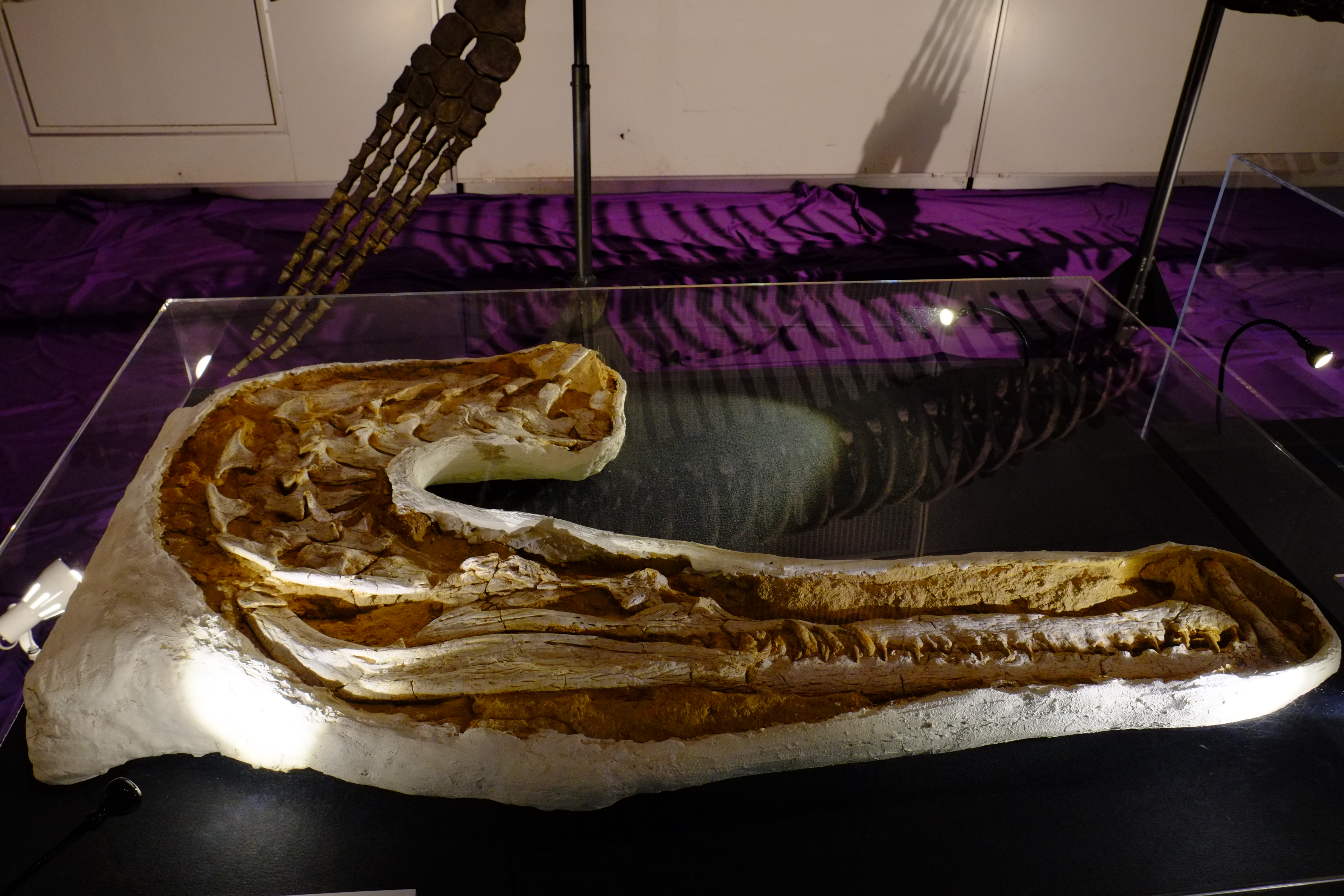
Skelett von Dyrosaurus aus dem Ouled-Abdoun-Becken

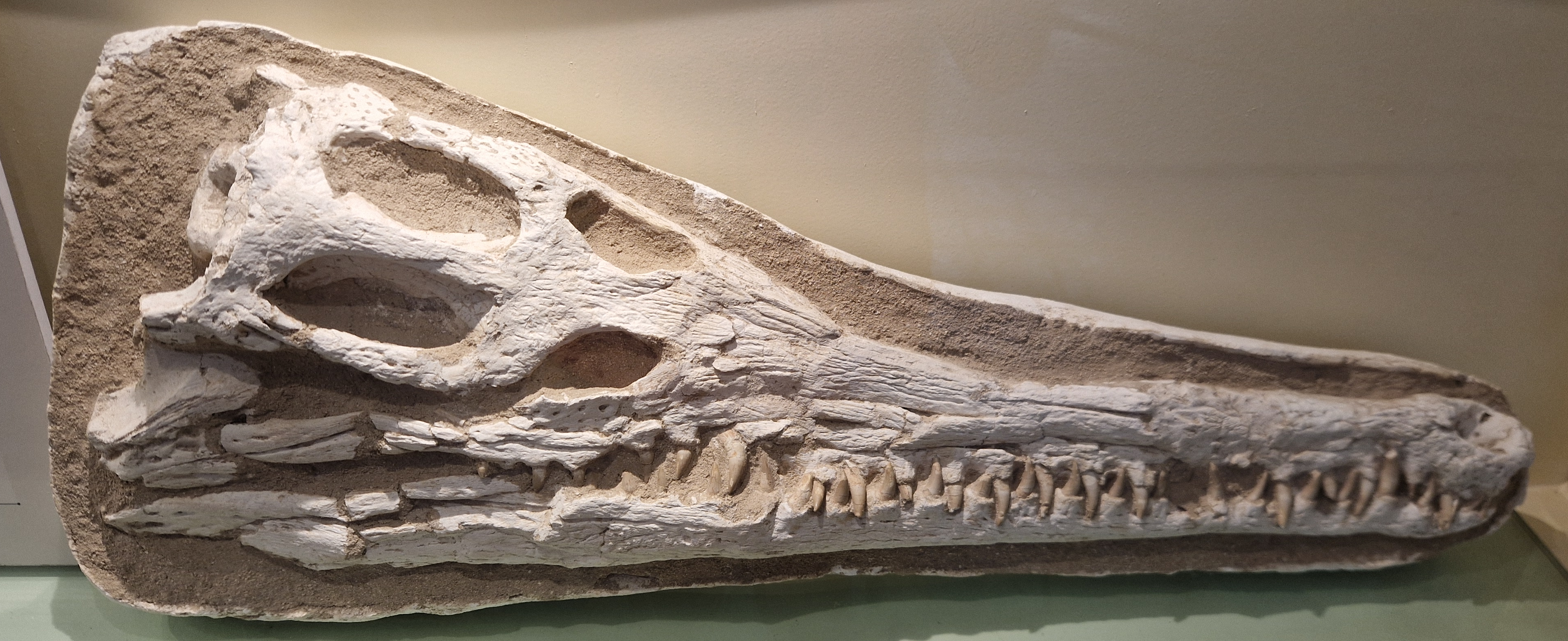
Schädel von Dyrosaurus aus dem Ouled-Abdoun-Becken

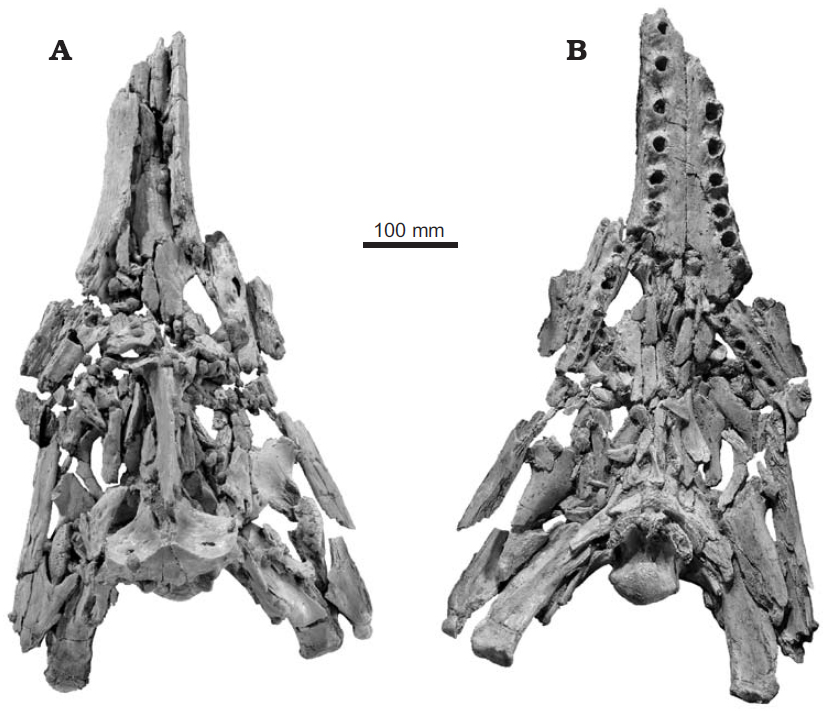
Schädel von Arambourgisuchus aus dem Ouled-Abdoun-Becken

Die Krokodile sind ebenfalls mit rund einem Dutzend Gattungen vertreten, die sich auf mehrere Linien verteilen. Die umfangreichste bilden die heute erloschenen Dyrosauridae, eine basale Formengruppe. Sie gehören zu den ersten Funden, die im Ouled-Abdoun-Becken wissenschaftlich bekannt wurden. Es handelt sich um ausschließlich meeresbewohnende Formen, die bereits im Maastrichtium anwesend waren, aber im Paläogen ihre größte Vielfalt erreichten. So auch in Marokko, wo alle dyrosauriden Krokodile des Ouled-Abdoun-Beckens dem Paläogen angehören. Als Besonderheit der Gruppe kann die teils extrem lange Schnauze hervorgehoben werden, die als Anpassung an fischhaltige Nahrung anzusehen ist. In ihrer weitgehend gleichförmigen Bezahnung, die pro Seite jeweils gut zwei Dutzend Zähne umfasste, war der siebente Zahn des Unterkiefers extrem verkleinert und dicht am achten positioniert. Der vierte hingegen zeigte sich deutlich vergrößert und passte in eine entsprechend große Zahnlücke im Oberkiefer. Die auffällig lange Schnauze zeigt sich unter anderem bei der Typusform Dyrosaurus sowie bei Atlantosuchus, bei denen sie gut 75 beziehungsweise 79 % der Schädellänge beansprucht. Von Dyrosaurus sind mehrere vollständige Individuen aufgefunden worden, darunter aber nur wenigen Jungtieren. Von der relativ langbeinigen Form erhielten sich zudem Teile der Schuppenpanzerung des Rückens. Deren seitlich glatten Osteoderme besaßen zahlreiche typische Eintiefungen auf der Oberfläche. Atlantosuchus wiederum wird durch einen aufgefundenen Schädel mit anhaftenden Teilen der Halswirbelsäule repräsentiert. Im Vergleich zu diesen beiden wirkte Chenanisuchus, dokumentiert über zwei Schädel, mit rund 63 % Schnauzenanteil bezogen auf die Schädellänge eher kurzschnauzig. Hinsichtlich der Körpergröße war Chenanisuchus auch deutlich kleiner als Dyrosaurus und Atlantosuchus. Während bei diesen der Schädel jeweils 90 bis 100 cm lang ist, misst er bei Chenanisuchus nur gut 58 cm. Seine Körperlänge lag daher schätzungsweise bei rund 4,5 m. In der Schnauzengestaltung steht Arambourgisuchus eher intermediär zwischen diesen Extremformen. Von der Gattung liegt ebenfalls weitgehend Schädelmaterial vor. Andere dyrosauride Krokodile aus dem Ouled-Abdoun-Becken sind Hyposaurus und Rhabdognathus. In einer verwandtschaftlichen Nähe finden sich die Pholidosauridae, in die die Dyrosauridae ursprünglich eingeschlossen waren. Zu diesen wird ein Individuum geordnet, welches nur vom Körperskelett bekannt ist und noch nicht wissenschaftlich benannt wurde. Bei diesem kleinen, wohl nur rund 2 m langen Tier handelt es sich unter Ausschluss der Dyrosauridae aus den Pholidosauridae um deren jüngsten Vertreter, da die meisten anderen Formen bereits zu Beginn der Oberkreide verschwanden. Wahrscheinlich war die Form an ein Leben in Flüssen angepasst.
Neben diesen ausgestorbenen Linien sind auch Reste von Angehörigen heute noch bestehender Gruppen entdeckt worden. Hierbei handelt es sich weitgehend um den Verwandtschaftskreis der Gaviale. Diese ebenfalls langschnauzigen Krokodile, weisen zuzüglich einiger anderer Merkmale aber Unterschiede im Aufbau des Gaumens auf. Hervorzuheben ist auch ihr im Vergleich mit anderen modernen Krokodilen weitgehend homodontes Gebiss aus gleich großen Zähnen. Die frühesten Gaviale sind im Ouled-Abdoun-Becken mit Ocepesuchus bereits im Maastrichtium präsent, dessen Belegmaterial aus einem stark zerquetschten Schädel besteht. Es ist damit einer der ältesten Fossilnachweise moderner Krokodile in Afrika. Es wird angenommen, dass die Tiere eventuell teilweise oder vollständig auf Flüsse beschränkt waren, da in den Meeren zu dieser Zeit andere Reptilien dominierten. Weitere Gaviale traten dann erst im Paläogen auf. Aufgefundene Formen werden zu Agrochampsa und Thoracosaurus geordnet. Von beiden ist erstere mit wenigstens vier Schädeln überliefert, das Holotyp-Exemplar misst rund 43 cm, die Schnauze davon allein 31 cm. Als auffällige Eigenschaft der Tiere knickt der vordere Teil der Schnauze deutlich nach unten ab. Innerhalb der Gaviale können die Tomistominae abgesetzt werden, deren Bezahnung variabler ausfällt. Maroccosuchus gehört zu den ältesten Repräsentanten dieser Linie, die heute noch den Sunda-Gavial stellt. Die Ausweisung der Form basiert auf zahlreichem Schädelmaterial aus dem Ouled-Abdoun-Becken. Im Vergleich zum Sunda-Gavial ist sein Schädel aber deutlich robuster gebaut, wodurch die Schnauze insgesamt breiter wirkt.

#### Flugsaurier, Dinosaurier und Vögel

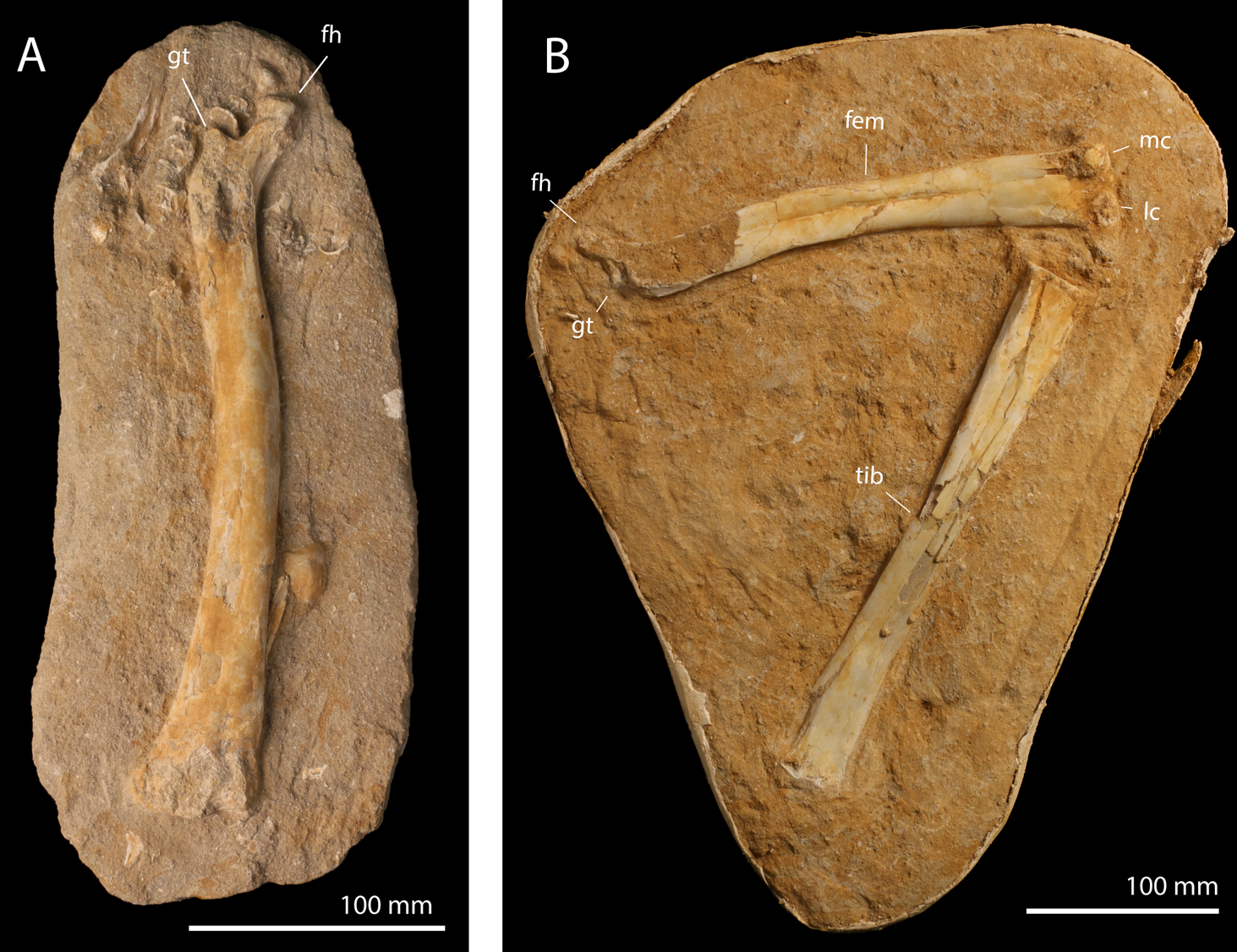
Hinterbeine von Tethydraco aus dem Ouled-Abdoun-Becken

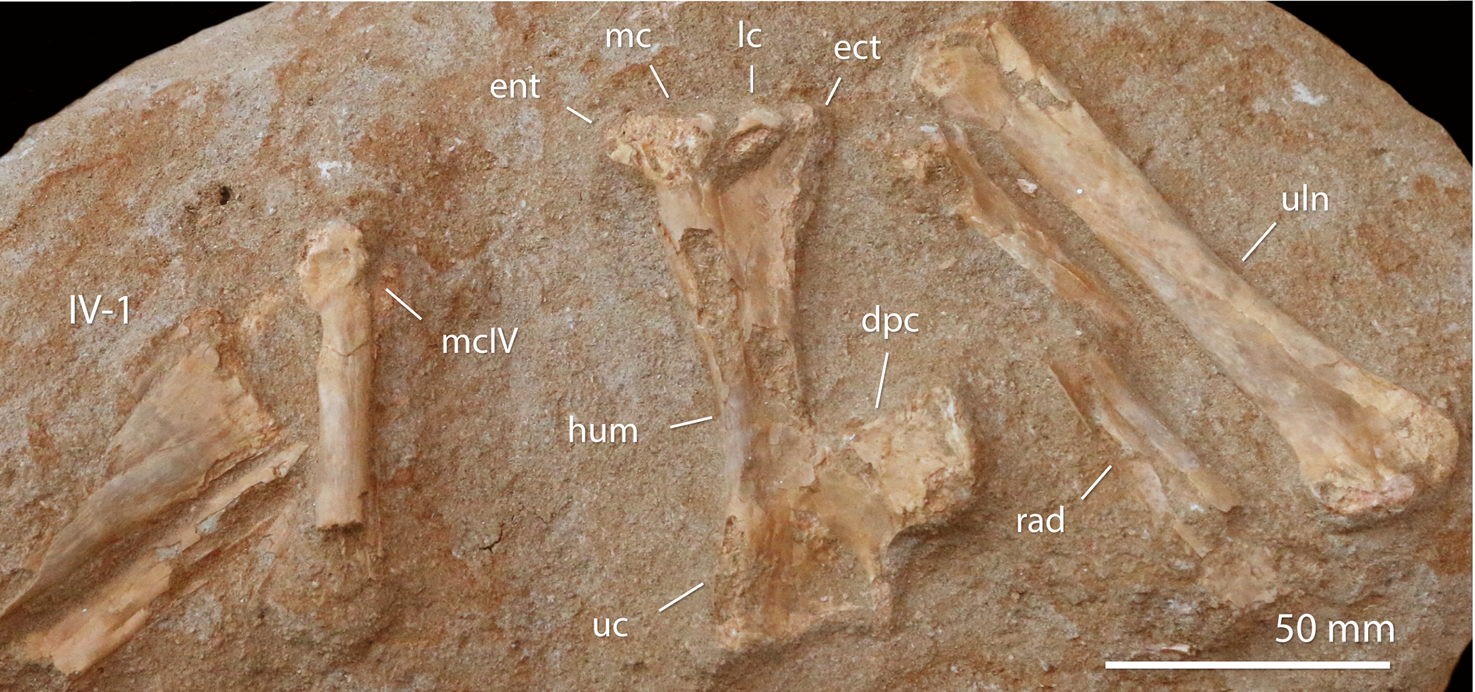
Rechter Flügel von Alcione aus dem Ouled-Abdoun-Becken

Flugsaurier brachten die größten flugfähigen Tiere der Erdgeschichte hervor. Sie sind äußerst rar im Ouled-Abdoun-Becken und waren bis Anfang der 2000er Jahre gar nicht belegt. Seitdem kamen mehr als 200 Fundstücke zum Vorschein. Die ersten Funde, einzelne Wirbel, wurden zu Phosphatodraco gestellt, ein vergleichsweise großes Tier mit rekonstruiert rund 5 m Flügelspannweite. Später ließen sich noch weitere Wirbel der Gattung zuordnen. Die röhrenförmigen und stark verlängerten Wirbelkörper stellen die Form zu den Azhdarchidae. Zur gleichen Familie gehört ein bisher unbenannter Vertreter, dessen Fragment der Elle auf ein deutlich größeres Tier mit 9 m Flügelspannweite verweist. Weiterhin sind mit Alcione, Simurghia und Barbaridactylus auch drei Vertreter der Nyctosauridae dokumentiert. Die Gruppe kennzeichnen vierfingrige Hände und ein extrem kräftiger, beilartig aufragender Muskelkamm am Oberarmknochen. Von den drei Formen weist erstere das umfangreichste Material auf. Es besteht aus einem Teilskelett und zusätzlichen Flügelelementen. Basierend auf dem 9,3 cm langen Oberarm, handelt es sich um einen kleinen Angehörigen der Familie. Auffallend sind die verkürzten Flügelknochen. Sie könnten eine Anpassung an einen kräftigen, schnellen Flügelschlag sein oder für ausgedehntere Tauchgänge sprechen. Von den beiden anderen Vertretern sind weitgehend nur einzelne Gliedmaßenknochen bekannt. Aufgrund ihrer deutlich größeren Oberarmknochen übertrafen sie Alcione teilweise um mehr als das Fünffache an Größe. Tethydraco wiederum repräsentiert die Pteranodontidae, welche sich durch einen langen Hinterhauptskamm auszeichnen. Ebenfalls nur durch einzelne Arm- und Beinknochen überliefert, besaß das Tier eine Flügelspannweite von rund 5 m.

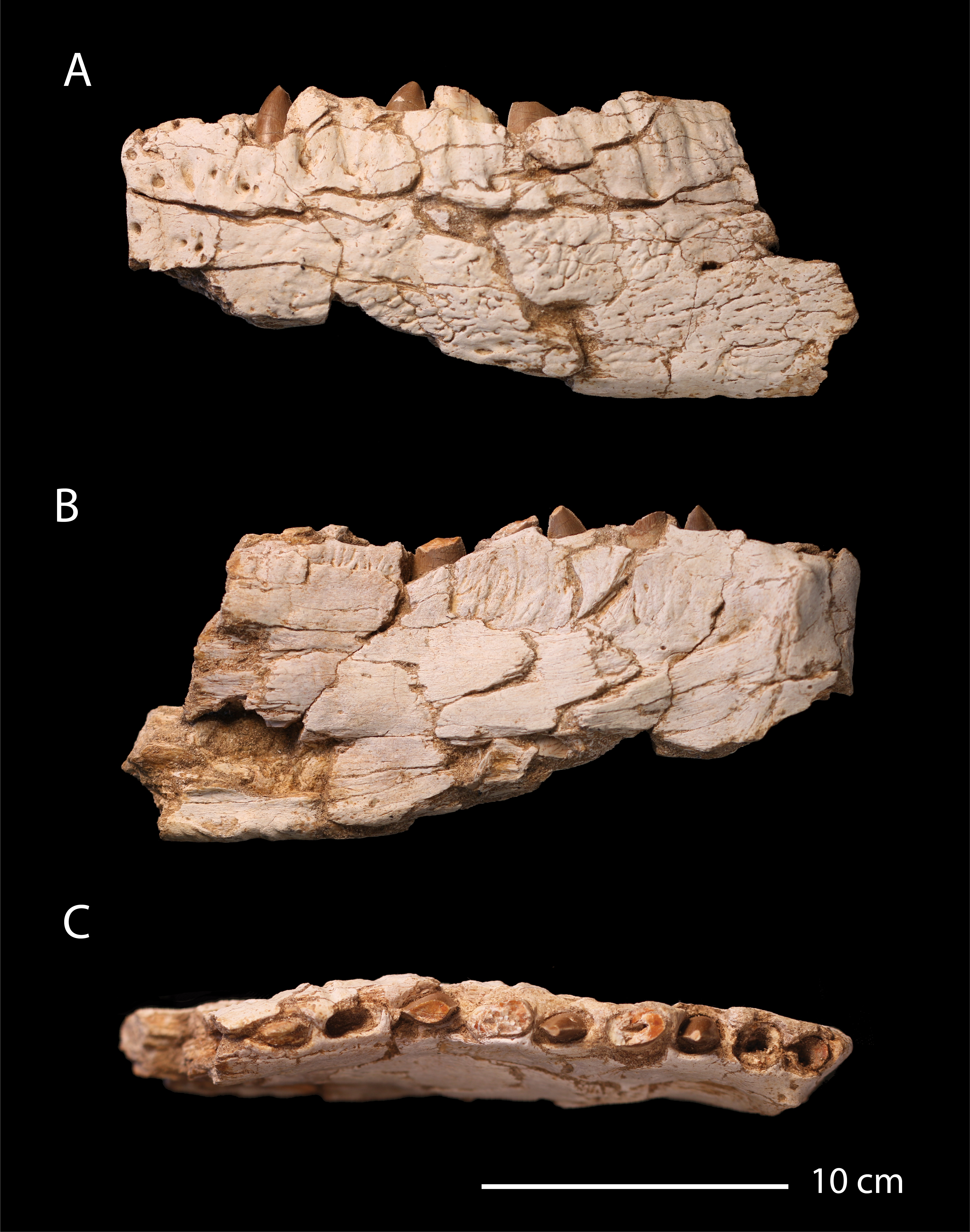
Unterkiefer von Chenanisaurus aus dem Ouled-Abdoun-Becken

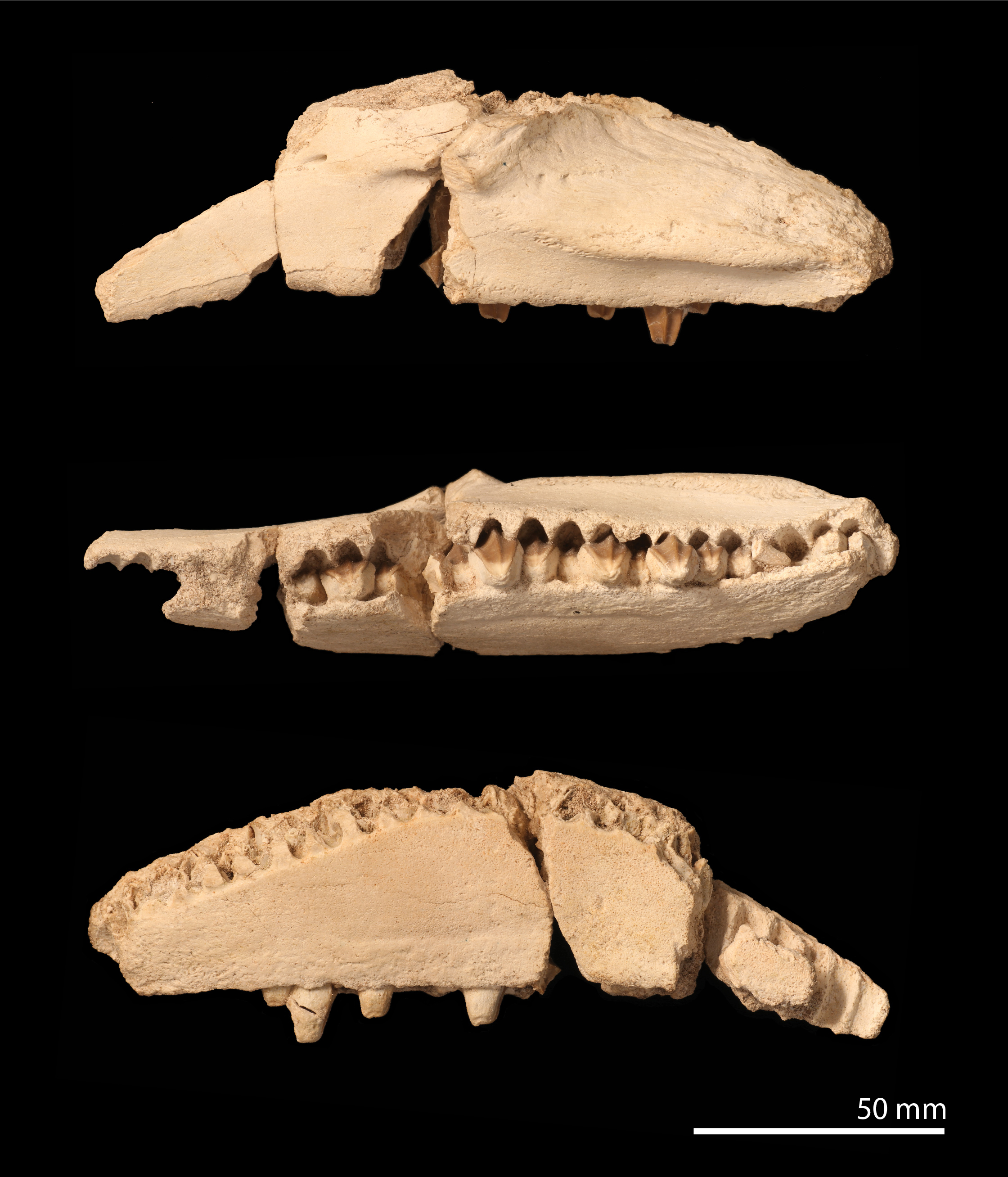
Oberkiefer von Ajnabia aus dem Ouled-Abdoun-Becken

Vergleichbar den Flugsauriern finden sich landbewohnende Dinosaurier nur selten im Fossilbericht des Ouled-Abdoun-Beckens, auch hier stammen die ersten Funde aus dem Beginn der 2000er Jahre. Zu den wenigen Hinweisen gehört ein Hinterbein eines kleinen Sauropoden, das aber bisher keiner bestimmten Form zugewiesen werden konnte. Möglicherweise ist sie innerhalb dieser teils riesigen, vierfüßigen und langhalsigen Pflanzenfresser als ein basaler Vertreter der Titanosauria eingrenzbar. Darüber hinaus zeigen ein vorderes, hoch gestaltetes Unterkieferfragment und mehrere Einzelzähne das Auftreten der Theropoda an, zweibeinig laufenden Fleischfressern. Die Zähne, von denen allein zehn noch im Unterkiefer stecken, sind dreieckig-spitz geformt und mit scharfen, fein gezackten Seitenkanten ausgestattet. Die Reste wurden als zu Chenanisaurus gehörig beschrieben, einem rund 7 bis 8 m langen Vertreter der Abelisauridae. Mit Ajnabia ließ sich auch der erste Vertreter der Hadrosauridae aus Afrika belegen. Diese durch ihre entenschnabelartige Schnauzenstruktur charakterisierte Gruppe ist sonst nur von den nördlichen Festlandsmassen von Laurasia bekannt. Ihr Auftreten im Ouled-Abdoun-Becken und somit im nördlichen Gondwana setzt eine Einwanderung über die Tethys voraus, weswegen die neue afrikanische Form auch mit dem Artepitheton odysseus nach dem gleichnamigen Held der griechischen Mythologie bedacht wurde. Bisher kam ein rund 16 cm langes Oberkieferfragment zu Tage, das rund 23 Zahnfächer besitzt und auf ein etwa 3 m langes Tier schließen lässt. Die nahe verwandte Form Minqaria wurde mit einer Länge von 3,5 m ähnlich groß. Sie besaß einen extrem stark aufgewölbten Schädel. Aufgefunden wurden Kieferfragmente, die auf wenigstens 25 Zähne in Reihe schließen lassen, und Schädelreste. Einige Gliedmaßenknochen aus dem Ouled-Abdoun-Becken sprechen dafür, dass noch andere Hadrosaurier die Landschaft bewohnten, möglicherweise aber doppelt so groß waren wie Ajnabia und Minqaria.

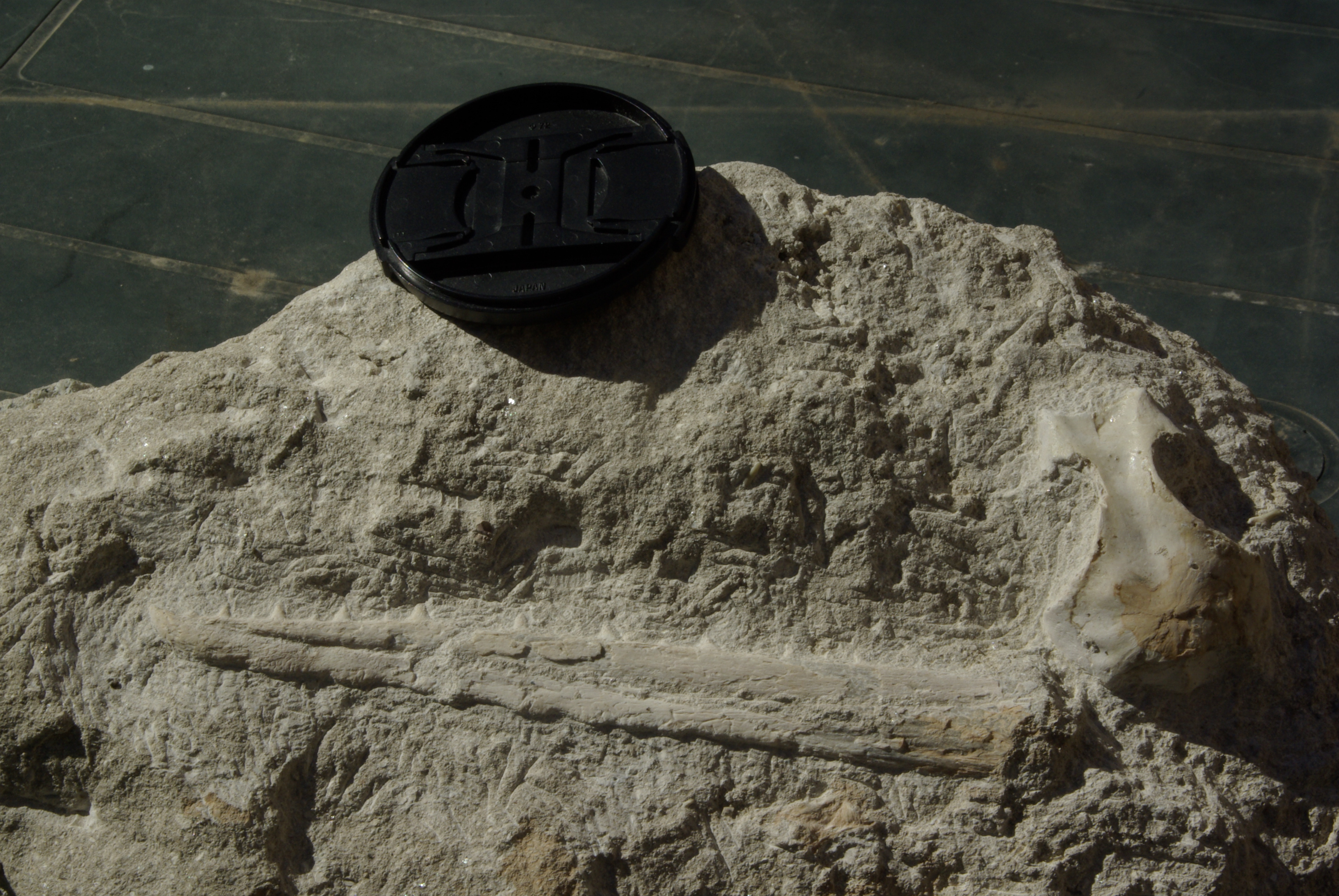
Schädel und Unterkieferrest von Dasornis aus dem Ouled-Abdoun-Becken

Alle bisher aus dem Ouled-Abdoun-Becken vorgestellten Vögel datieren in das Paläogen und stehen innerhalb der Neukiefervögel, es handelt sich um die derzeit ältesten Belege aus Afrika. Hierzu zählt unter anderem Dasornis aus der ausgestorbenen Gruppe der Pelagornithidae. Diese großen Seevögel mit gezackten Schnabelrändern, was an Zähne erinnert und ihnen auch die Bezeichnung als „Pseudozahnvögel“ einbrachte, wurden ursprünglich als den Pelikanen nahestehend angesehen, gehören aber mittlerweile einer eigenständigen Gruppe an. Dasornis ist im Ouled-Abdoun-Becken mit wenigstens drei Arten überliefert, deren Flügelspannweite zwischen 1,5 und 4,5 m variierte. Das aufgefundene Material ist recht umfangreich, aber insgesamt sehr stark fragmentiert, was der Natur des fragilen Skelettbaus entspricht. Im Gegensatz zu anderen Angehörigen der Gruppe war Dasornis eventuell kein so stark spezialisierter Gleitflieger und aufgrund der längeren Hinterbeine auch an Land agiler. Zwei weitere Vogelvertreter reihen sich in das engere Umfeld der Tropikvögel ein. Bei der einen handelt es sich um Lithoptila, eine Form, die ursprünglich basierend auf einem Hirnschädel aufgestellt wurde. Nachfolgend kamen auch zahlreiche Gliedmaßenknochen zum Vorschein, die das Tier als einen geschickten Flieger mit schlanken Flügeln auszeichnen, deren Spitzen gespreizt etwa 1 m auseinanderstanden. Die zweite Form wird durch Phaetusavis repräsentiert, von der aber lediglich ein Oberarmknochen zu Tage gefördert wurde. In den Körperausmaßen entsprach sie weitgehend Lithoptila, allerdings war bei Phaetusavis das obere Gelenkende massiver gestaltet.

#### Säugetiere

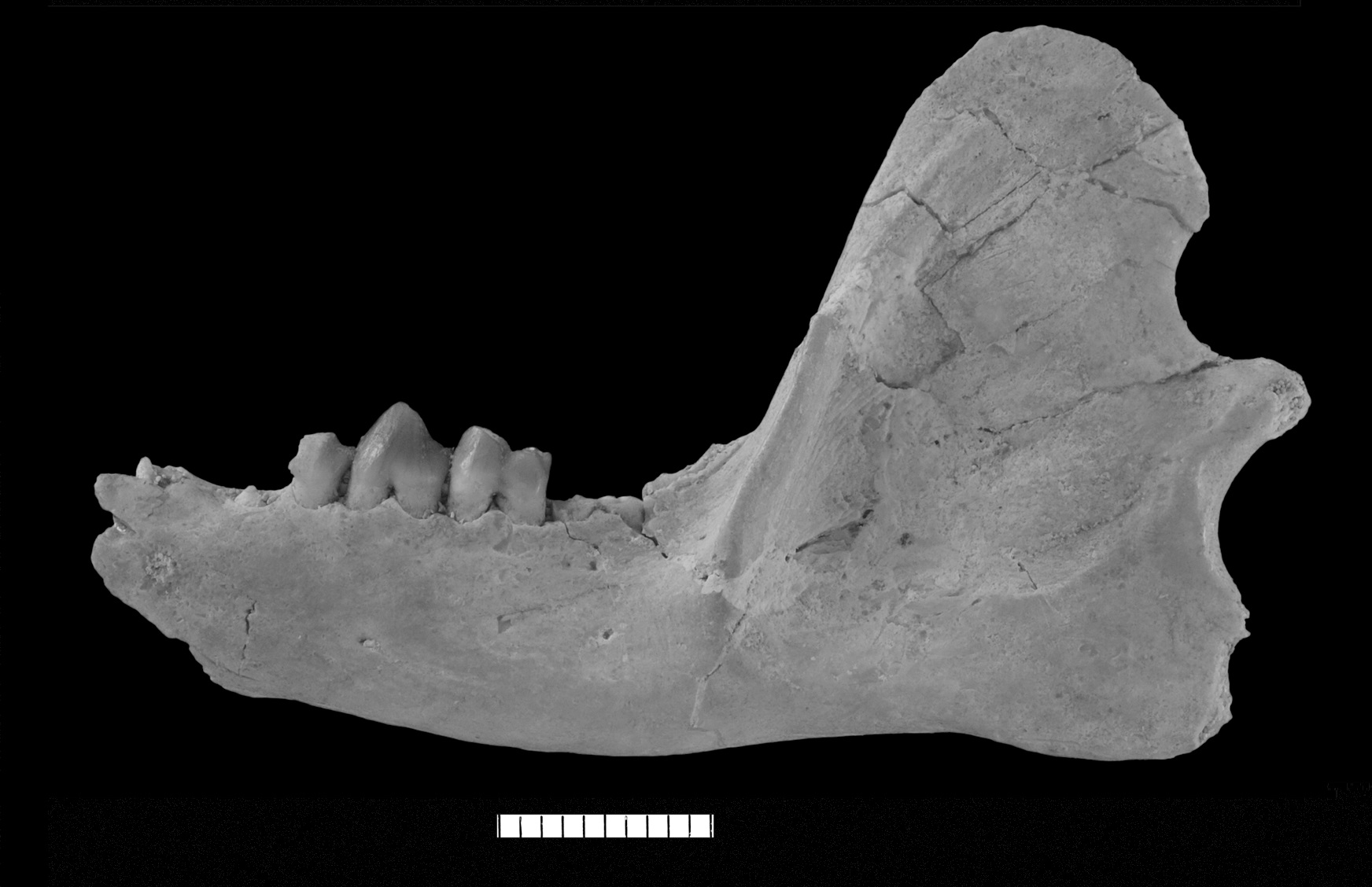
Unterkiefer von Abdounodus aus dem Ouled-Abdoun-Becken

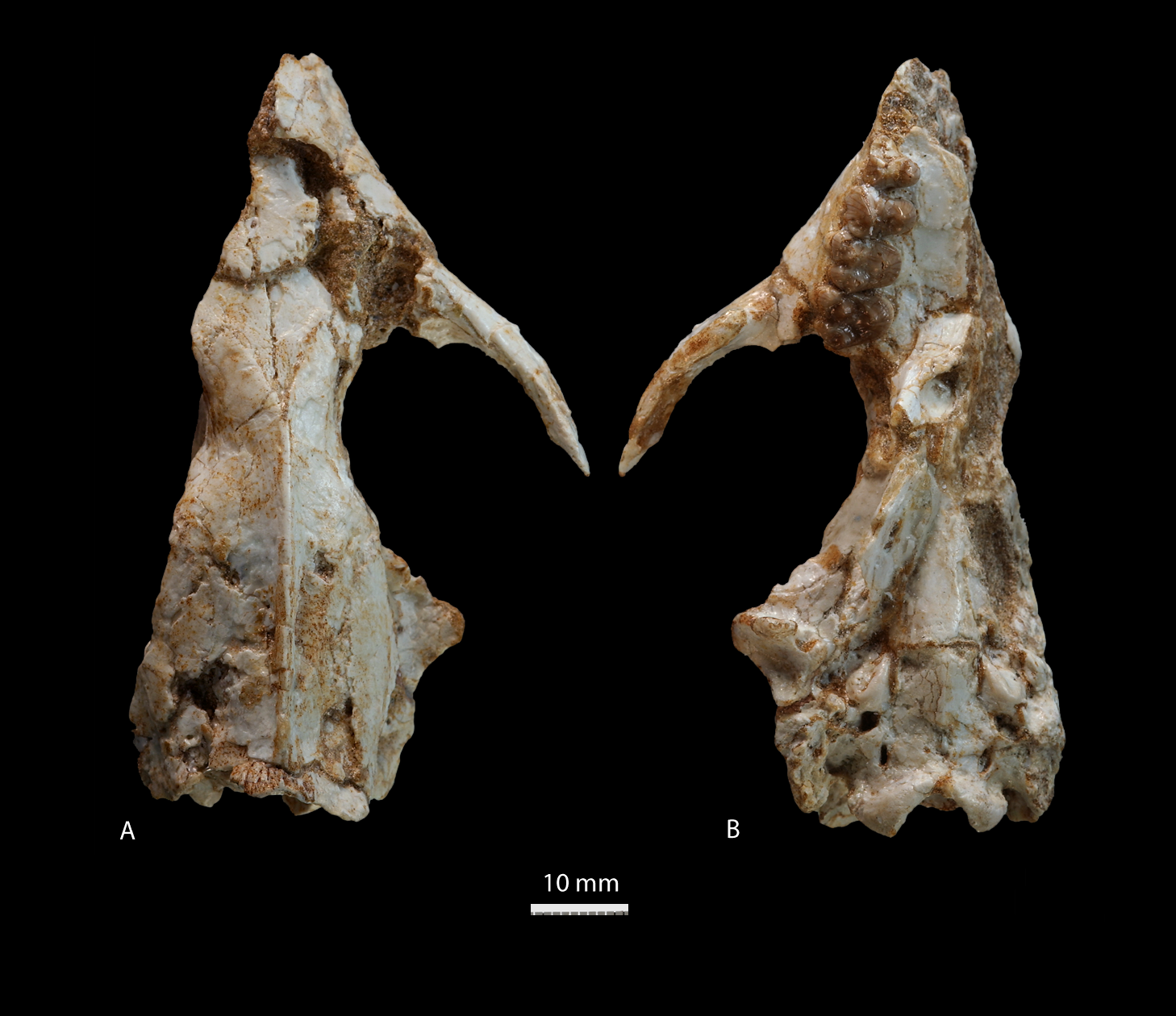
Schädel von Ocepeia aus dem Ouled-Abdoun-Becken

Die paläogenen Ablagerungen enthalten auch eine nennenswerte Anzahl an Resten von Säugetieren, bei denen es sich ausnahmslos um landlebende Formen handelt. Es kommen Vertreter von zwei der vier großen Linien der Höheren Säugetiere mit weniger als ein Dutzend Gattungen vor. Das varianten- und umfangreichste Material gehört zu den Afrotheria. Hier repräsentieren Hadrogeneios, Ocepeia und Abdounodus drei Vertreter aus dem älteren Paläogen, die in einem näheren Verwandtschaftsverhältnis zu den Paenungulata stehen ohne diesen direkt eingegliedert zu sein. Ersterer ist von einzelnen Gebissfragmenten bekannt. Den Unterkiefer charakterisiert eine deutliche Streckung mit mehreren Zahnlücken zwischen den vorderen Backenzähnen, zudem besaß er eine massive und hohe Symphysenregion, worauf auch der wissenschaftliche Name anspielt. Die Gattung stellt möglicherweise die ursprünglichste Form dar. Ocepeia kann umfangreiches Schädelmaterial vorweisen. Es zeigt ein kleines Tier mit 8 bis 20 kg Körpergewicht und kurzer Schnauze an, das sich von weicher Pflanzenkost ernährte. Letzterer ist von einigen Ober- und Unterkiefern belegt und kann gemäß den Zahnmerkmalen als etwas moderner eingestuft werden.

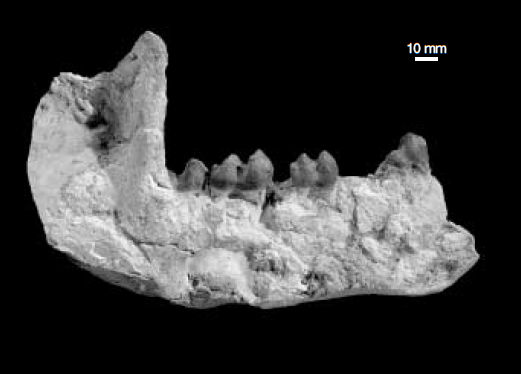
Unterkiefer von Daouitherium aus dem Ouled-Abdoun-Becken

Die Schliefer, eine in ihrer Vergangenheit extrem variable, heute aber auf einige wenige murmeltierartige Formen zusammengeschrumpfte Gruppe der Paenungulata, sind mit einem einzigen Mahlzahn dokumentiert, der eventuell der urtümlichen Gattung Seggeurius entspricht. Mit einer Altersdatierung in den Beginn des mittleren Abschnitts der Paläogens stellt er den Erstnachweis der Schliefer dar. Gleiches ist für die Rüsseltiere zutreffend. Sie kommen mit mehreren Formen vor. Als die ursprünglichste wird Eritherium aus dem älteren Paläogen angesehen, von dem ein Teilschädel und einzelne Unterkieferfragmente zu Tage kamen. Abweichend von allen späteren Rüsseltieren wies der Unterkiefer noch die vollständige Bezahnung der Höheren Säugetiere auf. Das etwas jüngere und durch die beginnende Reduktion der vorderen Zähne auch modernere Phosphatherium war die erste im Ouled-Abdoun-Becken nachgewiesene Säugetierform. Seit dem Erstfund eines Schädels sind mehrere weitere Exemplare hinzugekommen. Der jüngste Vertreter der Rüsseltiere im Ouled-Abdoun-Becken wird Daouitherium zugewiesen und lässt sich in das mittlere Paläogen einstufen. Es liegen verschiedene Unterkieferreste vor. Alle Rüsseltiere des Ouled-Abdoun-Beckens waren im Vergleich zu den heutigen Elefanten sehr klein. Für Eritherium ist ein Körpergewicht von 3 bis 8 kg rekonstruierbar, Phosphatherium war dem gegenüber schon fast doppelt so schwer. Die starke Körpergrößenzunahme der Rüsseltiere zeichnet sich schon bei Daouitherium ab, das 80 bis 170 kg auf die Waage brachte. Sie besitzen weitgehend Zähne mit niedrigen Zahnkronen und ernährten sich daher wohl von weicher Pflanzenkost. Bei keiner Form waren, soweit es das Fundmaterial aussagen lässt, Rüssel oder Stoßzähne ausgebildet. Mit den Rüsseltieren nahe verwandt sind die ausgestorbenen Embrithopoda, deren Charakterform Arsinoitherium aus dem Unteren Oligozän des Fayyum in Ägypten riesige Körpermaße ausbildete und durch knöcherne Hörner auf dem Schädel charakterisiert ist. Im Ouled-Abdoun-Becken kommt mit Stylolophus, belegt über mehrere zerquetschte Schädel, ein früher Vorfahre vor, der zwischen 30 und 80 kg wog und somit deutlich kleiner war. Auch bezüglich der Zähne zeigt er sich ursprünglicher, da diese noch nicht so extrem hochkronig sind.
Neben den Afrotherien sind die Laurasiatheria die zweite registrierte Säugetierlinie des Ouled-Abdoun-Beckens. Es wurden bisher ausschließlich Angehörige der Hyaenodonta gefunden, eine Gruppe ausgestorbener fleischfressender Formen, die den Raubtieren nahe stehen, sich von diesen aber durch eine im Gebiss weiter nach hinten verlagerte Brechschere unterscheiden. Aus dem älteren Paläogen stammt Lahimia, jünger ist dagegen Boualitomus, von beiden wurden mehrere Unterkiefer aufgedeckt. Im Gegensatz zu anderen sehr frühen Hyaenodonten ist das Gebiss bei Lahimia und Boualitomus schon deutlicher spezialisiert und zeigt neben der Reduktion der vorderen Backenzähne eine Tendenz zu einer überwiegend schneidenden Funktion. Wahrscheinlich gehören beide Gattungen einer ursprünglich afrikanischen Radiationsgruppe der Hyaenodonten an. Darüber hinaus kann hier noch ein Unterkieferfragment mit einem einzigen erhaltenen Zahn mit zwei quergestellten Leisten genannt werden. Seine genaue Zuweisung ist unklar, eventuell ist es der Überrest eines ursprünglichen Huftiers.

### Altersstellung

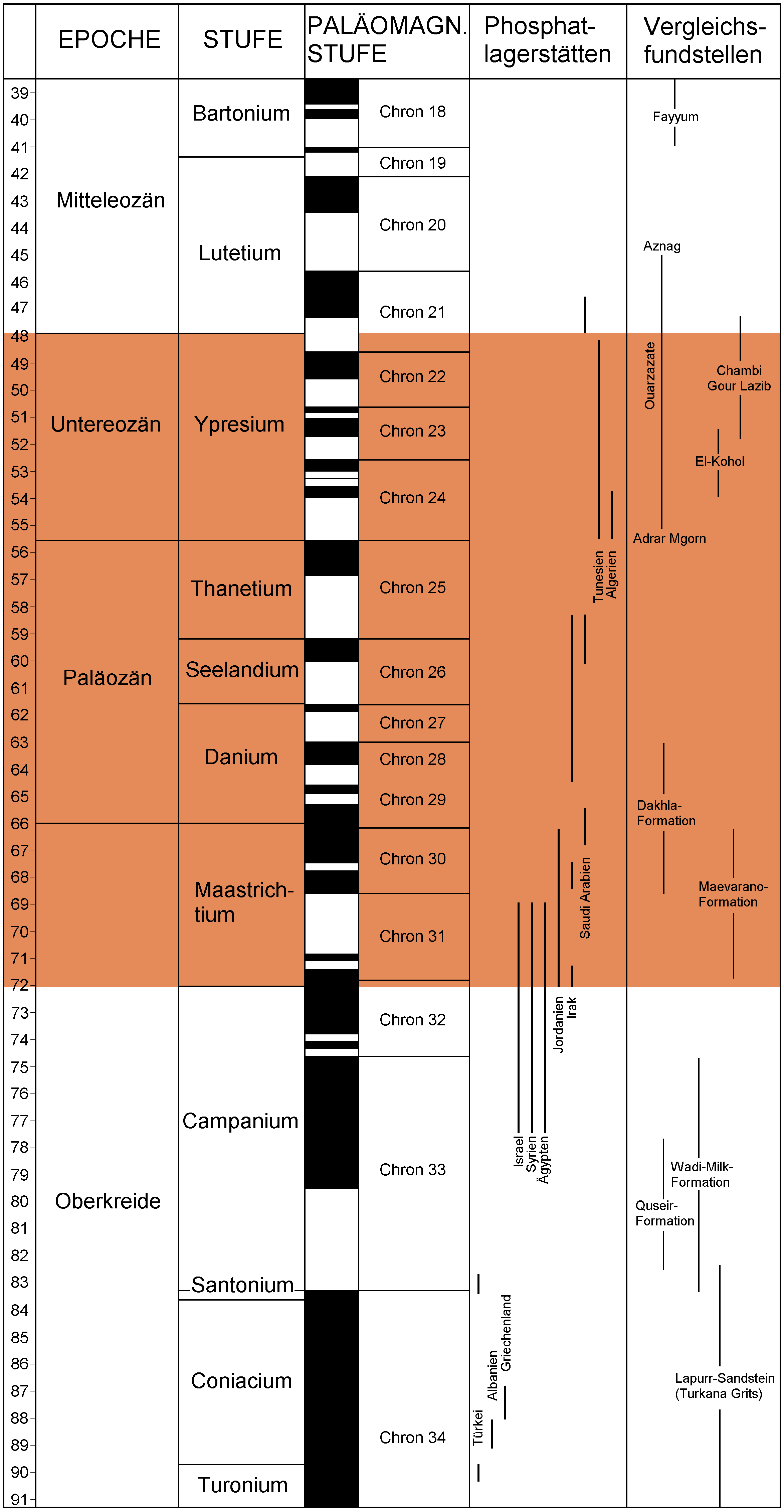
Stratigraphische Position des Ouled-Abdoun-Beckens innerhalb der Oberkreide und des Paläogen

Die Ablagerungen der Phosphatserie erlauben bisher keine absoluten Altersdatierungen. Die zeitliche Zuordnung der einzelnen Schichten und ihrer Funde basiert weitgehend auf der Biostratigraphie, wofür hauptsächlich die artenreiche Hai- und Rochenfauna herangezogen wird. Die Grundlagen hierfür wurden bereits in der ersten Hälfte des 20. Jahrhunderts herausgearbeitet und später verfeinert, etwa durch die Berücksichtigung der Microfauna. Allgemein datieren die Plattenkiemer die Phosphatserie in den Zeitraum von Maastrichtium als letzten Abschnitt der Oberkreide bis zum Ausgang des Ypresiums, also dem Übergang vom Unteren zum Mittleren Eozän innerhalb der Paläogens. Die absoluten Altersdaten liegen damit zwischen 72 und knapp 48 Millionen Jahren, was etwa 24 Millionen Jahre umspannt. Innerhalb dieses Zeitraums sind zwei bedeutende geologische Ereignisse eingebettet: einerseits die Kreide-Paläogen-Grenze vor rund 66 Millionen Jahren verbunden mit dem Verschwinden der Dinosaurier und zahlreicher verwandter Gruppen und dem Aufstieg der Säugetiere, andererseits das Paläozän/Eozän-Temperaturmaximum vor gut 56 Millionen Jahren, welches zu einem kurzfristigen starken globalen Temperaturanstieg führte. Einige Haiformen wie Squalicorax, Plicatoscyllium oder Serratolamna erreichen dabei eine sehr große stratigraphische Reichweite, andere wie Ginglymostoma, Anomotodon beziehungsweise Ganntouria treten nur kurzfristig in Erscheinung. Gleiches gilt für die Rochen wie Rhombodus oder Ganopristis im Vergleich zu Youssoubatis oder Duwibatis. Sie ermöglichen mit ihren sich teils abwechselnden einzelnen Artvertretern eine recht präzise relative Alterseinstufung der Schichten, die für nahezu alle Bereiche der Phosphatablagerungen gelten. Nachteilig für die Biostratigraphie wirkt sich die starke Komprimierung und Kondensierung der Schichtenfolge im Ouled-Abdoun-Becken aus. Dadurch lässt sich hier beispielsweise das Maastrichtium weniger gut auflösen und feiner untergliedern als es das Ganntour-Becken mit seiner deutlich mächtigeren und vollständigeren Ablagerungsserie bietet. Problematisch ist auch die Paläozän-Folge, da hier unter anderem das Seelandium als dessen mittlerer Abschnitt nicht vom Danium und Thanetium abtrennbar ist und innerhalb dieser beiden Stufen verborgen bleibt.
Neben dieser stratigraphischen Auflösung mittels der marinen Faunengemeinschaft werden seit den 2010er Jahren auch geochemische Analyseverfahren eingesetzt. Hervorzuheben sind hier Isotopenuntersuchungen basierend auf Sauerstoff und Kohlenstoff, mit denen vorerst aber nur die Abfolgen des Paläogens feiner differenziert werden konnten. Grundlage bildeten Fossilreste, vor allem aus den bone beds. Die Untersuchungen konnten die biostratigraphischen Ansätze weitgehend bestätigen und sind besonders in Bezug auf die Kohlenstoffanalysen aufschlussreich. Demnach umfasst das untere bone bed (F1) innerhalb des Couche IIa, von wo die Reste von Eritherium und Ocepeia stammen, aufgrund einiger positiver δ13C-Schwankungen das beginnende Thanetium und schließt das Seelandium in Teilen mit ein. Hier befindet sich demnach die Grenze zwischen Seelandium und Thanetium, die auf etwa 59 Millionen Jahre datiert ist. Das obere bone bed (F2) aus dem couche IIa gehört in den weiteren Verlauf des Thanetiums. Dagegen markiert das dritte bone bed (F3) an der Basis des intercalaire II/I mit den Fossilfunden von Phosphatherium den Beginn des Ypresiums vor rund 56 Millionen Jahren. Allerdings lässt sich das hier ebenfalls einsetzende Paläozän/Eozän-Temperaturmaximum, welches sich weltweit durch ein sehr niedriges δ13C-Verhältnis abzeichnet, nur schwer nachweisen. Die höheren Lagen gehören dann ebenfalls zum Ypresium. Hier zeigen sich im Abschnitt von couche 0 bis zum sillon A sehr niedrige Kohlenstoff-Isotopenwerte, was höchstwahrscheinlich mit zwei weiteren Wärmeschwankungen korreliert, die als ETM-2 und ETM-3 bezeichnet werden und den Zeitraum vor 54 und 53 Millionen Jahren abdecken. Aufgrund von Auflösungsschwierigkeiten bei den Isotopenanalysen ist unklar, ob die obersten Schichten der Phosphatserie auch das ausgehende Ypresium einschließen, jedoch können ein Teil der höheren sillon-Lagen mit dem Früheozänen Klimaoptimum vor rund 52 bis 50 Millionen Jahren gleichgesetzt werden, das sich wiederum durch positive δ13C-Werte absetzt. Das Lutetium scheint aber nicht mit eingeschlossen zu sein. Im Vergleich mit der Magnetostratigraphie, welche den Wechsel der Polarität des Erdmagnetfeldes dokumentiert, reicht die gesamte analysierte Sektion von Chron 26 bis höchstwahrscheinlich Chron 22, welche zwischen 61 und 49 Millionen Jahren datieren.

### Landschaftsrekonstruktion

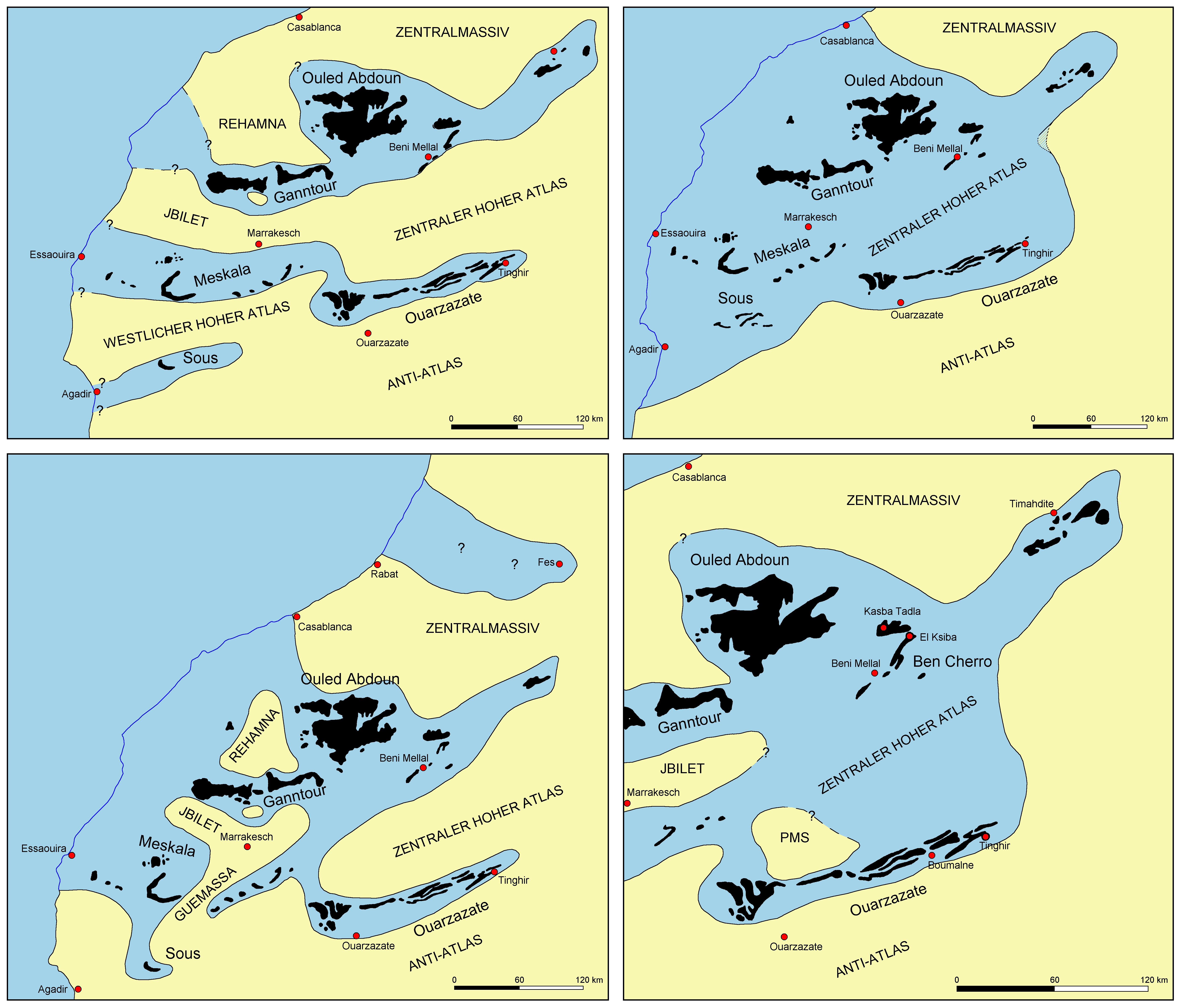
Vier verschiedene Rekonstruktionen der Paläolandschaft der heutigen Phosphatbecken während der Oberkreide und des Paläogens: Oben links: nach Boujo 1978, oben rechts: nach Trappe 1991, unten links: nach Salvan 1986, unten rechts: nach Herbig 1986

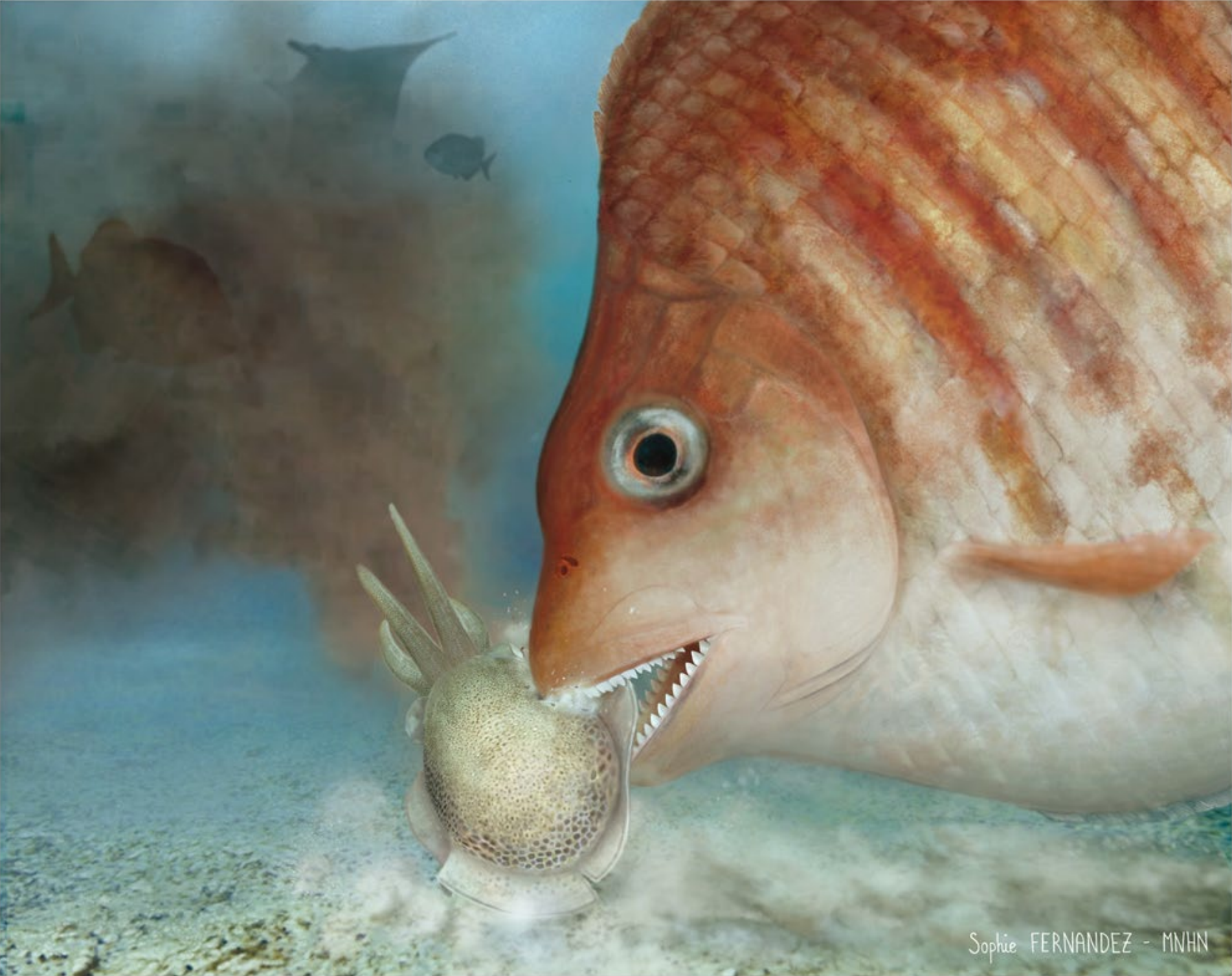
Der piranhaartige Fisch Serrasalmimus erbeutet im „Phosphatmeer“ einen Kopffüßer (Vordergrund) und parasitiert an einem Rochen (Hintergrund)

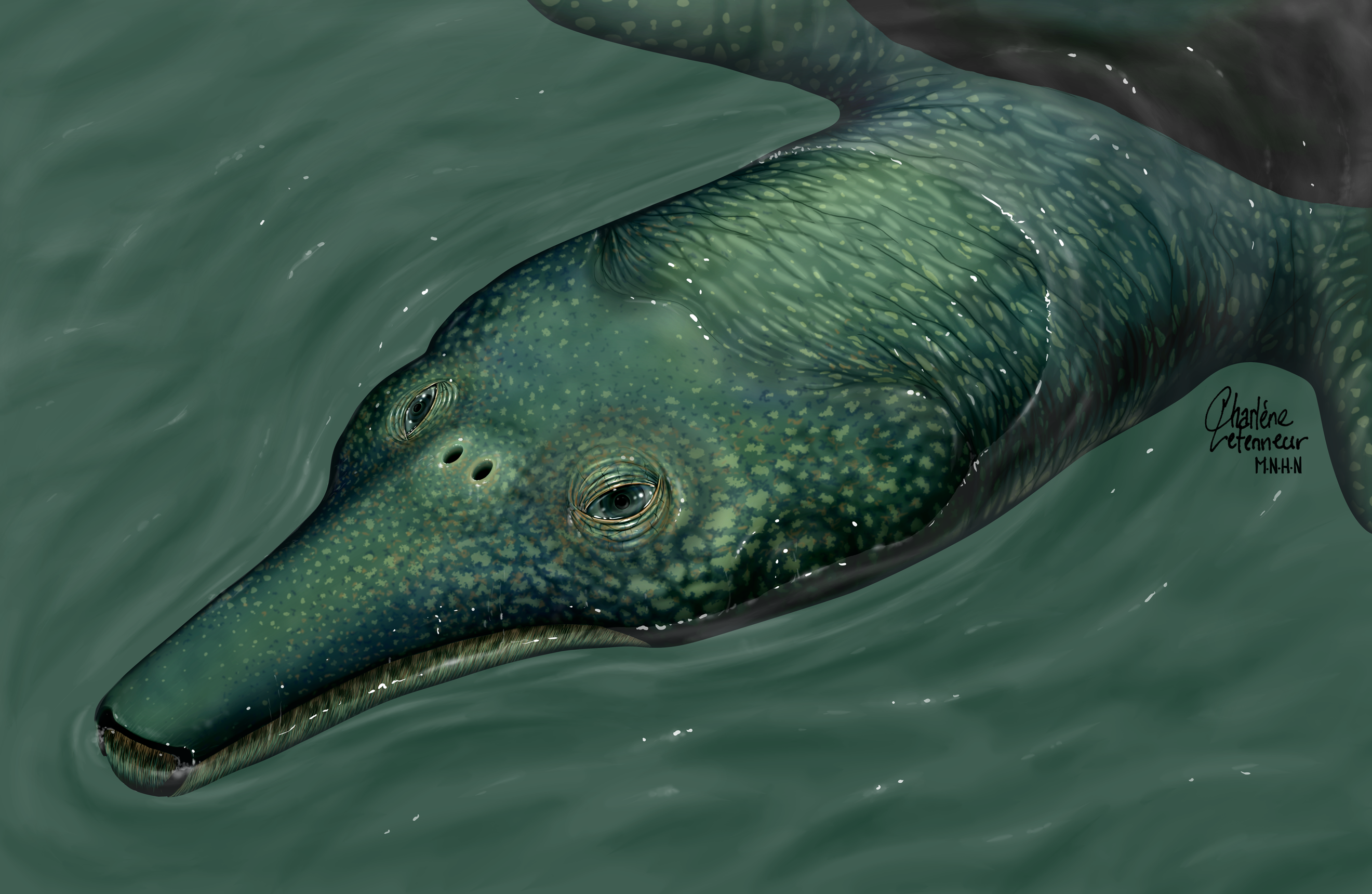
Kopf der Schildkröte Ocepechelon mit ihrer röhrenartigen Schnauze

Die Phosphatlager Marokkos sowie die allgemein marinen Ablagerungen zeugen von einem ehemaligen Meer, das von der Oberkreide bis zum Eozän bestand. Darauf deuten auch die zahlreichen Fossilreste wie die Foraminiferen und die Hai- und Rochenartigen. Letzterer verweisen zudem auf variierende Meerestiefen, teilweise von Schelfgebieten mit 100 bis 150 m Tiefe bis hin zu Tiefseeregionen. Es existieren verschiedene Rekonstruktionen über die damalige Landschaft der heutigen Phosphatlager. In einer klassischen Ansicht, maßgeblich entwickelt von Georges Choubert und Henri Gauthier in den 1950er Jahren, erstreckten sich von der westlichen Atlantikküste drei enge Golfe landeinwärts. Der „nördliche Golf“ begann mit einer breiten Mündung zwischen Safi sowie El Jadida und verlief zwischen den Festlandsblöcken des Jbilets im Norden und der Meseta im Süden ostwärts über das Ganntour-Becken bis zum Ouled-Abdoun-Becken und umgab das Rhamna-Massiv, das dadurch als Insel hervortrat. Nach Süden schloss sich der „Golf von Essaouira“ an, der bei der gleichnamigen Stadt mündete und das Meskala-Becken und das Ouarzazate-Becken einnahm. Eingerahmt wurde er durch den Jbilet im Norden und den westlichen Hohen Atlas im Süden. Den südlichen Abschluss bildete der „Golf von Sous“ bei Agadir mit dem Sous-Becken als Zentrum. Bei diesem Modell blieben vor allem die Mündungsbereiche unklar, da spätere Hebungen im Küstengebiet die dortigen Ablagerungen überprägten. Es wurde aber mehrfach abgewandelt, so unter anderem von Armand Boujo in den 1970er Jahren. Er betrachtete unter anderem das Rhamna-Massiv als halbinselartig, wodurch der „nördliche Golf“ bei Youssoufia sehr schmal auf den Atlantik traf. Alternativ dazu sahen einzelne Autoren eine zweite Atlantikverbindung des „nördlichen Golfes“ über Settat.
Ein weiteres Modell wurde in den 1980er Jahren von H. Salvan erarbeitet. In seiner Rekonstruktion vereinigten sich die beiden nördlichen engen Golfe zu einem breiten Epikontinentalmeer, das „Phosphatmeer“, dessen Atlantikzugang sich zwischen Casablanca und Essaouira erstreckte. Das Rhemna-Massiv bestand als Insel analog zur Ansicht von Boujo, während vom Jbilet aus eine Landverbindung nach Süden ausgebildet war. Die Existenz eines südlichen Ǵolfes bei Sous lehnte Salvan weitgehend ab, vielmehr verband sich das Sous-Becken nach Norden mit dem Meskala-Becken. Etwa im gleichen Zeitraum entwarf Hans-Georg Herbig ein ähnliches Bild, allerdings nahm er eine weitflächige Überflutung des gesamten Bereiches an. Nach Osten hin überdeckte das Meer zusätzlich das Ouarzazate-Becken und hatte damit auch das Gebiet des heutigen Hohen Atlas eingenommen. Die Existenz einzelner Inseln schloss Herbig nicht aus. Als Variation davon kann die Rekonstruktion von Jörg Trappe aus dem Beginn der 1990er Jahre angesehen werden. Hier dehnte sich die Meeresverbindung des Epikontinentalmeeres von Casablanca bis weit nach Süden nach Agadir aus.
Die Gestaltung des damaligen Meeres ist noch nicht eindeutig geklärt. So sehen einzelne Wissenschaftler aufgrund der Zusammensetzung der Fischfauna eine vollständige Meeresbedeckung eher kritisch, andere befürworten wiederum ein einheitliches Meer und beziehen sich dabei auf die Charophyten und Einsiedlerkrebse. Lediglich lokal wird dann der einstige Küstenverlauf modifiziert, etwa am Rand des Hohen Atlas. Auch besteht mitunter aus sedimentologischer Sicht die Annahme eines sich teilweise verengenden Meereszuganges von der Oberkreide hin zum Lutetium. Dem widersprechen aber Analysen an den Metallen der Seltenen Erden aus den Fossilien quer durch alle Schichten. Hierbei ließ sich keine Verknappung dieser Elemente ermitteln, so dass von einer kontinuierlichen und gleichbleibenden Zufuhr von frischem Meereswasser auszugehen ist. Außerdem scheint das damalige „Phosphatmeer“ von dem zunehmenden Wasseraustausch zwischen dem nördlichen und südlichen Atlantik der damaligen Zeit im Zuge der weiteren Ozeanöffnung profitiert zu haben. Generell werden sowohl das „Phosphatmeer“ als auch die engen Golfgebiete als relativ warm angesehen, deren Temperaturen in der Oberkreide bei rund 27 °C gelegen haben dürften, was Analysen an Sauerstoffisotopen aus Fischfossilien ergaben. Im Paläozän kam es zu einer rapiden Abkühlung des „Phosphatmeeres“ auf rund 19 °C, dem sich dann wieder eine Erwärmung im Eozän anschloss. Die Ursachen sind nicht eindeutig und können sowohl mit einer zunehmenden Meerestiefe als auch mit Änderungen in der Erdatmosphäre zusammenhängen, wobei der auffällige Abfall der Temperatur an der Kreide-Paläogen-Grenze letzteres befürwortet.
Die reichhaltige marine Fauna der Oberkreide ist geprägt durch eine Dominanz an Spitzenprädatoren, die große Haie, Mosasaurier und Plesiosaurier einschlossen. Allein die Mosasaurier umfassen mit Prognathodon, Mosasaurus, Thalassotitan, Hainosaurus und Khinjaria mehrere Großformen, die jeweils über 8 m lang wurden. In der Regel nutzen solche einflussreichen Räuber in modernen Ökosystemen unterschiedliche Nahrungsquellen. Dies wird auch für die diversen Mosasaurier angenommen und mit der variierenden Zahngestaltung erklärt, die für eine vielfältige Nischennutzung spricht. Demnach kamen sowohl fischfressende Tiere mit scharfen und spitzen Zähnen als auch auf hartschalige Muscheln spezialisierte Formen mit rundlich-stumpfen Zähnen vor. Untersuchungen an Kalziumisotopen erbrachten, dass sich der größte Teil der Räuber des „Phosphatmeeres“ allerdings von Fischen ernährte, wodurch sich das Beutespektrum stark einengte und ein „Wespentaillen“-Ökosystem bestand, in dem die Existenz der Beutegreifer von wenigen Beutetieren abhängt. Unter heutigen Bedingungen sind derartige Gemeinschaften sehr instabil, da ein Verschwinden der Beute auch eine Dezimierung der Räuber nach sich zieht, wofür nur einzelne Änderungen im ökologischen Umfeld ausschlaggebend sein können. Möglicherweise führten die drastischen Umwälzungen während des Kreide-Paläogen-Übergangs damit auch zum lokalen Verschwinden der großen räuberischen Reptilien, aber auch der Fische. Im frühen Paläogen übernahmen teilweise die dyrosauriden Krokodilsverwandten und weiterhin Haie die Rolle der großen marinen Räuber. Sie verschwanden dann aber auch weitgehend im weiteren Verlauf. Hier zeigt der Beginn des Ypresiums ein stärkeres Verschwinden der Haie an.
Das Vorkommen von landbewohnenden Dinosauriern und Säugetieren im Ouled-Abdoun-Becken spricht für ein nur wenig entferntes Küstengebiet. Ihre häufig stärkere Zersetzung verweist auf länger zurückgelegte Transportwege in die Meeresumgebung. Dieses Hinterland war vermutlich mit einem tropischen Regenwald oder einem Mangrovenwald bewachsen, der von langsam fließenden Gewässern gequert wurde. Als Anzeiger dafür können neben den Pterocarpus-Funden aus dem Ouled-Abdoun-Becken direkt unter anderem auch Früchte und Stammreste der Nipapalme herangezogen werden, die vom Südrand des Hohen Atlas im Ouarzazate-Becken stammen und in den Zeitraum des Übergangs vom Paläozän zum Eozän datieren. Mit einer Stellung im ausgehenden Unteren Eozän etwas jünger sind Pollenansammlungen aus der gleichen Region, die auf Pflanzen mit Anpassungen an Brackwasser zurückgehen. Auch vereinzelte Makroreste von Blättern deuten darauf hin, so beispielsweise von Wassersalat. Allgemein ähnelt die Pollenflora aus dem südlichen Atlasgebiet jener aus dem Ganntour-Becken der gleichen Zeit, doch fehlen hier eindeutige Mangroven- und Salzmarschanzeiger. Auf ein tropisches bis subtropisches Klima verweisen des Weiteren verschiedene Wirbeltierreste wie Krokodile und Schildkröten. Mitunter ausgebildete Lagen aus Smektiten und Gips im Ouarzazate-Becken legen dabei ein möglicherweise stärker saisonalisiertes Klima mit sich abwechselnden Trocken- und Regenzeiten nahe. Isotopenmessungen an einzelnen Knochen von Säugetieren bestätigten diese Annahme und geben jährliche Temperaturwerte von über 20 °C für den Zeitraum des Paläogens an. Der ermittelte Jahresniederschlag von unter 500 mm verweist auf eher trockene Bedingungen. Geographisch befand sich die Landschaft damals im Bereich des 20. bis 23. nördlichen Breitengrades.

### Vergleich mit regional und überregional bedeutenden Fundstellen
Die formal nächsten Vergleiche bilden ähnliche phosphathaltige Beckenstrukturen in Nordafrika wie das benachbarte Ganntour-Becken oder aber auch das Meskala- und das Sous-Becken. Alle diese Becken weisen eine sehr umfassende sedimentäre Abfolge des Maastrichtiums auf, die sich teils höher auflösend gliedern lässt als im Vergleich zum Ouled-Abdoun-Becken. Dagegen sind die Ablagerungen des Paläogens bis auf das Ganntour-Becken eher spärlich ausgebildet. Übereinstimmend mit dem Ouled-Abdoun-Becken kommt eine reichhaltige Knorpel- und Knochenfischfauna vor, die als Grundlage der biostratigraphischen Gliederung dient. Aus dem Meskala- und Sous-Becken sind Funde von Reptilien bisher nur selten berichtet worden und beschränken sich weitgehend auf Krokodile und Schildkröten. Bedeutende Vorkommen liegen hingegen aus dem Ganntour-Becken mit rund 60 Arten an Hai- und Rochenartigen, über einem halben Dutzend Arten an Knochenfischen und mehr als ein Dutzend Arten an Reptilien. Die Fauna spiegelt jene des Ouled-Abdoun-Beckens wider, gelegentlich treten aber lokale Eigenheiten auf. Unter den Reptilien dominieren vor allem die Mosasaurier gegenüber den Plesiosauriern. Des Weiteren sind neben Krokodilen, hier hauptsächlich die Dyrosauridae auch Schildkröten und Warane belegt. Mit Ausnahme des Ouled-Abdoun-Beckens brachte keines der anderen Phosphatbeckens Marokkos bisher Reste von Vögeln und Säugetieren hervor.
Einen teils deutlich älteren Ursprung als die marokkanischen Phosphatablagerungen haben jene Ägyptens, die sich in der Oase von Dachla im westlichen Landesteil befinden. Hier sind vor allem die Sedimentfolgen der Quseir-, Duwi- und der Dakhla-Formation aufgeschlossen. Ihr Entstehungszeitraum reicht vom Cenomanium über das Maastrichtium bis zum Paläozän. Die phosphathaltigen Bildungen beschränken sich auf die Duwi-Formation und sind hier in einer Sequenz aus Ton-, Sand- und Schluffsteinen sowie Konglomeraten eingeschlossen. Die liegende Quseir-Formation ist weitgehend aus geschichteten Schiefern aufgebaut, die hangende Dakhla-Formation wiederum charakterisiert sich durch Schiefer, Sand- und Schluffsteine sowie Mergel. Fossilfunde fanden sich in allen drei Gesteinseinheiten, wobei einschränkend gesagt werden muss, dass paläontologische Arbeiten hier bisher nur sporadisch stattfanden. Aus der Quseir-Formation wurden verschiedene Haie und Lungenfische, dyrosauride und eventuell gavialoide Krokodile, Schildkröten und Dinosaurier, möglicherweise Spinosaurus, berichtet, ohne dass für den Großteil der Formen bisher eine genauere Beschreibung vorliegt. Für die Duwi-Formation sind Fische sowie Plesiosaurier und Mosasaurier, hier Globidens, dokumentiert. Die Dakhla-Formation lieferte Wirbeltierreste und Pflanzenmaterial zuzüglich eines bisher nicht genauer bestimmten Gliedmaßenknochens eines mittelgroßen Sauropoden. Das Phosphatbecken von Gafsa in Tunesien umfasst ebenfalls einen langen Bildungszeitraum, die hauptsächlichen Ablagerungen datieren jedoch in das Untere und Mittlere Eozän und beinhalten neben zahlreichen Hai- und Rochenzähnen gelegentlich Reste von Schildkröten und Krokodilen. Unter anderem wurde von hier im Jahr 1893 der erste bekannte Schädel eines Dyrosauriden vorgestellt.
Außerhalb dieses speziellen Bildungsmilieus sind Fundstellen der Oberkreide in Nordafrika recht gut belegt, genannt seien hier nur die Bahariya-Formation in Ägypten oder die Kem Kem Beds in Marokko, die aber beide mit einer Datierung in das Cenomanium in einen deutlich früheren Abschnitt der geologischen Serie gehören. Zeitlich näher stehende Lokalitäten sind dagegen weitaus seltener. Bedeutend ist die Wadi-Milk-Formation im Sudan, die ursprünglich als ähnlich alt wie die Bahariya-Formation angesehen wurde, neueren absoluten Datierungen zufolge aber mit etwa 79,2 Millionen Jahren im Campanium entstand. Ein großer Unterschied zu den Phosphatbecken ist das Überwiegen terrestrischer Faunenelemente, auch wenn die Bildung der Gesteinseinheit in relativer Küstennähe erfolgte. Angezeigt wird dies durch verschiedene Schleichenlurche, Schildkröten und den Dinosauriern, die sowohl große Sauropoden wie die Titanosauridae oder die Carcharodontosauridae als auch Theropoden wie die Dromaeosauridae oder Ornithopoden wie die Iguanodontidae oder die Hypsilophodontidae einschließen.
Als zeitliches Äquivalent zu den paläogenen Ablagerungen des Ouled-Abdoun-Beckens ist das Ouarzazate-Becken am Südrand des Hohen Atlas in Marokko aufzufassen. Die Ablagerungen hier enthalten teilweise auch Phosphate und sind mit einer sehr reichhaltigen Fossilfauna ausgestattet, die sich über mehrere Fundstellen verteilt. Diese decken mit Adrar Mgorn, Ilimzi oder Talazit aus dem ausgehenden Paläozän, N’Tagourt aus dem Unteren und Aznag aus dem Mittleren Eozän einen Zeitraum von mehr als 10 Millionen Jahren ab. Die Datierung der einzelnen Fundstellen erfolgt dabei sowohl magneto- als auch biostratigraphisch, letzteres wie in den Phosphatbecken nördlich des Hohen Atlas über die umfassende Hai- und Rochengemeinschaft. Auffallend am Fundmaterial des Ouarzazate-Beckens ist der hohe Fragmentierungsgrad der Funde sowie der große Anteil an landbewohnenden Formen, was nicht nur die Säugetier-, sondern auch die Herpetofauna einschließt, letztere beispielsweise vertreten mit Fröschen, Geckos, Skinkartigen und Doppelschleichen. Unter den Säugetieren sind zahlreiche Kleinsäuger präsent, gezeigt unter anderem an insektenfresserartigen Formen wie Afrodon, Todralestes oder Garatherium. Hierbei handelt es sich wohl um eine endemische Faunengemeinschaft, die mit zeitgleich im nördlichen Tethys-Randgebiet, dem heutigen Eurasien, auftretenden Gattungen weniger verwandt sein dürfte als zu den späteren Afroinsectiphilia. Daneben kommen bereits in den ältesten Fundschichten frühe Primaten vor, so Altiatlasius, anfänglich als ein den Koboldmakis nahestehendes Tier interpretiert, das aber nach heutiger Auffassung eventuell als Basalform die Entwicklung der Affen einläutet. Analog zum Ouled-Abdoun-Becken repräsentiert hier Tinerhodon die fleischfressenden Hyaenodonta. In den jüngeren Fundschichten lassen sich dann auch erstmals Funde von Fledertieren und Soricomorpha, der Verwandtschaftsgruppe der Spitzmäuse, Maulwürfe und ähnlicher Formen, sowie möglicherweise auch der Rüsselspringer belegen.
In das Untere und Mittlere Eozän fallen dann Fundstellen wie El-Kohol und Gour Lazib im nördlichen beziehungsweise im westlichen Algerien und Chambi in Tunesien. Bezüglich der Entwicklung der Säugetierfauna können noch einzelne Gemeinsamkeiten mit dem Ouled-Abdoun-Becken und Ouarzazate festgestellt werden, etwa in El-Kohol im Auftreten früher insektenfresserartiger Formen wie Garatherium oder dem ursprünglichen Schliefer Seggeurius. Allerdings sind hier auch schon teils stammesgeschichtlich deutlich entwickeltere Formen belegt. Erkenntlich wird dies unter anderem am Rüsseltier Numidotherium, das nicht nur gegenüber den Frühformen des Ouled-Abdoun-Beckens eine markante Größenzunahme durchlief, sondern zusätzlich ein weitaus stärker reduziertes Gebiss besitzt und schon Anzeichen einer Rüsselbildung aufweist. Die zunehmende Herausbildung stammesgeschichtlich entwickelterer Formen wird in Gour Lazib ersichtlich, wo wiederum Reste von Titanohyrax, Megalohyrax und Microhyrax vorliegen und damit Schliefer, die nicht mehr der alten Seggeurius-Gruppe angehören, sondern modernere und ökologisch deutlich diverse Formen repräsentieren. Zudem sind hier mit Azibius und Algeripithecus frühe Primaten nachgewiesen, ebenso wie auch Nagetiere dokumentiert wurden. Chambi wartet mit frühen Rüsselspringern wie Chambius sowie ebenfalls Schliefern und Primaten auf. Die Fundstellen leiten zur überaus fossilreichen Lagerstätte des Fayyum im nördlichen Ägypten über. Das Fayyum zählt zu den bedeutendsten Fossilregionen des Paläogens Afrikas und datiert in das Obere Eozän und Untere Oligozän. Die extrem reichhaltige Fauna wird geprägt durch Fische, Reptilien, Vögel und Säugetiere. Unter letzteren befinden sich Rüsseltiere, die an der Basis der Entwicklung elefantenartiger Formen stehen, verschiedenste Affen in der Vorfahrenlinie zu den Altweltaffen und Angehörige einer frühen Aufsplitterung der Wale sowie der Seekühe. Des Weiteren kommen Tenrekartige, Schliefer, Paarhufer, Fledertiere und Nagetiere wie auch einige heute erloschene Linien vor. Ähnlich zum Fayyum erbrachte der obereozäne Abschnitt der Samlat-Formation bei Ad-Dakhla in der Westsahara neben Fischen, Schildkröten, Krokodilen und einzelnen Vögeln auch Meeres- und Landsäugetiere.

## Forschungsgeschichte

### Anfänge
Die Entdeckung phosphathaltiger Ablagerungen im nördlichen Afrika reicht bis in das ausgehende 19. Jahrhundert zurück. Im Jahr 1885 berichtete Philippe Thomas über eozäne Vorkommen bei Gafsa in Tunesien. Nur wenige Zeit später wurden die ersten Fossilien beschrieben, während der kommerzielle Abbau um 1899 einsetzte. Im Vergleich dazu erreichten Hinweise über die marokkanischen Phosphatlager deutlich später die Öffentlichkeit. Die erste Erwähnung von Sedimentgesteinen des Eozäns in Marokko zwischen Essaouira und Marrakesch wurde von Abel Brives im Jahr 1905 formuliert. Entdeckt hatte er sie im Jahr zuvor auf seiner Reise durch Nordafrika. Nur drei Jahre später verkündete er nach einer erneuten Reise in das Gebiet das Vorkommen von Phosphaten in diesen Schichten, die auch Reste von Muschelschalen enthielten. Die Aufschlüsse stießen anfangs auf nur wenig Interesse, was sich erst 1917 änderte, als Brives über bedeutende Phosphatvorkommen zwischen den Ortschaften Oued Zem und El Borouj berichtete. In einer zwei Jahre später erschienenen Veröffentlichung beschrieb Brives erstmals die geologische Situation genauer und unterteilte die Abfolge in drei Abschnitte. Die unterste aus Tonen und Gipsen war von dunkler Farbgebung, gefolgt von einer Wechsellage aus Mergel und Kalksteinen mit eingebetteten Silexlagen sowie einer nicht-silikatischen, phosphathaltigen Sandsteinbank, abgeschlossen durch eine feste Kalksteinlage. Hierbei legte er auch eine erste Fossilliste vor, die vor allem verschiedene Haie berücksichtigte. Seinen Beobachtungen zufolge barg die untere Lage nur schlecht erhaltene Fossilien, während sich die mittlere als sehr reich an Funden kennzeichnete und die obere durch zahlreiche Weichtierreste charakterisiert war. Nach Brives gehörten alle drei Abschnitte dem Eozän an. Die durch die Phosphatlagen sprunghaft angestiegene strategische und wirtschaftliche Bedeutung des Ouled-Abdoun-Beckens führte im Jahr 1920 zur Gründung des Office Chérifien des Phosphates (OCP), ein großes Unternehmen, das bereits im Jahr darauf die Förderung der Phosphate in Marokko, zuerst im Ouled-Abdoun-Becken, später auch in den benachbarten Gebieten wie dem Ganntour-Becken koordinierte.
Im Jahr 1922 stellte Léonce Joleaud eine Reihe von Wirbeltierfossilien vor, darunter unter anderem auch das Krokodil Dyrosaurus und verschiedene fossile Haiformen. Seiner Einschätzung nach gehörten die Ablagerungen des Ouled-Abdoun-Beckens einem zeitlich weiter umfassenden geologischen Rahmen an, der von der ausgehenden Kreide bis zum Eozän reichte. Damit stand er im Widerspruch zu Brives, schloss sich aber der Meinung von Louis Gentil an. Dieser hatte im gleichen Jahr eine vergleichbare Alterseinschätzung abgegeben und sich dabei auf biostratigraphisch aussagekräftige Fossilien und deren Verbreitung in den Ablagerungen berufen. Weitere frühe Funde gehen auf Charles Depéret und P. Russo aus der Mitte der 1920er Jahre zurück. Sie vermeldeten Reste von Haien, Krokodilen und Mosasauriern aus der Region um Melgou im nordöstlichen Teil des Ouled-Abdoun-Beckens.

### Die Zeit Arambourgs

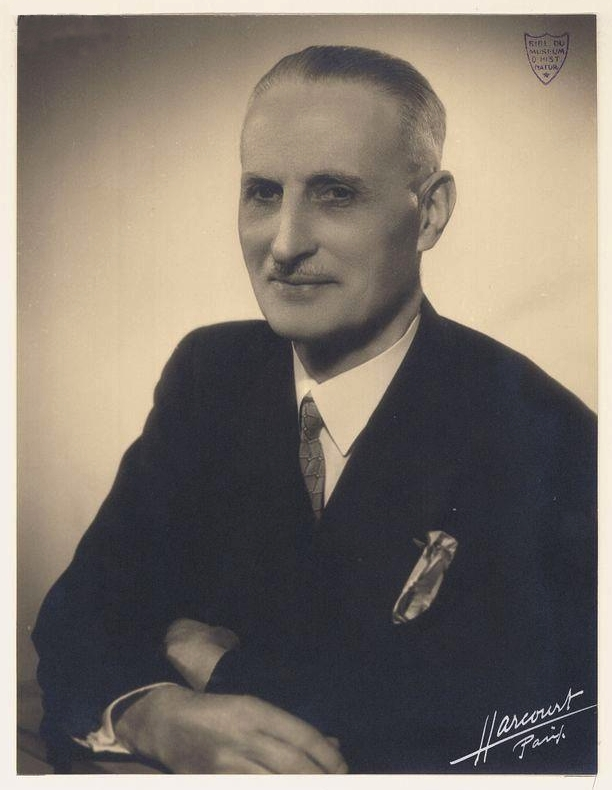
Camille Arambourg

Auf Anfrage des damaligen Generaldirektors des OCP zur Klärung der bestehenden stratigraphischen Probleme im Ouled-Abdoun-Becken begann 1934 Camille Arambourg mit seinen Forschungsarbeiten. Sie sollten für die nächsten zwei Dekaden bestimmend sein. Arambourg, Mitarbeiter des Muséum national d’histoire naturelle in Paris, wählte dafür die am häufigsten in den Phosphatlagen auftretenden Wirbeltiere, namentlich die Haie, Rochen und Reptilien. Er führte eine Untersuchung der einzelnen geologischen Schichten durch und sortierte beziehungsweise siebte das entsprechende Fundmaterial. Nach einer Untersuchungsperiode von knapp zehn Jahren hatte Arambourg rund 100.000 Zahn- und Knochenreste gesichtet. Eine erste grobe Schichtgliederung stellte er bereits 1935 vor. Seine Hauptpublikation erschien im Jahr 1952 unter dem Titel Les Vertébrés fossiles des gisements de phosphates (Maroc-Algérie-Tunisie). In dieser unterteilte Arambourg die Schichtenfolge des Ouled-Abdoun-Beckens in drei hauptsächliche phosphathaltige Glieder, von ihm couches (französisch für „Schicht“ oder „Bett“) genannt, mit dem jüngsten (Couche I) aus dem Eozän und dem ältesten (Couche III) aus dem Maastrichtium. Zudem erkannte er eine zunehmende Schichtmächtigkeit von Nordost nach Südwest, was sich weiter in das südwestlich anschließende Ganntour-Becken fortsetzt. Ihm gelang dabei auch eine Korrelierung der Schichten des Ouled-Abdoun-Beckens mit der des Ganntour-Beckens. Die von Arambourg festgelegte Schichtenabfolge für das Ouled-Abdoun-Becken hat weitgehend bis heute Bestand. Lediglich in der Feinstratigraphie erfolgten Korrekturen, da unter anderem das älteste Paläozän von Arambourg nicht abgetrennt werden konnte. Die Beschäftigung mit dem Fossilmaterial führte des Weiteren zur Einführung zahlreicher neuer Taxa. Auffallend hierbei ist jedoch, dass Arambourg trotz der Reichhaltigkeit im Fossilbericht so gut wie keine Vogel- oder Schildkrötenreste berücksichtigte. Seine Ersterwähnung von Schildkröten fällt in das Jahr 1951, die Funde gehören aber nicht dem Ouled-Abdoun-Becken, sondern dem weit südlich gelegenen Sous-Becken an und datieren in die Oberkreide. Gemeinsam mit Arambourg war Henri Salvan in den Phosphatbecken tätig. Er stellt 1955 in einer umfangreichen Monographie betitelt mit Les invertébrés fossiles des phosphates marocains ausführlich die Weichtiere der Region vor.

### Moderne Forschungen
Nach Arambourgs Pionierarbeit kam die Erforschung des Ouled-Abdoun-Beckens in den nächsten Jahrzehnten weitgehend zum Stillstand. Lediglich die verschiedensten Hai- und Rochenreste fanden Beachtung, denen sich unter anderem Henri Cappetta und Abdelmajid Noubhani in den 1980er und 1990er Jahren widmeten. Punktuell wurden darüber hinaus einzelne Reptilien berücksichtigt, etwa durch Éric Buffetaut. Der Zustand änderte sich erst Mitte der 1990er Jahre wieder. Zu diesem Zeitpunkt erlangte das Ouled-Abdoun-Becken durch die relativ unerwartete Entdeckung von Phosphatherium, dem bis dato ältesten Vertreter der Rüsseltiere, neue Aufmerksamkeit. Dies führte dazu, dass im Jahr 1997 ein offizieller Vertrag zwischen dem OCP, dem Pariser Muséum national d’histoire naturelle und dem marokkanischen Ministerium für Energie, Bergbau, Wasser und Umwelt unterzeichnet wurde, der die Untersuchung der Fossilfunde aus den Phosphatablagerungen befördern sollte. Involviert waren darin auch verschiedenste Universitäten wie jener von Marrakesch, El Jadida, Montpellier und Bilbao. Im Ergebnis dieser Zusammenarbeit konnte in der Folgezeit eine Vielzahl neuer Fossilien geborgen und untersucht werden. Diese schlossen neben den bekannten Formen auch Tiergruppen ein, die zur Zeit Arambourgs noch völlig unbekannt im Ouled-Abdoun-Becken waren, etwa Pterosaurier und landbewohnende Säugetiere. Bedeutende, an den Untersuchungen beteiligte Wissenschaftler sind unter anderem Nathalie Bardet (Schildkröten und Mosasaurier), Haiyan Tong (Schildkröten), Stéphane Jouve (Krokodile), Nicholas R. Longrich (Dinosaurier und Pterosaurier), Xabier Pereda Suberbiola (Dinosaurier und Pterosaurier), Peggy Vincent (Plesiosaurier), Alexandra Houssaye (Schuppenkriechtiere), Estelle Bourdon (Vögel) und Emmanuel Gheerbrant (frühe Säugetiere). Die meisten Funde werden beim OCP oder im Muséum national d’histoire naturelle aufbewahrt. Daneben kam es aber auch zu größeren privaten Aufsammlungen und Verkäufen von Fossilfunden, die dadurch in die verschiedensten Institutionen in Europa, Nordamerika oder Asien gelangten.